# TEC Liège-Verviers
Le réseau d'autobus de la Direction territoriale Liège-Verviers fait partie de l'Opérateur de Transports de Wallonie (ex-SRWT), qui est la société publique de transports de la Région wallonne en Belgique.
Son réseau est composé de 204 lignes d'autobus représentant plus de 30 % des déplacements en transports en commun en Wallonie.
Le 1er mars 2018, le gouvernement Wallon a voté la fusion des 6 sociétés actuelles (SRWT et 5 société d'exploitations) au sein d'une nouvelle structure unique, l'Opérateur de Transport de Wallonie (OTW). La marque commerciale TEC, reste cependant d'application.
Un vaste projet de « tram », reliant le centre à la périphérie, est en cours à Liège. Il devrait être opérationnel en mai 2023 pour relier Sclessin à Bressoux ou Coronmeuse, en passant par la Gare de Liège-Guillemins, la Place Saint-Lambert, et le centre de Liège.

## Histoire

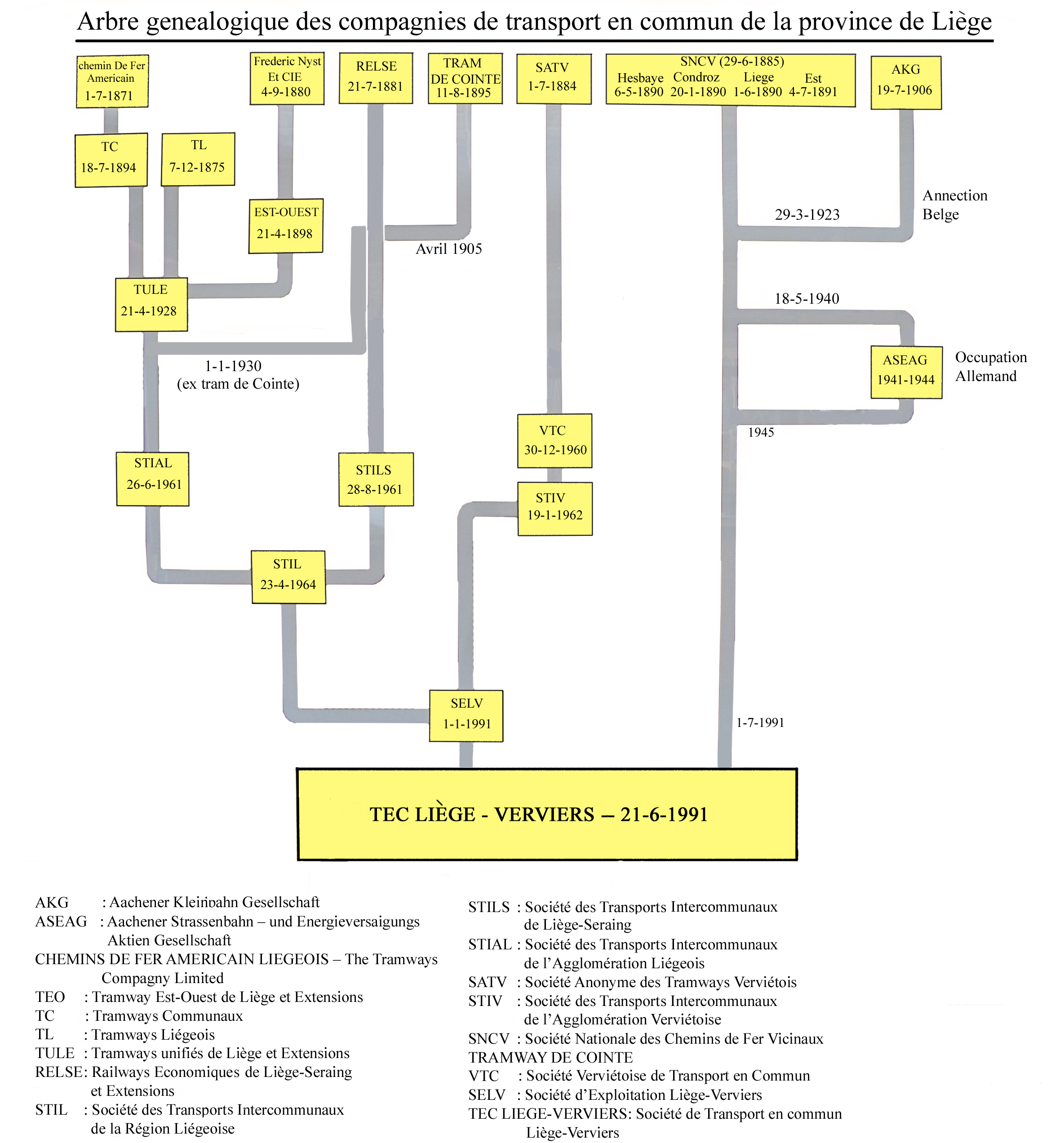
Histoire des compagnies de transport en commun de la province de Liège

Le TEC Liège-Verviers a été fondée en 1991, lors de la régionalisation des transports en Belgique. Auparavant, les transports en commun étaient gérés par des sociétés indépendantes, la Société des transports intercommunaux de Liège (STIL) et la Société des transports intercommunaux de Verviers (STIV). Ce réseau était le plus important en Région wallonne.
Le 1er janvier 2019, la société a disparu en tant que telle à la suite du décret du 28 mars 2018 prévoyant la fusion-absorption par l'Opérateur de transport de Wallonie.
Le 1er septembre 2020 les lignes 375 et 475 sont supprimées faute de fréquentation suffisante.

## Chliffres clés (2023)
- Le TEC Liège-Verviers a transporté 69 804 625 voyageurs.
- Le TEC Liège-Verviers employait 1 935 personnes.
- Le TEC Liège-Verviers possédait un parc de 665 véhicules, dont 526 autobus standards, 132 autobus articulés et 7 midibus et minibus.
- Les autobus du TEC Liège-Verviers ont roulé 41 047 937 km.
- Aire desservie : 3 862 km2
- Nombre de communes : 84
- Population desservie : 1 083 400
- Nombre de lignes : 204
- Longueur d'axe des lignes (km) : 3 277
- Nombre d'arrêts d'autobus : 9 365[8]

## Réseau
Le réseau de bus est principalement en étoile, depuis les différents terminus centraux du centre-ville (Saint-Lambert, Léopold, République française et Opéra). D'autres terminus sont également importants: Gare de Liège-Guillemins, Jemeppe (gare routière). Le réseau est organisé en lignes urbaines, périurbaines, et de longue distance. Il existe aussi des circuits scolaires.
Terminus centraux du TEC dans le centre-ville de Liège :

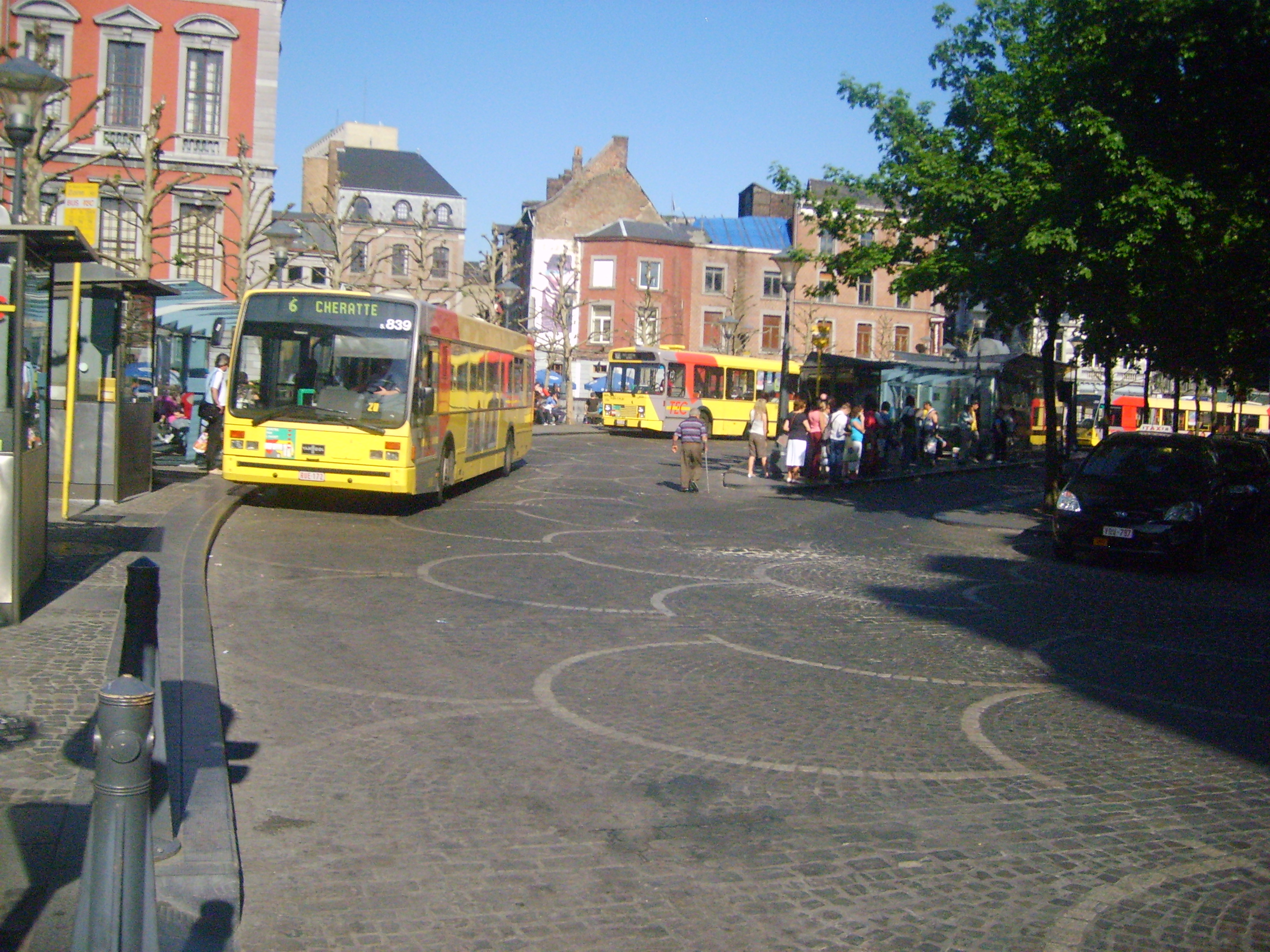
Terminus Gare Léopold
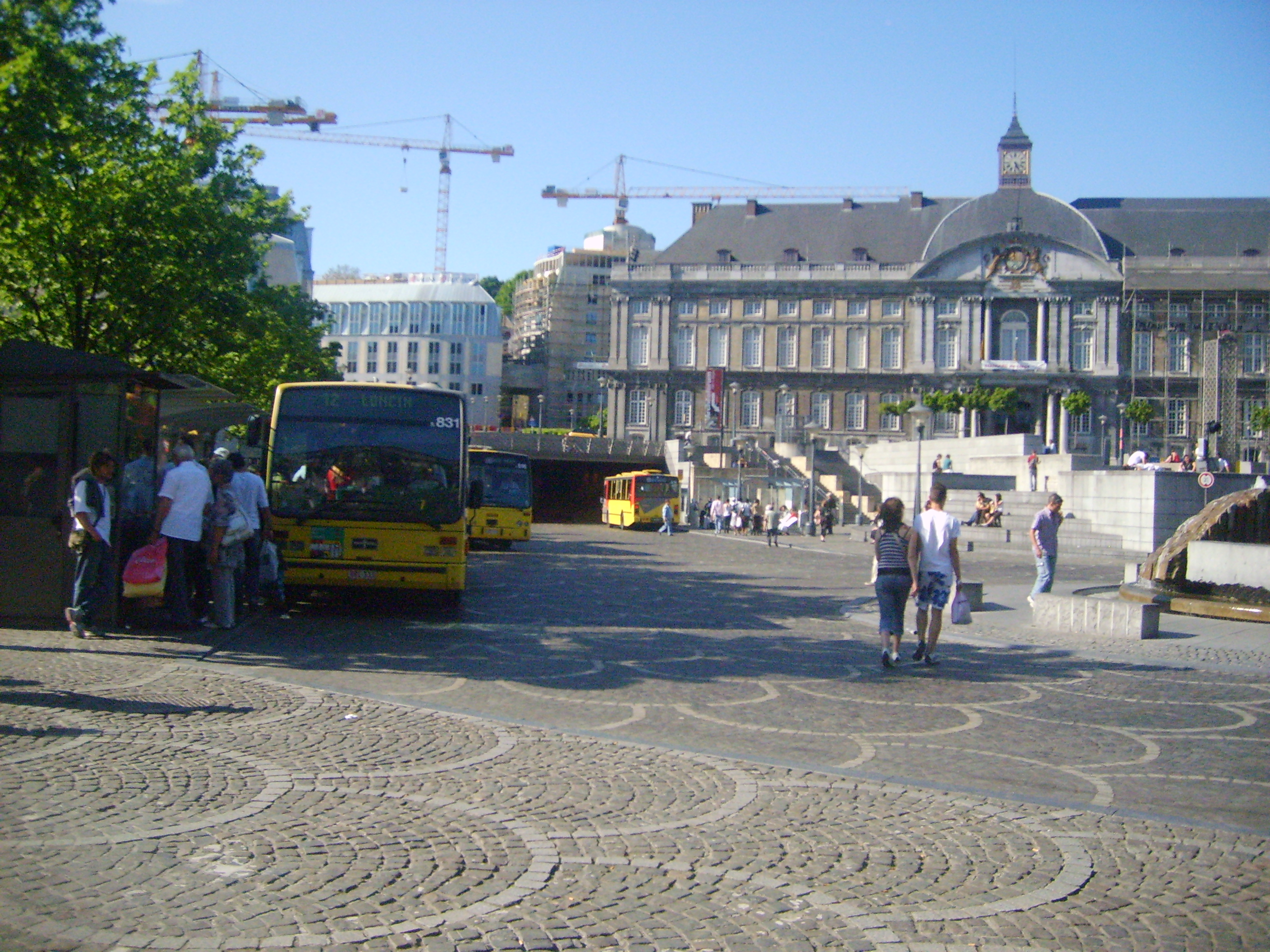
Terminus St-Lambert
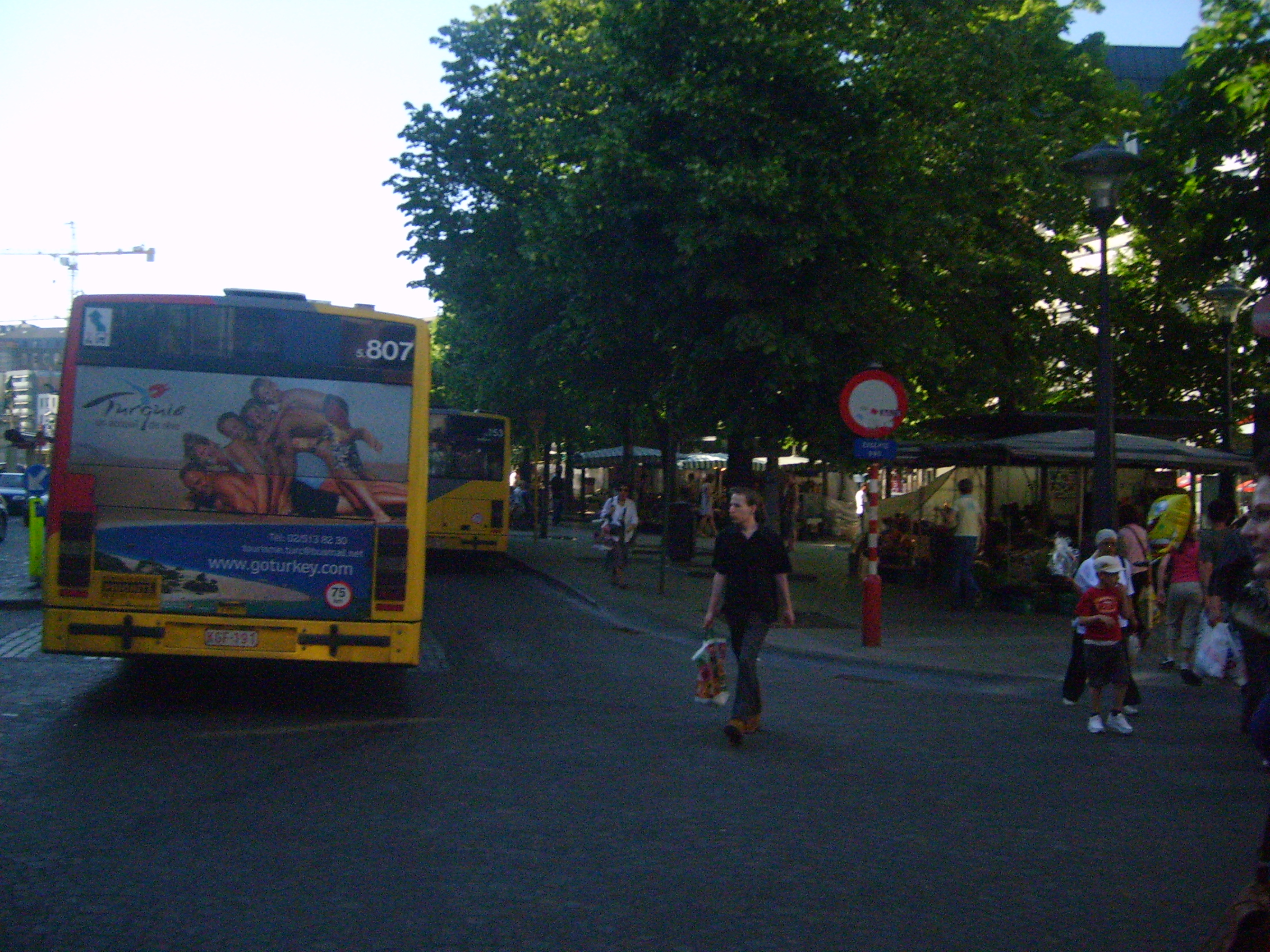
Terminus République Française
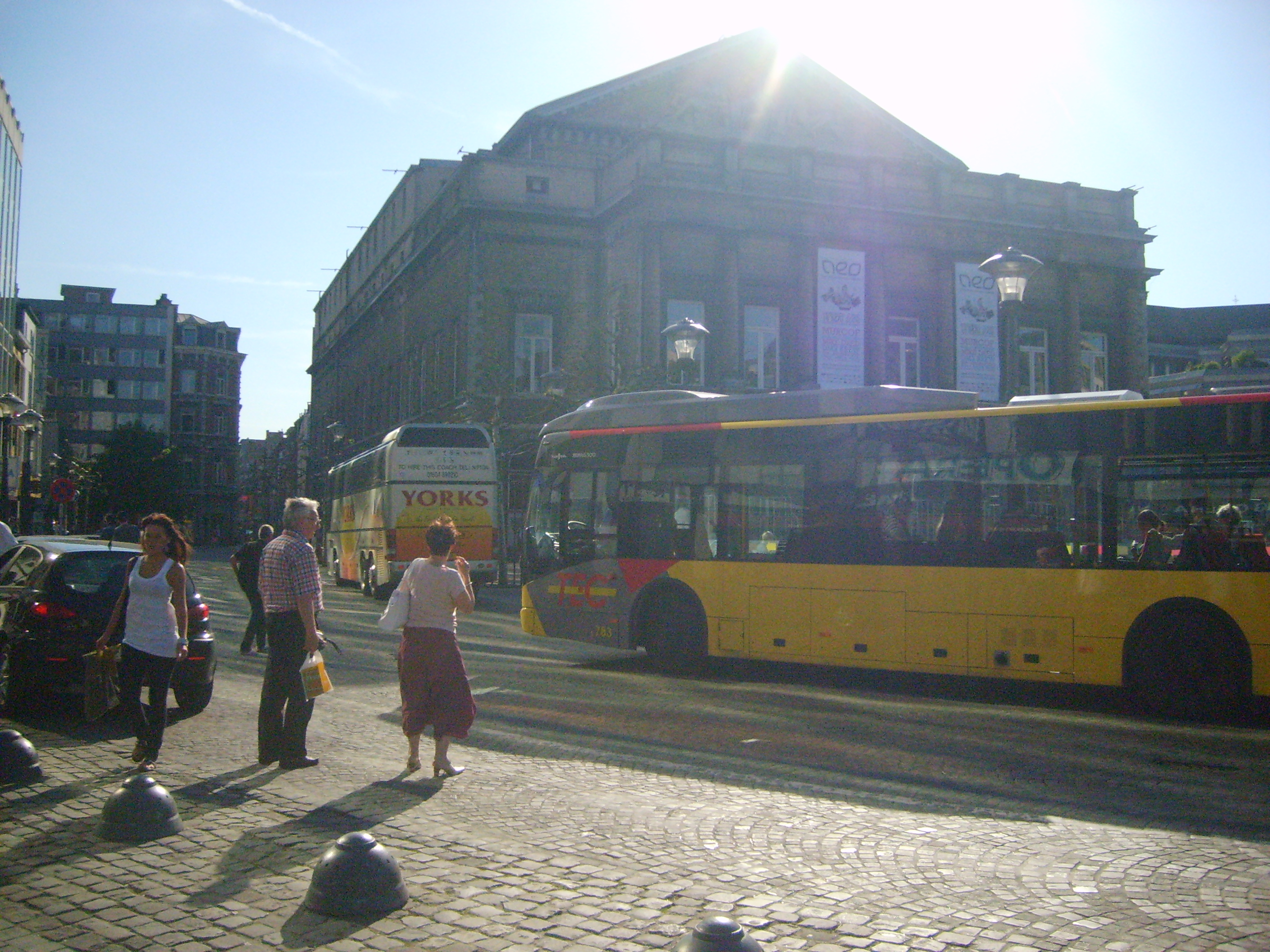
Terminus Opéra

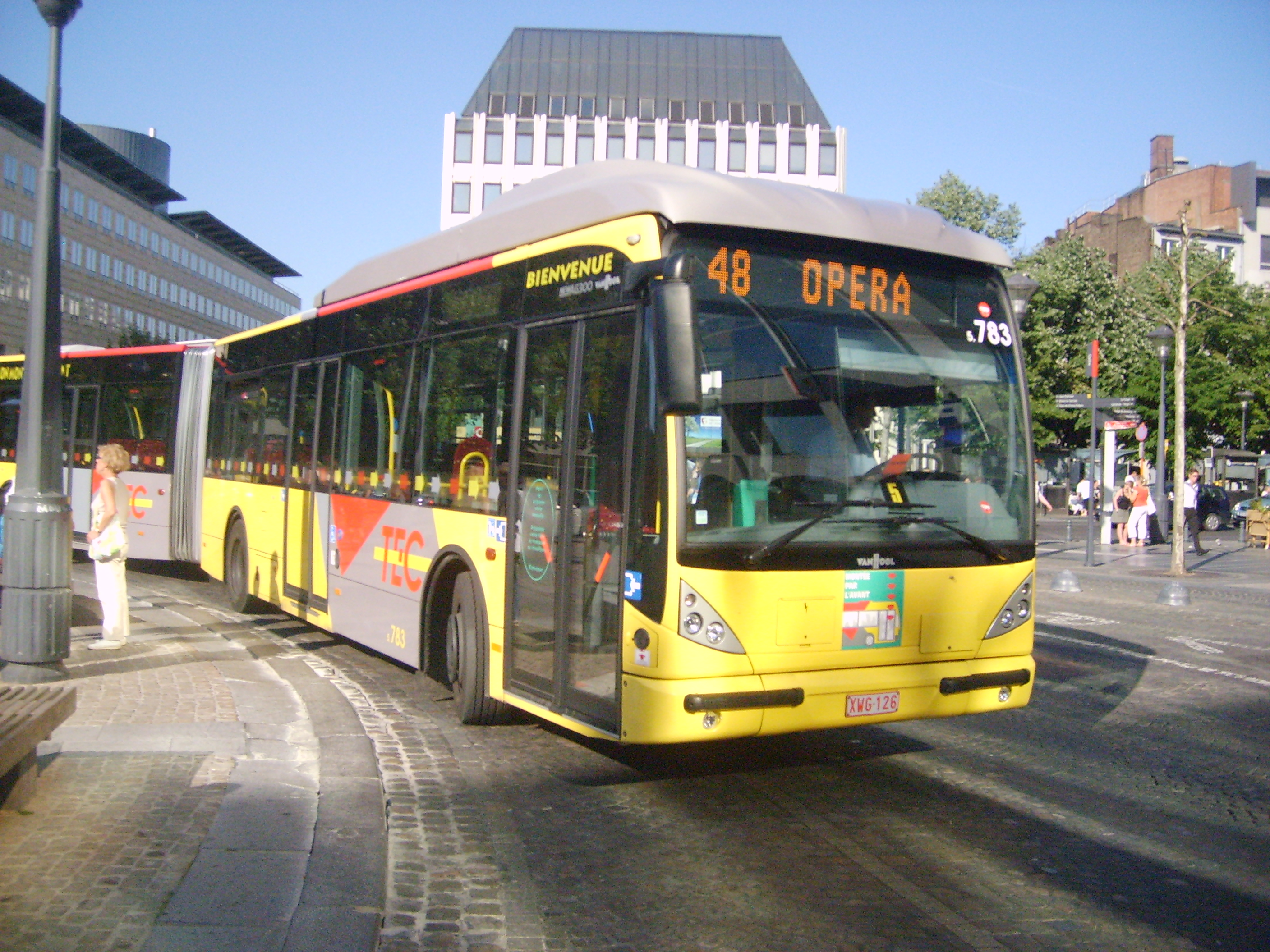
Bus du TEC Liège-Verviers (extérieur)
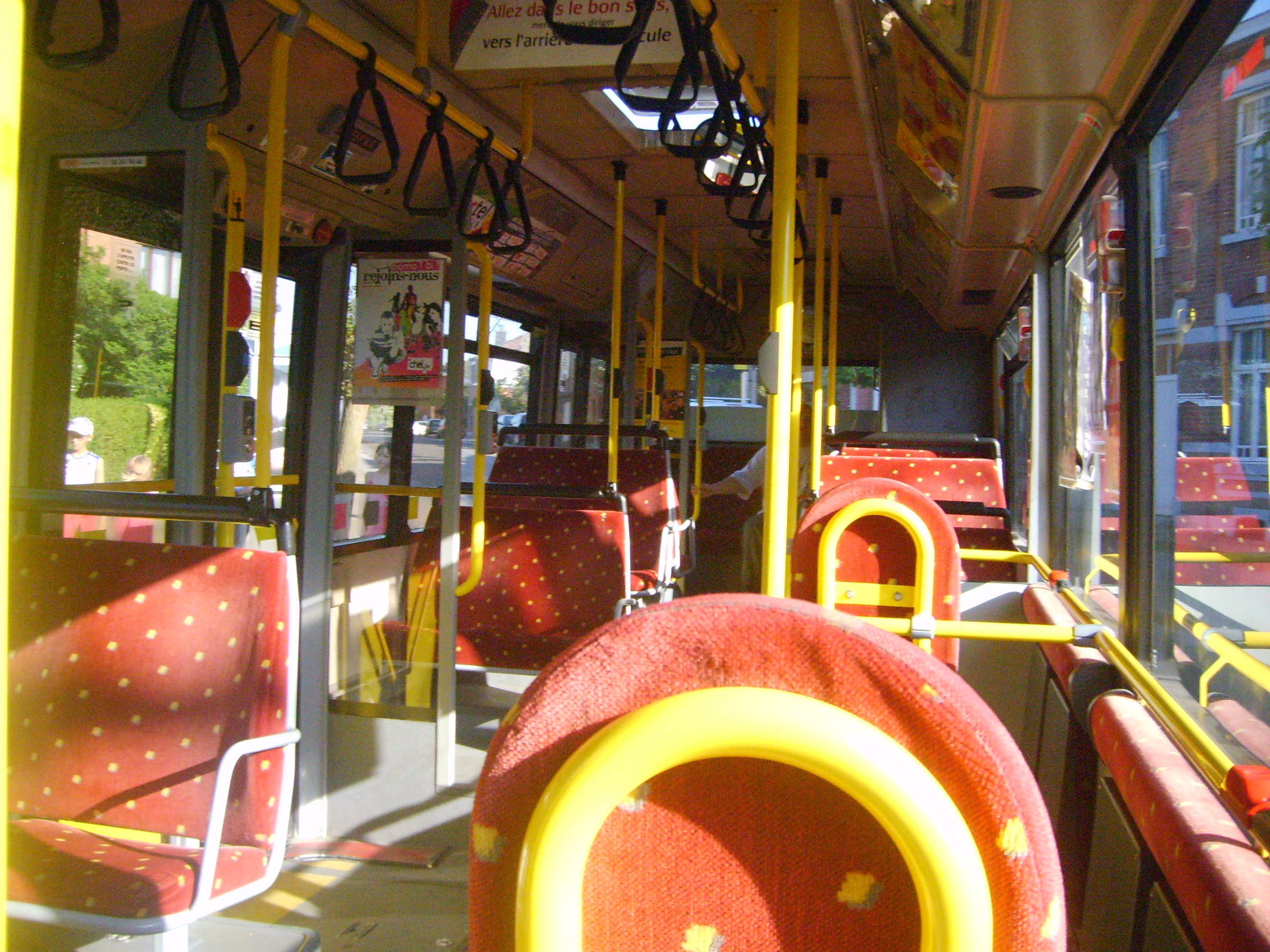
Bus du TEC Liège-Verviers (intérieur)
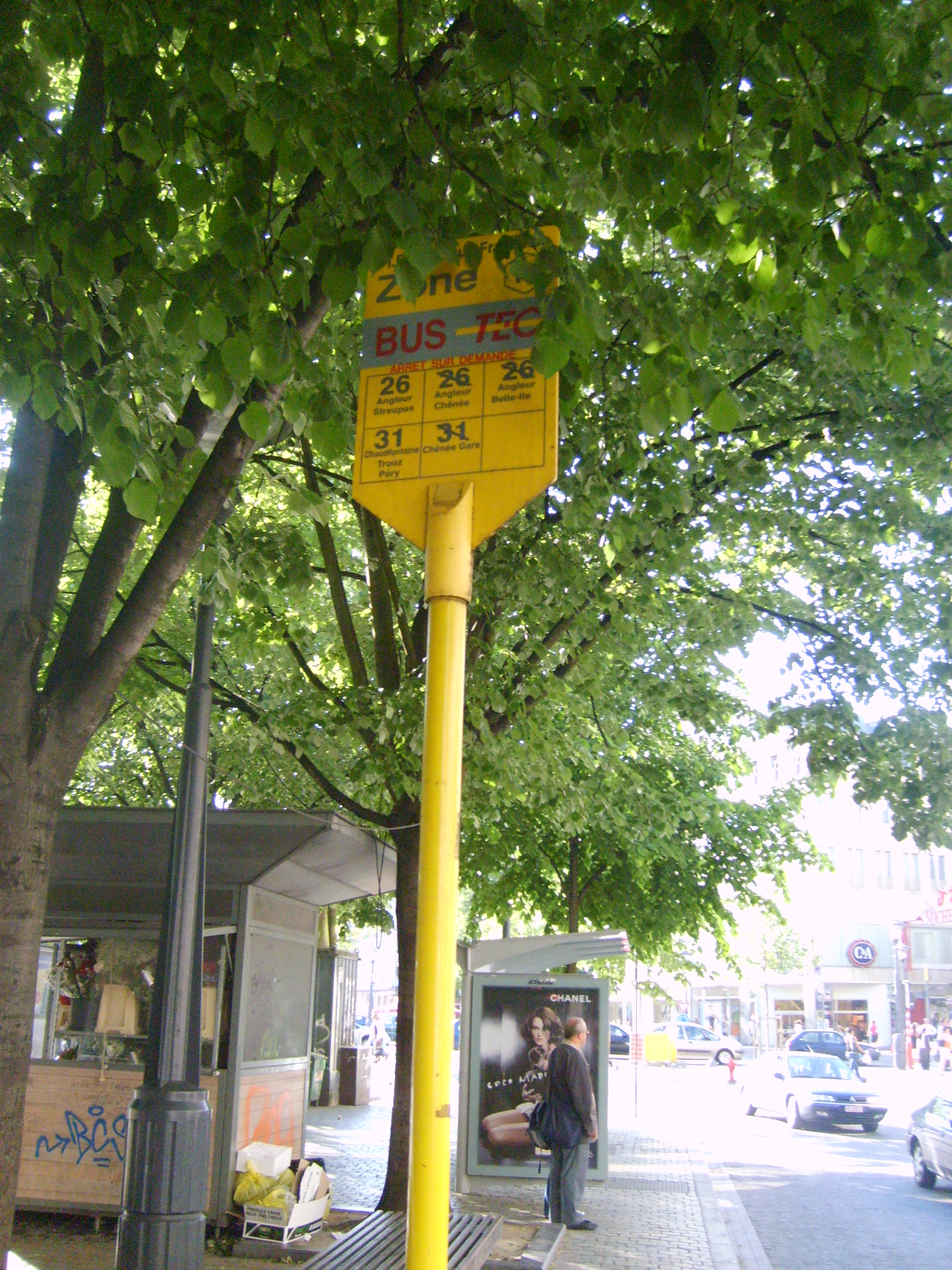
Pôtelet du TEC Liège-Verviers

Terminus de la Gare Centrale de Verviers :

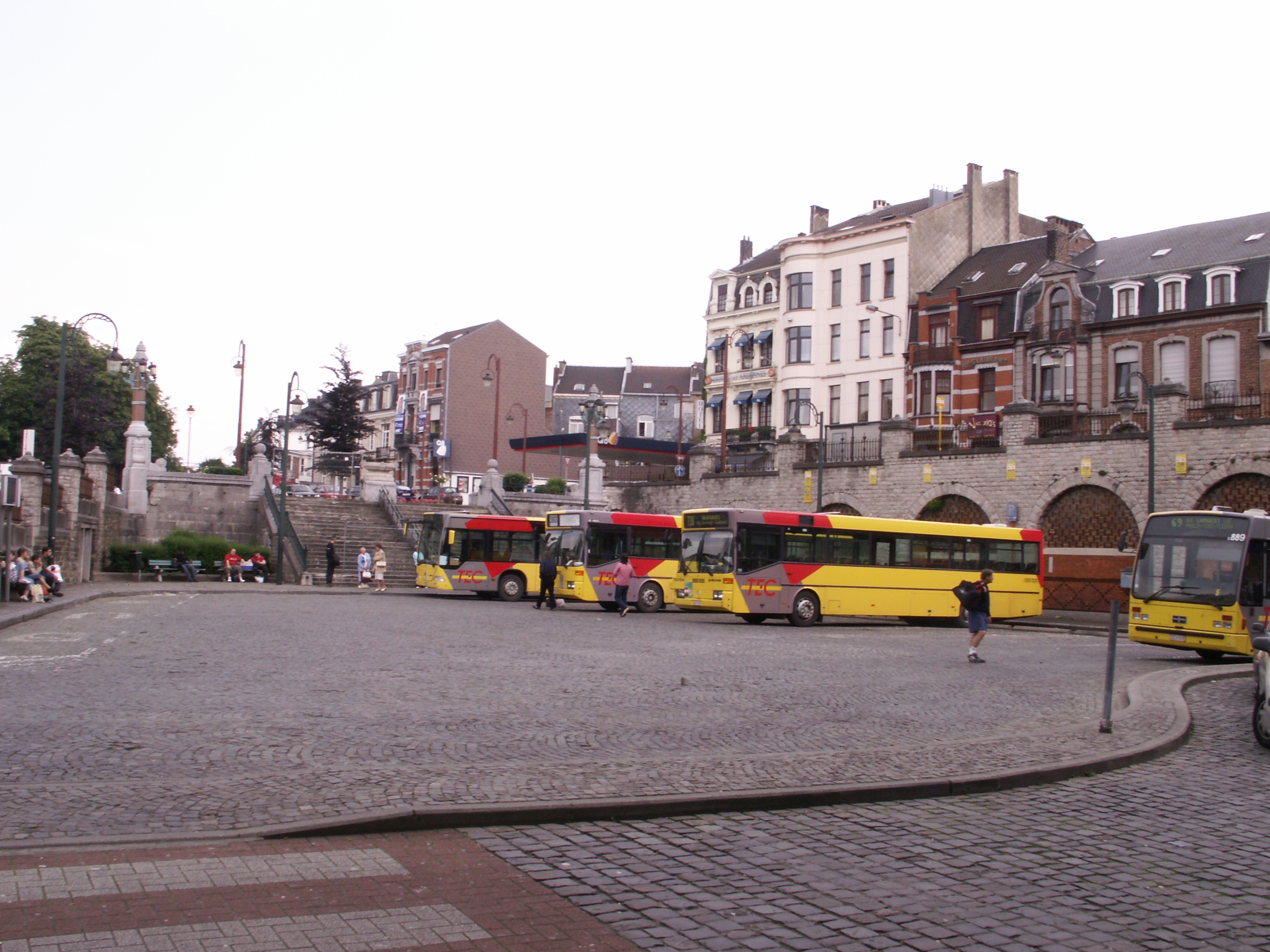
Verviers gare

## Dépôts
Le TEC Liège-Verviers dispose de 11 dépôts répartis sur l'ensemble de la Province de Liège. Un 12e dépôt est en construction à Bressoux, le CDMR (Centre de Maintenance et de Remisage) qui accueillera les trams.
| Nom du Dépôt    | Localisation                | Lignes exploitées | Matériel roulant utilisé |
| --------------- | --------------------------- | --- | --- |
| Bassenge        | 50° 45′ 39″ N, 5° 37′ 06″ E | 16, 48, 75, 76, 101, 175 | Irisbus GX127 (2008) VDL Citea CLF-120 (2011) Evobus Citaro GC2 (2015) |
| Bressoux (CDMR) | 50° 38′ 44″ N, 5° 36′ 37″ E | Future T1 | CAF Urbos (2023) |
| Eupen           | 50° 38′ 05″ N, 6° 01′ 30″ E | 14, 396, 716, 722, 723, 724, 725, 825 | Van Hool New A330 (2014) Evobus Citaro GC2 (2015) |
| Jemeppe         | 50° 36′ 42″ N, 5° 29′ 37″ E | 2, 3, 9, 15, 22, 23, 27, 32, 40, 41, 42, 45, 47, 48, 49, 53, 56, 61, 81, 82, 85, 87, 91, 94, 122, 145, 146, 156, 285                                                                                              | Irisbus Citelis 12 (2008) VDL Citea CLF-120 (2011) Volvo 7900H (2021) Volvo 7900A H (2022)                                                                                              |
| Omal            | 50° 39′ 06″ N, 5° 11′ 29″ E | 83, 84, 85, 86, 98, 102, 103, 127, 143, 144, 145, 146, 147, 149, 185, 245, 249, 283, 284, 286, 445, 683, 685 | Irisbus GX127 (2008) Irisbus Citelis 12 (2008) Jonckheere Transit 2000 (2009) |
| Oreye           | 50° 43′ 44″ N, 5° 21′ 06″ E | 75, 88, 147, 175, 275, 284 | VDL Citea CLF-120 (2011) Evobus Citaro GC2 Hybride (2020) |
| Robermont       | 50° 37′ 59″ N, 5° 37′ 03″ E | 1, 4, 5, 6, 7, 8, 10, 12, 13, 17, 18, 19, 20, 21, 22, 23, 24, 25, 26, 27, 28, 29, 30, 31, 33, 35, 39, 48, 50, 58, 60, 61, 66, 67, 68, 69, 70, 71, 72, 75, 76, 88, 94, 134, 138, 158, 160, 173, 174, 175, 248, 268 | Irisbus Citelis 12 (2008) Solaris Urbino IV Hybride (2017-2019) Solaris Urbino IV 12 Hybride (2022) Van Hool New AG300 (2008) Van Hool New AG300 (2010) Evobus Citaro GC2 Hybride(2020) |
| Rocourt         | 50° 40′ 05″ N, 5° 33′ 15″ E | 70, 71, 72, 88, 174 | Irisbus Citelis 12 (2008) VDL Citea CLF-120 (2011) Evobus Citaro GC2 (2015) |
| Stembert        | 50° 35′ 39″ N, 5° 53′ 38″ E | 701, 702, 703, 705, 706, 707, 708, 724 | Van Hool New A330 (2014) Evobus Citaro GC2 (2015) Volvo 7900H (2023) |
| Verlaine        | 50° 36′ 14″ N, 5° 19′ 20″ E | 83, 84, 85, 86, 98, 102, 103, 127, 143, 144, 145, 146, 147, 149, 185, 245, 249, 283, 284, 286, 445, 683, 685 | Irisbus GX127 (2008) Irisbus Citelis 12 (2008 Jonckheere Transit 2000 (2009) |
| Wanze           | 50° 32′ 10″ N, 5° 13′ 11″ E | 83, 84, 85, 86, 98, 102, 103, 127, 143, 144, 145, 146, 147, 149, 185, 245, 249, 283, 284, 286, 445, 683, 685 | Irisbus GX127 (2008) Irisbus Citelis 12 (2008 Jonckheere Transit 2000 (2009) |
| Warzée          | 50° 26′ 55″ N, 5° 25′ 14″ E | 90, 92, 93, 94, 96, 97, 99, 465, 685, 694 | Van Hool New A360K (2011) |

## Matériel par dépôts
Bus standards
| Matériel                                 | Robermont                       | Rocourt   | Bassenge  | Oreye                             | Jemeppe                                                                               | Omal      | Warzée    | Stembert                        | Eupen                      | En circulation |
| ---------------------------------------- | ------------------------------- | --------- | --------- | --------------------------------- | ------------------------------------------------------------------------------------- | --------- | --------- | ------------------------------- | -------------------------- | -------------- |
| Irisbus GX127 (2008)                     | -                               | -         | 5130      | -                                 | -                                                                                     | 5131      | -         | -                               | -                          | Oui            |
| Irisbus Citelis 12 (2008)                | 5277-5295, 5297-5321, 5323-5329 | 5330-5347 | -         | -                                 | 5231-5238, 5240-5245                                                                  | 5239      | -         | 5246-5252, 5254-5259, 5268-5276 | 5253, 5260-5267            | Oui            |
| Jonckheere Citea CLF120 (2011)           | -                               | 5443-5445 | 5434-5442 | 5420-5433, 5448, 5456, 5458, 5495 | 5446-5447, 5449-5455, 5457, 5459-5494, 5496-5505                                      | -         | -         | -                               | -                          | Oui            |
| Jonckheere Transit 2000 (2009)           | -                               | -         | -         | -                                 | -                                                                                     | 5351-5390 | -         | -                               | -                          | Oui            |
| Renault R312 (1994)                      | -                               | -         | -         | -                                 | 5564, 585, 587-588, 590, 594, 605, 608-610, 613-616, 619, 621, 625-627, 631, 633, 636 | -         | -         | 5566, 5568, 5599, 5673-5699     | 5644-5645, 5649-5660, 5664 | Non            |
| Van Hool A320 (1999)                     | 5801-5907                       | -         | -         | -                                 | -                                                                                     | -         | -         | -                               | -                          | Non            |
| Van Hool A330 (2001)                     | 5146-5211, 5212 (2004)          | -         | -         | -                                 | -                                                                                     | -         | -         | -                               | -                          | Non            |
| Van Hool New A330 (2014)                 | -                               | -         | -         | -                                 | -                                                                                     | -         | -         | 5506-5539 (Mars 2015 - ...)     | -                          | Oui            |
| Van Hool New A360 (2011)                 | -                               | -         | -         | -                                 | -                                                                                     | -         | 5391-5412 | -                               | -                          | Oui            |
| Solaris Urbino IV 12 Hybride (2017-2019) | 5545-5630, 5801-5807            | -         | -         | -                                 | -                                                                                     | -         | -         | -                               | -                          | Oui            |
| Solaris Urbino IV 12 Hybride (2022)      | 5160-5198                       | -         | -         | -                                 | -                                                                                     | -         | -         | -                               | -                          | Oui            |
| Volvo 7900H                              | -                               | -         | -         | -                                 | 5871-5884                                                                             | -         | -         | -                               | -                          | Oui            |

Bus articulés et bi-articulés
| Matériel                         | Robermont            | Rocourt         | Bassenge        | Oreye           | Jemeppe   | Omal | Warzée | Stembert   | Eupen                | En circulation |
| -------------------------------- | -------------------- | --------------- | --------------- | --------------- | --------- | ---- | ------ | ---------- | -------------------- | -------------- |
| Evobus Citaro G II (2010)        | -                    | -               | -               | -               | 5701-5719 | -    | -      | -          | -                    | Non            |
| Van Hool AG300 (1998)            | 5762                 | -               | -               | -               | -         | -    | -      | -          | -                    | Non            |
| Van Hool AG300 (2002)            | 5912-5915, 5919-5956 | -               | 5916-5918       | 5911, 5957-5958 | -         | -    | -      | -          | -                    | Non            |
| Van Hool New AG300 (2008)        | 5771-5784            | -               | -               | -               | -         | -    | -      | 5768-5770  | 5764-5767            | Oui            |
| Van Hool New AG300 (2010)        | 5720-5738            | -               | -               | -               | -         | -    | -      | -          | -                    | Oui            |
| Van Hool AGG300 (1998)           | 5763                 | -               | -               | -               | -         | -    | -      | -          | -                    | Non            |
| Evobus Citaro GC2 (2015)         | -                    | 5793-5794, 5799 | 5795-5798, 5800 | -               | -         | -    | -      | 5785, 5790 | 5786-5789, 5791-5792 | Oui            |
| Evobus Citaro GC2 Hybride (2020) | 5810 - 5865          | -               | -               | -               | -         | -    | -      | -          | -                    | Oui            |

Bus écolage
| Matériel | Robermont  | Rocourt | Bassenge | Oreye | Jemeppe | Omal | Warzée | Stembert | Eupen |
| -------- | ---------- | ------- | -------- | ----- | ------- | ---- | ------ | -------- | ----- |
| NM222    | -          | -       | -        | -     | -       | -    | -      | 5128     | -     |
| NM223    | -          | -       | -        | -     | -       | -    | -      | 5129     | -     |
| Citaro   | 5216       | -       | -        | -     | -       | -    | -      | -        | -     |
| Citaro   | 5217-5218  | -       | -        | -     | -       | -    | -      | -        | -     |
| NL262    | 5223, 5225 | -       | -        | -     | -       | -    | -      | -        | -     |

## Lignes de bus du TEC Liège-Verviers
La province de Liège est desservie par 209 lignes de bus (205 régulières et 4 express).

### Lignes régulières

#### Légende
- A : aller
- R : retour
- ED : excepté le dimanche
- Di : dimanche
- WE : week-end et jours fériés
- Sem : du lundi au vendredi
- Sc : jours scolaires
- ★ : arrêt desservi seulement à certains voyages

#### Lignes urbaines de Liège (1, 4 et 48)
| Ligne | Caractéristiques | Caractéristiques                                            | Caractéristiques                                            | Caractéristiques                                            | Caractéristiques                                                                       | Caractéristiques                                            | Caractéristiques                                            | Caractéristiques                                            | Caractéristiques                                            |
| 1     | 1 Coronmeuse - Opéra - Guillemins | 1 Coronmeuse - Opéra - Guillemins                           | 1 Coronmeuse - Opéra - Guillemins                           | 1 Coronmeuse - Opéra - Guillemins                           | 1 Coronmeuse - Opéra - Guillemins                                                      | 1 Coronmeuse - Opéra - Guillemins                           | 1 Coronmeuse - Opéra - Guillemins                           | 1 Coronmeuse - Opéra - Guillemins                           | 1 Coronmeuse - Opéra - Guillemins                           |
| 1     | Liège, Place Coronmeuse ⥋ Liège, Gare des Guillemins (SNCB) | Liège, Place Coronmeuse ⥋ Liège, Gare des Guillemins (SNCB) | Liège, Place Coronmeuse ⥋ Liège, Gare des Guillemins (SNCB) | Liège, Place Coronmeuse ⥋ Liège, Gare des Guillemins (SNCB) | Liège, Place Coronmeuse ⥋ Liège, Gare des Guillemins (SNCB)                            | Liège, Place Coronmeuse ⥋ Liège, Gare des Guillemins (SNCB) | Liège, Place Coronmeuse ⥋ Liège, Gare des Guillemins (SNCB) | Liège, Place Coronmeuse ⥋ Liège, Gare des Guillemins (SNCB) | Liège, Place Coronmeuse ⥋ Liège, Gare des Guillemins (SNCB) |
| ----- | --- | ----------------------------------------------------------- | ----------------------------------------------------------- | ----------------------------------------------------------- | -------------------------------------------------------------------------------------- | ----------------------------------------------------------- | ----------------------------------------------------------- | ----------------------------------------------------------- | ----------------------------------------------------------- |
| 1     | Ouverture / Fermeture — / — | Longueur —                                                  | Durée 23-35 min                                             | Nb. d’arrêts 17                                             | Matériel Van Hool NewAG300 Mercedes-Benz Citaro GC2 Hybrid Solaris Urbino IV 12 Hybrid | Jours de fonctionnement Tous les jours                      | Jour / Soir / Nuit / Fêtes O / O / N / O                    | Voy. / an —                                                 | Dépôt TEC Robermont                                         |
| 1     | Desserte : - Ville et lieux desservis : Liège (Coronmeuse, Quai Saint-Léonard, Pont Atlas (rive gauche), Place des Déportés, Pont Maghin, Quai de Maestricht, Grand Curtius, La Batte, Quai de la Goffe, Cité administrative, Hôpital de BavièreDi, Pont du LongdozDi, Pont Kennedy (rive droite)Di, A, Passerelle SaucyA, Université de Liège (campus du centre-ville), Théâtre de LiègeR, Opéra royal de Wallonie, Boulevard de la Sauvenière, Le Carré, Gare de Liège-Carré, Boulevard d'Avroy, Rue des Guillemins, Gare de Liège-Guillemins). - Arrêts desservis : - Liège : Place Coronmeuse, Rue aux Chevaux, Pont Atlas, Rue des Armuriers, Rue Marengo, Place des Déportés, Rue Hongrée, Rue de la Cité, BavièreDi, Pont du LongdozDi, Place CockerillA/Place du Vingt-AoûtR, Place de la République française, Place du Vingt-AoûtA, Pont d'Avroy, Rue DarchisR, Charlemagne, Rue Sainte-Véronique, Avenue Blonden, Rue Dartois, Gare des Guillemins. |                                                             |                                                             |                                                             |                                                                                        |                                                             |                                                             |                                                             |                                                             |
| 1     | Autre : - Zone traversée : Liège centre - 10. - Amplitude horaire : La ligne circule tous les jours de 5h00 à 1h00 environ (dernier départ de la place Coronmeuse vers 0h05 et de la gare des Guillemins vers 0h30). - Variante : Le dimanche jusqu'à 18h00, les arrêts « Rue Hongrée » et « Rue de la Cité » ne sont pas desservis en raison de la tenue du marché de la Batte. Ils sont alors remplacés par les arrêts « Bavière » et « Pont du Longdoz ». - Évolution de la ligne : - Avant le 21 janvier 2022, elle était nommée « 1 Coronmeuse - Saint-Lambert - Guillemins ». La place Saint-Lambert étant partiellement inaccessible aux autobus en raison des travaux préparatoires à l'arrivée du tram, la desserte de la place Saint-Lambert est déplacée à l'Opéra et celle de Féronstrée et Hors-Château est reportée sur les quais depuis le 21 janvier 2022,. - Jusqu'au 6 mars 2022, cette ligne ne circulait pas sur le quai Saint-Léonard ; elle desservait le quartier Saint-Léonard à la place de la ligne 4. - Depuis le 18 octobre 2023, la place de l'Opéra et le boulevard de la Sauvenière n'étant plus accessible aux autobus, l'ancien arrêt « Opéra » est déplacé vers la place de la République française. - Cette ligne est vouée à disparaître après la mise en service du tram, qui reprendra en majeure partie son trajet entre Coronmeuse et la gare de Liège-Guillemins. |                                                             |                                                             |                                                             |                                                                                        |                                                             |                                                             |                                                             |                                                             |
| 1     | Dernière actualisation : — |                                                             |                                                             |                                                             |                                                                                        |                                                             |                                                             |                                                             |                                                             |
| 4     | 4 Coronmeuse - Bavière - Médiacité - Guillemins | 4 Coronmeuse - Bavière - Médiacité - Guillemins             | 4 Coronmeuse - Bavière - Médiacité - Guillemins             | 4 Coronmeuse - Bavière - Médiacité - Guillemins             | 4 Coronmeuse - Bavière - Médiacité - Guillemins                                        | 4 Coronmeuse - Bavière - Médiacité - Guillemins             | 4 Coronmeuse - Bavière - Médiacité - Guillemins             | 4 Coronmeuse - Bavière - Médiacité - Guillemins             | 4 Coronmeuse - Bavière - Médiacité - Guillemins             |
| 4     | Liège, Place Coronmeuse ⥋ Liège, Gare des Guillemins (SNCB) |                                                             |                                                             |                                                             |                                                                                        |                                                             |                                                             |                                                             |                                                             |
| 4     | Ouverture / Fermeture 7 mars 2022 / — | Longueur —                                                  | Durée 23-44 min                                             | Nb. d’arrêts 28A/31R                                        | Matériel Van Hool NewAG300 Mercedes-Benz Citaro GC2 Hybrid Solaris Urbino IV 12 Hybrid | Jours de fonctionnement Tous les jours                      | Jour / Soir / Nuit / Fêtes O / O / N / O                    | Voy. / an —                                                 | Dépôt TEC Robermont                                         |
| 4     | Desserte : - Ville et lieux desservis : Liège (Coronmeuse, Saint-Léonard, Église Sainte-Foy, Place des Déportés, Pont Maghin, Hôpital de Bavière, Outremeuse, Institut de zoologie, Pont Kennedy (rive droite)R, Longdoz, Médiacité, Vennes, Fétinne, Église Saint-Vincent, Quai Gloesener, Haute École de la Province de Liège (campus Liège quai Gloesener), Pont de Fragnée, Place du Général Leman, Place des Franchises, Gare de Liège-Guillemins). - Arrêts desservis : - Liège : Place Coronmeuse, Rue du Tir, Rue Adolphe Borgnet, Rue des Bayards, Place Bonne NouvelleA/Église Sainte-FoyR, Rue DonyA/Rue des ArmuriersR, JonruelleA/Rue GoswinR, Rue MaghinA/Rue MarengoR, Place des Déportés, Quai Godefroid KurthR, Bavière, Place du Congrès, Rue Jean d'Outremeuse, Place Delcour, Rue de PitteursR, Rue MéanA/Quai Édouard Van BenedenR, Pont du LongdozR, Rue Libotte, Médiacité, Rue d'Harscamp, Rue Natalis, Hôtel de Police, Rue des Croix-de-Guerre, Rue Saint-VincentA/Rue des HoublonnièresR, Brabançons, Église Saint-Vincent, Monument Gramme, Quai de Rome, Place du Général Leman, Place des Franchises, Gare des Guillemins. |                                                             |                                                             |                                                             |                                                                                        |                                                             |                                                             |                                                             |                                                             |
| 4     | Autre : - Zone traversée : Liège centre - 10. - Amplitude horaire : La ligne circule tous les jours de 5h00 à 0h55 environ (dernier départ de la place Coronmeuse vers 0h25 et de la gare des Guillemins vers 0h10). - Évolution de la ligne : - Avant le 7 mars 2022, cette ligne effectuait une boucle (dans les deux sens de circulation) avec un terminus à l'arrêt « Bavière » dans un sens et à l'arrêt « Rue d'Harscamp » dans le sens opposé. Dans les deux sens, entre les arrêts « Place des Déportés » et « Gare des Guillemins », l'itinéraire était le même qu'actuellement d'une part, et commun avec la ligne 1 d'autre part. Depuis le 7 mars 2022, la ligne n'est plus en boucle et adopte un nouveau tracé : elle relie désormais la place Coronmeuse à la gare des Guillemins via les quartiers de Saint-Léonard (où elle remplace la ligne 1, déplacée sur les quais), de Bavière, d'Outremeuse, du Longdoz, des Vennes et de Fétinne (déjà desservis lorsque la ligne était en boucle),. Cette configuration de la ligne devrait être conservée après la mise en service du tram. |                                                             |                                                             |                                                             |                                                                                        |                                                             |                                                             |                                                             |                                                             |
| 4     | Dernière actualisation : — |                                                             |                                                             |                                                             |                                                                                        |                                                             |                                                             |                                                             |                                                             |
| 48    | 48 Opéra - Guillemins - Sart-Tilman Université - CHU | 48 Opéra - Guillemins - Sart-Tilman Université - CHU        | 48 Opéra - Guillemins - Sart-Tilman Université - CHU        | 48 Opéra - Guillemins - Sart-Tilman Université - CHU        | 48 Opéra - Guillemins - Sart-Tilman Université - CHU                                   | 48 Opéra - Guillemins - Sart-Tilman Université - CHU        | 48 Opéra - Guillemins - Sart-Tilman Université - CHU        | 48 Opéra - Guillemins - Sart-Tilman Université - CHU        | 48 Opéra - Guillemins - Sart-Tilman Université - CHU        |
| 48    | Liège, Place du Vingt-Août ⥋ Sart-Tilman, Institut de botanique |                                                             |                                                             |                                                             |                                                                                        |                                                             |                                                             |                                                             |                                                             |
| 48    | Ouverture / Fermeture — / — | Longueur —                                                  | Durée 28-42 min                                             | Nb. d’arrêts 27A/26R                                        | Matériel Van Hool NewAG300 Mercedes-Benz Citaro GC2 Hybrid Solaris Urbino IV 12 Hybrid | Jours de fonctionnement Tous les jours                      | Jour / Soir / Nuit / Fêtes O / O / N / O                    | Voy. / an —                                                 | Dépôt TEC Robermont, TEC JemeppeWE, TEC BassengeWE          |
| 48    | Desserte : - Ville et lieux desservis : Liège (Opéra royal de Wallonie, Boulevard d'Avroy, Gare de Liège-Guillemins, Place du Général Leman, Quai Gloesener, Haute École de la Province de Liège (campus Liège quai Gloesener), Pont-rails du Val-Benoît (rive droite), Gare de Kinkempois, Mairie d'Angleur, Route du Condroz, Université de Liège (campus du Sart-Tilman), Centre hospitalier universitaire de Liège (site du Sart-Tilman)). - Arrêts desservis : - Liège : Place du Vingt-AoûtA/Place CockerillR, Pont d'Avroy, Charlemagne, Avenue Blonden, Gare des Guillemins, Place du Général Leman, Monument Gramme. - Angleur : Pont du Val-Benoît, Rue du ChêneA, Mairie, Rue Belle Jardinière, Chemin du Tennis Club, Beau Hêtre, Parc industriel, Orchidée blanche. - Sart-Tilman : Église, Home étudiants, Rue de l'Aunaie, Amphithéâtres, Bâtiments de chimie, Bâtiments de physique, Quartier Polytech, Rue des Pôles, Barbecue-golf, Bâtiments d'éducation physique, CHU, Institut de botanique. |                                                             |                                                             |                                                             |                                                                                        |                                                             |                                                             |                                                             |                                                             |
| 48    | Autre : - Zones traversées : Liège centre - 10 (de Liège, Opéra à Angleur, Rue du Chêne), Liège banlieue - 20 (d'Angleur, Mairie à Sart-Tilman, Institut de botanique). - Amplitude horaire : La ligne circule du lundi au vendredi de 5h20 à 0h00 environ et le week-end ainsi que les jours fériés de 5h50 à 0h00 environ (dernier départ de la place du Vingt-Août vers 23h35 et de l'institut de botanique vers 23h00) - Évolution de la ligne : - Avant novembre 2021, l'ordre de desserte des arrêts « Sart-Tilman, CHU » et « Sart-Tilman, Institut de botanique » était inversé, dans les deux sens de circulation. Le terminus se situait à l'arrêt « Sart-Tilman, CHU ». - Depuis le 18 octobre 2023, la place de l'Opéra et le boulevard de la Sauvenière n'étant plus accessible aux autobus, la ligne effectue son terminus place Cockerill et prend son départ place du Vingt-Août. Pour rejoindre l'Opéra, les voyageurs sont invités à prendre une correspondance avec la ligne 1 qui fait désormais arrêt sur la place de la République française. |                                                             |                                                             |                                                             |                                                                                        |                                                             |                                                             |                                                             |                                                             |
| 48    | Dernière actualisation : — |                                                             |                                                             |                                                             |                                                                                        |                                                             |                                                             |                                                             |                                                             |

#### Lignes de Liège vers la banlieue (2 à 377)
| Ligne | Caractéristiques | Caractéristiques                                                | Caractéristiques                                                | Caractéristiques                                                | Caractéristiques                                                                                          | Caractéristiques                                                | Caractéristiques                                                | Caractéristiques                                                | Caractéristiques                                                |
| 2     | 2 République Française - Tilleur - Seraing - Boncelles - CHU | 2 République Française - Tilleur - Seraing - Boncelles - CHU    | 2 République Française - Tilleur - Seraing - Boncelles - CHU    | 2 République Française - Tilleur - Seraing - Boncelles - CHU    | 2 République Française - Tilleur - Seraing - Boncelles - CHU                                              | 2 République Française - Tilleur - Seraing - Boncelles - CHU    | 2 République Française - Tilleur - Seraing - Boncelles - CHU    | 2 République Française - Tilleur - Seraing - Boncelles - CHU    | 2 République Française - Tilleur - Seraing - Boncelles - CHU    |
| 2     | Liège, Place du Vingt-Août ⥋ Sart-Tilman, CHU | Liège, Place du Vingt-Août ⥋ Sart-Tilman, CHU                   | Liège, Place du Vingt-Août ⥋ Sart-Tilman, CHU                   | Liège, Place du Vingt-Août ⥋ Sart-Tilman, CHU                   | Liège, Place du Vingt-Août ⥋ Sart-Tilman, CHU                                                             | Liège, Place du Vingt-Août ⥋ Sart-Tilman, CHU                   | Liège, Place du Vingt-Août ⥋ Sart-Tilman, CHU                   | Liège, Place du Vingt-Août ⥋ Sart-Tilman, CHU                   | Liège, Place du Vingt-Août ⥋ Sart-Tilman, CHU                   |
| ----- | --- | --------------------------------------------------------------- | --------------------------------------------------------------- | --------------------------------------------------------------- | --- | --------------------------------------------------------------- | --------------------------------------------------------------- | --------------------------------------------------------------- | --------------------------------------------------------------- |
| 2     | Ouverture / Fermeture — / — | Longueur —                                                      | Durée 44-68 min                                                 | Nb. d’arrêts 51A/52R                                            | Matériel Irisbus Citelis 12 Volvo 7900 Hybrid Volvo 7900 A Hybrid                                         | Jours de fonctionnement Tous les jours                          | Jour / Soir / Nuit / Fêtes O / O / N / O                        | Voy. / an —                                                     | Dépôt TEC Jemeppe                                               |
| 2     | Desserte : - Villes et lieux desservis : Liège (Opéra royal de Wallonie, Université de Liège (campus du centre-ville), Théâtre de LiègeA, Passerelle SaucyR, Boulevard Piercot, Les Terrasses, Tour Paradis, Gare de Liège-Guillemins, Place des Franchises, Rue de Fragnée, Haute École Charlemagne (campus « Les Rivageois »), Place du Général Leman, Tunnel de Cointe, Val-Benoît, Hôpital Petit Bourgogne (Intercommunale des Soins Spécialisés de Liège), Gare de Sclessin, Stade Maurice Dufrasne, Pont d'Ougrée (rive gauche)), Saint-Nicolas (Tilleur), Seraing (Pont de Seraing, Gare de Pont-de-Seraing, Beauséjour, Boncelles), Liège Sart-Tilman (Centre hospitalier universitaire de Liège (site du Sart-Tilman)). - Arrêts desservis : - Liège : Place du Vingt-AoûtA/Place CockerillR, Boulevard Piercot, TerrassesA/Avenue BlondenR, ContributionsA, Gare des Guillemins, Rue ParadisR, Place des FranchisesA/Rue des RivageoisR, Place du Général Leman, Avenue des Tilleuls, Tunnel de CointeR, Val-Benoît Université, Rue Armand Stévart. - Sclessin : Ateliers de la Meuse, Petit Bourgogne, Gare SNCB, Château, Standard de Liège, Rue de la Barge. - Tilleur : Ferblatil, Passerelle, Église, Quai du HalageA/Rue MarquetR. - Jemeppe : Hôtel de villeA/Rue du GossonR, Gare routière (terminus partiel). - Seraing : Place Kuborn, Esplanade de l'Avenir, Place Giordano Bruno, Rue du Papillon, Rue Hya, Place du Pairay, Rue de la Vecquée, Rue de la Limite, Rue de l'Aite, Cimetière, Hospice, Avenue du Progrès, Rue des Sables, Beauséjour (terminus partiel), Arboretum. - Boncelles : Poteau, Rue de Fraigneux, Cimetière, Maison communale, Rue Reine AstridA, Rue du Sart, Building, Rue de Tilff, Rue Gonhy (terminus partiel), Centre commercial. - Sart-Tilman : Village sportifR, Trou du Bol d'air, Barbecue-golf, Bâtiments d'éducation physique, CHU. |                                                                 |                                                                 |                                                                 | |                                                                 |                                                                 |                                                                 |                                                                 |
| 2     | Autre : - Zones traversées : Liège centre - 10 (de Liège, Place de la République française à Liège, Rue Armand Stévart), Liège banlieue - 20 (de Sclessin, Ateliers de la Meuse à Sart-Tilman, CHU). - Amplitude horaire : La ligne circule tous les jours de 4h30 à 0h40 environ. - Variante : Pendant les matches du Standard de Liège, la ligne est déviée et n'effectue aucun arrêt entre « Liège, Place du Général Leman » et « Jemeppe, Gare routière », à l'exception d'un arrêt de substitution pour « Sclessin, Standard de Liège » sous le pont d'Ougrée en rive droite. |                                                                 |                                                                 |                                                                 | |                                                                 |                                                                 |                                                                 |                                                                 |
| 2     | Dernière actualisation : — |                                                                 |                                                                 |                                                                 | |                                                                 |                                                                 |                                                                 |                                                                 |
| 3     | 3 République Française - Tilleur - Jemeppe - Flémalle (Trixhes) | 3 République Française - Tilleur - Jemeppe - Flémalle (Trixhes) | 3 République Française - Tilleur - Jemeppe - Flémalle (Trixhes) | 3 République Française - Tilleur - Jemeppe - Flémalle (Trixhes) | 3 République Française - Tilleur - Jemeppe - Flémalle (Trixhes)                                           | 3 République Française - Tilleur - Jemeppe - Flémalle (Trixhes) | 3 République Française - Tilleur - Jemeppe - Flémalle (Trixhes) | 3 République Française - Tilleur - Jemeppe - Flémalle (Trixhes) | 3 République Française - Tilleur - Jemeppe - Flémalle (Trixhes) |
| 3     | Liège, place de la République française ⥋ Flémalle, Chaffours / Flémalle, centre culturel (Trixhes) |                                                                 |                                                                 |                                                                 | |                                                                 |                                                                 |                                                                 |                                                                 |
| 3     | Ouverture / Fermeture — / — | Longueur —                                                      | Durée —                                                         | Nb. d’arrêts —                                                  | Matériel Irisbus Citelis 12 Volvo 7900 Hybrid Volvo 7900 A Hybrid                                         | Jours de fonctionnement Tous les jours                          | Jour / Soir / Nuit / Fêtes O / O / N / O                        | Voy. / an —                                                     | Dépôt TEC Jemeppe                                               |
| 3     | Desserte : - Liège : Place de la République française, place du Vingt-AoûtA/place CockerillR (Université de Liège), boulevard Piercot, TerrassesA/avenue BlondenR, gare des Guillemins (SNCB), place des FranchisesA/rue de FragnéeR (Haute École Charlemagne), place du Général Leman, tunnel de Cointe, Val-Benoît, Sclessin (Standard de Liège) - Tilleur - Seraing : pont de Seraing (gare routière de Jemeppe ; gare SNCB), Jemeppe - Flémalle : Flémalle-Grande, Flémalle-Haute (gare SNCB, Chaffours), Trixhes |                                                                 |                                                                 |                                                                 | |                                                                 |                                                                 |                                                                 |                                                                 |
| 3     | Autre : Terminus partiels à Flémalle, Chaffours, à Jemeppe, dépôt TECA et à Jemeppe, gare routièreR. |                                                                 |                                                                 |                                                                 | |                                                                 |                                                                 |                                                                 |                                                                 |
| 3     | Dernière actualisation : — |                                                                 |                                                                 |                                                                 | |                                                                 |                                                                 |                                                                 |                                                                 |
| 5     | 5 Quai Roosevelt - Herstal - La Préalle | 5 Quai Roosevelt - Herstal - La Préalle                         | 5 Quai Roosevelt - Herstal - La Préalle                         | 5 Quai Roosevelt - Herstal - La Préalle                         | 5 Quai Roosevelt - Herstal - La Préalle                                                                   | 5 Quai Roosevelt - Herstal - La Préalle                         | 5 Quai Roosevelt - Herstal - La Préalle                         | 5 Quai Roosevelt - Herstal - La Préalle                         | 5 Quai Roosevelt - Herstal - La Préalle                         |
| 5     | Liège, Quai RooseveltED / Liège, Gare LéopoldDi ⥋ Herstal, Rue Lucien Colson |                                                                 |                                                                 |                                                                 | |                                                                 |                                                                 |                                                                 |                                                                 |
| 5     | Ouverture / Fermeture — / — | Longueur —                                                      | Durée 28-44 min                                                 | Nb. d’arrêts 31-35                                              | Matériel Irisbus Citelis 12 Solaris Urbino IV 12 Hybrid                                                   | Jours de fonctionnement Tous les jours                          | Jour / Soir / Nuit / Fêtes O / O / N / O                        | Voy. / an —                                                     | Dépôt TEC Robermont                                             |
| 5     | Desserte : - Villes et lieux desservis : Liège (Université de Liège (campus du centre-ville)ED, Rue LéopoldDi, Cité administrativeED, Quai de la GoffeED, La BatteED, Quai de MaestrichtED, Grand Curtius, Pont Maghin (rive gauche), Place des Déportés, Quai Saint-Léonard, Pont Atlas (rive gauche), Coronmeuse), Herstal (Gare SNCB, Centre hospitalier régional de la Citadelle (site d'Herstal), Pont de Wandre (rive gauche), Hall omnisports "La Préalle"). - Arrêts desservis : - Liège : Quai RooseveltED/Gare LéopoldDi, Rue de la CitéED, Rue HongréeED, Place des Déportés, Rue Marengo, Rue des Armuriers, Pont Atlas, Rue aux Chevaux, Place Coronmeuse. - Herstal : Esplanade de la Paix, Rue des Écoles, Charbonnage Belle-Vue, Rue Marexhe, Rue Nicolas Laloux, Collège Saint-Lambert, Place Jean Jaurès, Rue Pépin, Rue Émile Tilman, Place Licourt, Pont de Wandre, Rue Louis Demeuse, AthénéeSc, ★, Home, Rue de l'Hospice, Rue de Milmort, Rue du Trois Juin, Avenue Louis de Brouckère, Rue de l'Agriculture, Rue Émile Muraille, Rue sur les Thiers, Rue Dronet, Rue Charlemagne, Place César de Paepe (terminus partiel), Rue VerteA, Rue Lucien Colson. |                                                                 |                                                                 |                                                                 | |                                                                 |                                                                 |                                                                 |                                                                 |
| 5     | Autre : - Zones traversées : Liège centre - 10 (de Liège, Quai Roosevelt ou Gare Léopold à Liège, Place Coronmeuse), Liège banlieue - 20 (de Herstal, Esplanade de la Paix à Herstal, Rue Lucien Colson). - Amplitude horaire : La ligne circule tous les jours de 4h30 à 23h30 environ (dernier départ du terminus de Liège vers 23h00 et de la Préalle vers 22h40). - Variante : Le dimanche pendant toute la durée du service, en raison de la tenue du marché de la Batte, à Liège, le terminus s'effectue à la Gare Léopold au lieu du quai Roosevelt. Les arrêts « Rue Hongrée » et « Rue de la Cité » sont respectivement reportés à l'arrêt « Place des Déportés » et au terminus Gare Léopold. Cette variante ne s'applique pas les jours fériés qui ne coïncident pas avec un dimanche. - Évolution de la ligne : - Avant le 15 juillet 2019, cette ligne effectuait son terminus à la Gare Léopold tous les jours et pendant toute la durée des services. - Entre le 15 juillet et le 1er septembre 2019, en raison du démarrage du chantier lié au tram dans les rues Léopold et de la Cité, une déviation a été mise en place entre les arrêts « Place des Déportés » et le terminus de la ligne, qui s'est alors effectué place de l'Yser. - Depuis le 2 septembre 2019, la ligne retrouve son itinéraire d'origine jusqu'à l'arrêt « Rue de la Cité » et le terminus est établi au quai Roosevelt. Cependant, le dimanche, le terminus s'effectue toujours à la Gare Léopold (place de l'Yser jusqu'au 31 juillet 2022) car la tenue du marché de la Batte empêche les véhicules d'accéder au quai Roosevelt. |                                                                 |                                                                 |                                                                 | |                                                                 |                                                                 |                                                                 |                                                                 |
| 5     | Dernière actualisation : — |                                                                 |                                                                 |                                                                 | |                                                                 |                                                                 |                                                                 |                                                                 |
| 6     | 6 Quai Roosevelt - Herstal - Wandre - Cheratte | 6 Quai Roosevelt - Herstal - Wandre - Cheratte                  | 6 Quai Roosevelt - Herstal - Wandre - Cheratte                  | 6 Quai Roosevelt - Herstal - Wandre - Cheratte                  | 6 Quai Roosevelt - Herstal - Wandre - Cheratte                                                            | 6 Quai Roosevelt - Herstal - Wandre - Cheratte                  | 6 Quai Roosevelt - Herstal - Wandre - Cheratte                  | 6 Quai Roosevelt - Herstal - Wandre - Cheratte                  | 6 Quai Roosevelt - Herstal - Wandre - Cheratte                  |
| 6     | Liège, Quai RooseveltED / Liège, Gare LéopoldDi ⥋ Cheratte, Passage à niveau |                                                                 |                                                                 |                                                                 | |                                                                 |                                                                 |                                                                 |                                                                 |
| 6     | Ouverture / Fermeture — / — | Longueur —                                                      | Durée —                                                         | Nb. d’arrêts —                                                  | Matériel Irisbus Citelis 12 Solaris Urbino IV 12 Hybrid                                                   | Jours de fonctionnement Tous les jours                          | Jour / Soir / Nuit / Fêtes O / O / N / O                        | Voy. / an —                                                     | Dépôt TEC Robermont                                             |
| 6     | Desserte : - Liège : Quai Roosevelt (Université de Liège)ED/place de l'YserDi, quai de la GoffeED, quai de Maestricht (Grand Curtius)ED, place des Déportés, quai Saint-Léonard, place Coronmeuse - Herstal : gare SNCB, centre, pont de Wandre - Wandre - Cheratte |                                                                 |                                                                 |                                                                 | |                                                                 |                                                                 |                                                                 |                                                                 |
| 6     | Autre : - Zones traversées : Liège centre - 10 (de Liège, Quai Roosevelt ou Gare Léopold à Liège, Place Coronmeuse), Liège banlieue - 20 (de Herstal, Esplanade de la Paix à Cheratte, Passage à niveau). - Amplitude horaire : La ligne circule du lundi au samedi de 5h15 à 23h50 environ (dernier départ du quai Roosevelt vers 23h20 et de Cheratte vers 23h05) et le dimanche ainsi que les jours fériés de 5h30 à 23h40 environ (dernier départ du terminus de Liège vers 23h15 et de Cheratte vers 23h05). - Variante : Le dimanche pendant toute la durée du service, en raison de la tenue du marché de la Batte, à Liège, le terminus s'effectue à la Gare Léopold au lieu du quai Roosevelt. Les arrêts « Rue Hongrée » et « Rue de la Cité » sont respectivement reportés à l'arrêt « Place des Déportés » et au terminus Gare Léopold. Cette variante ne s'applique pas les jours fériés qui ne coïncident pas avec un dimanche. - Évolution de la ligne : - Avant le 15 juillet 2019, cette ligne effectuait son terminus à la Gare Léopold tous les jours et pendant toute la durée des services. - Entre le 15 juillet et le 1er septembre 2019, en raison du démarrage du chantier lié au tram dans les rues Léopold et de la Cité, une déviation a été mise en place entre les arrêts « Place des Déportés » et le terminus de la ligne, qui s'est alors effectué place de l'Yser. - Depuis le 2 septembre 2019, la ligne retrouve son itinéraire d'origine jusqu'à l'arrêt « Rue de la Cité » et le terminus est établi au quai Roosevelt. Cependant, le dimanche, le terminus s'effectue toujours à la Gare Léopold (place de l'Yser jusqu'au 31 juillet 2022) car la tenue du marché de la Batte empêche les véhicules d'accéder au quai Roosevelt. |                                                                 |                                                                 |                                                                 | |                                                                 |                                                                 |                                                                 |                                                                 |
| 6     | Dernière actualisation : — |                                                                 |                                                                 |                                                                 | |                                                                 |                                                                 |                                                                 |                                                                 |
| 7     | 7 Quai Roosevelt - Herstal - Vivegnis - Oupeye - Hermée | 7 Quai Roosevelt - Herstal - Vivegnis - Oupeye - Hermée         | 7 Quai Roosevelt - Herstal - Vivegnis - Oupeye - Hermée         | 7 Quai Roosevelt - Herstal - Vivegnis - Oupeye - Hermée         | 7 Quai Roosevelt - Herstal - Vivegnis - Oupeye - Hermée                                                   | 7 Quai Roosevelt - Herstal - Vivegnis - Oupeye - Hermée         | 7 Quai Roosevelt - Herstal - Vivegnis - Oupeye - Hermée         | 7 Quai Roosevelt - Herstal - Vivegnis - Oupeye - Hermée         | 7 Quai Roosevelt - Herstal - Vivegnis - Oupeye - Hermée         |
| 7     | Liège, Quai RooseveltED / Liège, Gare LéopoldDi ⥋ Hermée, Place du Carcan |                                                                 |                                                                 |                                                                 | |                                                                 |                                                                 |                                                                 |                                                                 |
| 7     | Ouverture / Fermeture — / — | Longueur —                                                      | Durée —                                                         | Nb. d’arrêts —                                                  | Matériel Irisbus Citelis 12 Solaris Urbino IV 12 Hybrid Mercedes-Benz GC2 Hybrid Van Hool NewAG300        | Jours de fonctionnement Tous les jours                          | Jour / Soir / Nuit / Fêtes O / O / N / O                        | Voy. / an —                                                     | Dépôt TEC Robermont                                             |
| 7     | Desserte : - Liège : Quai Roosevelt (Université de Liège)ED/place de l'YserDi, quai de la GoffeED, quai de Maestricht (Grand Curtius)ED, place des Déportés, quai Saint-Léonard, place Coronmeuse - Herstal : boulevard Zénobe Gramme, centre, pont de Wandre, rue Basse-Campagne - Vivegnis, Oupeye, Hermée |                                                                 |                                                                 |                                                                 | |                                                                 |                                                                 |                                                                 |                                                                 |
| 7     | Autre : - Zones traversées : Liège centre - 10 (de Liège, Quai Roosevelt ou Gare Léopold à Liège, Place Coronmeuse), Liège banlieue - 20 (de Herstal, Poste à Oupeye, Rue sur les Vignes), Oupeye/Argenteau - 32 (d'Oupeye, Château à Hermée, Place du Carcan). - Amplitude horaire : La ligne circule tous les jours de 4h20 à 0h15 environ (dernier départ du terminus de Liège vers 23h40 et d'Hermée vers 22h20). - Variante : Le dimanche pendant toute la durée du service, en raison de la tenue du marché de la Batte, à Liège, le terminus s'effectue à la Gare Léopold au lieu du quai Roosevelt. Les arrêts « Rue Hongrée » et « Rue de la Cité » sont respectivement reportés à l'arrêt « Place des Déportés » et au terminus Gare Léopold. Cette variante ne s'applique pas les jours fériés qui ne coïncident pas avec un dimanche. - Évolution de la ligne : - Avant le 2 septembre 2019, cette ligne effectuait son terminus place de la Cathédrale, sauf les soirs, dimanches et jours fériés où elle effectuait son terminus à la Gare Léopold (place de l'Yser entre les 15 juillet et 1er septembre 2019) en raison de contraintes de service. - Depuis le 2 septembre 2019, la ligne retrouve son itinéraire d'origine jusqu'à l'arrêt « Rue de la Cité » et le terminus est établi au quai Roosevelt. Cependant, le dimanche, le terminus s'effectue toujours à la Gare Léopold (place de l'Yser jusqu'au 31 juillet 2022) car la tenue du marché de la Batte empêche les véhicules d'accéder au quai Roosevelt. |                                                                 |                                                                 |                                                                 | |                                                                 |                                                                 |                                                                 |                                                                 |
| 7     | Dernière actualisation : — |                                                                 |                                                                 |                                                                 | |                                                                 |                                                                 |                                                                 |                                                                 |
| 8     | 8 Guillemins - Laveu - Saint-Nicolas | 8 Guillemins - Laveu - Saint-Nicolas                            | 8 Guillemins - Laveu - Saint-Nicolas                            | 8 Guillemins - Laveu - Saint-Nicolas                            | 8 Guillemins - Laveu - Saint-Nicolas                                                                      | 8 Guillemins - Laveu - Saint-Nicolas                            | 8 Guillemins - Laveu - Saint-Nicolas                            | 8 Guillemins - Laveu - Saint-Nicolas                            | 8 Guillemins - Laveu - Saint-Nicolas                            |
| 8     | Gare de Liège-Guillemins (SNCB) ⥋ Liège, place Saint-Nicolas |                                                                 |                                                                 |                                                                 | |                                                                 |                                                                 |                                                                 |                                                                 |
| 8     | Ouverture / Fermeture — / — | Longueur —                                                      | Durée —                                                         | Nb. d’arrêts —                                                  | Matériel Irisbus Citelis 12 Solaris Urbino IV 12 Hybrid                                                   | Jours de fonctionnement Du lundi au vendredi                    | Jour / Soir / Nuit / Fêtes O / O / N / N                        | Voy. / an —                                                     | Dépôt TEC Robermont                                             |
| 8     | Desserte : — |                                                                 |                                                                 |                                                                 | |                                                                 |                                                                 |                                                                 |                                                                 |
| 8     | Autre : |                                                                 |                                                                 |                                                                 | |                                                                 |                                                                 |                                                                 |                                                                 |
| 8     | Dernière actualisation : — |                                                                 |                                                                 |                                                                 | |                                                                 |                                                                 |                                                                 |                                                                 |
| 9     | 9 Liège (Darchis) - Seraing - Engihoul - Flône - Tihange - Huy | 9 Liège (Darchis) - Seraing - Engihoul - Flône - Tihange - Huy  | 9 Liège (Darchis) - Seraing - Engihoul - Flône - Tihange - Huy  | 9 Liège (Darchis) - Seraing - Engihoul - Flône - Tihange - Huy  | 9 Liège (Darchis) - Seraing - Engihoul - Flône - Tihange - Huy                                            | 9 Liège (Darchis) - Seraing - Engihoul - Flône - Tihange - Huy  | 9 Liège (Darchis) - Seraing - Engihoul - Flône - Tihange - Huy  | 9 Liège (Darchis) - Seraing - Engihoul - Flône - Tihange - Huy  | 9 Liège (Darchis) - Seraing - Engihoul - Flône - Tihange - Huy  |
| 9     | Liège, rue Darchis ⥋ Huy, gare SNCB |                                                                 |                                                                 |                                                                 | |                                                                 |                                                                 |                                                                 |                                                                 |
| 9     | Ouverture / Fermeture — / — | Longueur —                                                      | Durée —                                                         | Nb. d’arrêts —                                                  | Matériel VDL Citea CLF 120 Irisbus Citelis 12 Volvo 7900 Hybrid Volvo 7900 A Hybrid                       | Jours de fonctionnement Tous les jours                          | Jour / Soir / Nuit / Fêtes O / O / N / O                        | Voy. / an —                                                     | Dépôt TEC Jemeppe                                               |
| 9     | Desserte : - Liège : boulevard d'Avroy (rue Darchis), avenue Blonden, gare des Guillemins (SNCB), place du Général Leman, Sclessin (Standard de Liège) - Ougrée (gare SNCB), Seraing - Ivoz, Ramet, Ramioul - Engis, Clermont-sous-Huy, Hermalle-sous-Huy - Flône, Amay, Ombret-Rawsa - Tihange, Huy (gare SNCB) |                                                                 |                                                                 |                                                                 | |                                                                 |                                                                 |                                                                 |                                                                 |
| 9     | Autre : - Depuis le 21 janvier 2022, en raison de l'évolution du chantier du tram, le terminus de cette ligne à Liège est déplacé de l'Opéra à l'arrêt situé au croisement entre le boulevard d'Avroy, la rue Darchis et l'avenue Maurice Destenay. |                                                                 |                                                                 |                                                                 | |                                                                 |                                                                 |                                                                 |                                                                 |
| 9     | Dernière actualisation : — |                                                                 |                                                                 |                                                                 | |                                                                 |                                                                 |                                                                 |                                                                 |
| 10    | Gare Léopold ⥋ Fléron - Magnée - Romsée | Gare Léopold ⥋ Fléron - Magnée - Romsée                         | Gare Léopold ⥋ Fléron - Magnée - Romsée                         | Gare Léopold ⥋ Fléron - Magnée - Romsée                         | Gare Léopold ⥋ Fléron - Magnée - Romsée                                                                   | Gare Léopold ⥋ Fléron - Magnée - Romsée                         | Gare Léopold ⥋ Fléron - Magnée - Romsée                         | Gare Léopold ⥋ Fléron - Magnée - Romsée                         | Gare Léopold ⥋ Fléron - Magnée - Romsée                         |
| 10    | Ouverture / Fermeture — / — | Longueur —                                                      | Durée —                                                         | Nb. d’arrêts —                                                  | Matériel Irisbus Citelis 12 Solaris Urbino IV 12 Hybrid Van Hool NewAG300 Mercedes-Benz Citaro GC2 Hybrid | Jours de fonctionnement —                                       | Jour / Soir / Nuit / Fêtes — / — / — / —                        | Voy. / an —                                                     | Dépôt TEC Robermont                                             |
| 10    | Desserte : — |                                                                 |                                                                 |                                                                 | |                                                                 |                                                                 |                                                                 |                                                                 |
| 10    | Autre : |                                                                 |                                                                 |                                                                 | |                                                                 |                                                                 |                                                                 |                                                                 |
| 10    | Dernière actualisation : — |                                                                 |                                                                 |                                                                 | |                                                                 |                                                                 |                                                                 |                                                                 |
| 12    | Saint-Lambert ⥋ Loncin - Awans | Saint-Lambert ⥋ Loncin - Awans                                  | Saint-Lambert ⥋ Loncin - Awans                                  | Saint-Lambert ⥋ Loncin - Awans                                  | Saint-Lambert ⥋ Loncin - Awans                                                                            | Saint-Lambert ⥋ Loncin - Awans                                  | Saint-Lambert ⥋ Loncin - Awans                                  | Saint-Lambert ⥋ Loncin - Awans                                  | Saint-Lambert ⥋ Loncin - Awans                                  |
| 12    | Ouverture / Fermeture — / — | Longueur —                                                      | Durée —                                                         | Nb. d’arrêts —                                                  | Matériel Irisbus Citelis 12 Solaris Urbino IV 12 Hybrid Van Hool NewAG300 Mercedes-Benz Citaro GC2 Hybrid | Jours de fonctionnement —                                       | Jour / Soir / Nuit / Fêtes — / — / — / —                        | Voy. / an —                                                     | Dépôt TEC Robermont                                             |
| 12    | Desserte : — |                                                                 |                                                                 |                                                                 | |                                                                 |                                                                 |                                                                 |                                                                 |
| 12    | Autre : |                                                                 |                                                                 |                                                                 | |                                                                 |                                                                 |                                                                 |                                                                 |
| 12    | Dernière actualisation : — |                                                                 |                                                                 |                                                                 | |                                                                 |                                                                 |                                                                 |                                                                 |
| 13    | Gare Léopold ⥋ Grivegnée Malvaux | Gare Léopold ⥋ Grivegnée Malvaux                                | Gare Léopold ⥋ Grivegnée Malvaux                                | Gare Léopold ⥋ Grivegnée Malvaux                                | Gare Léopold ⥋ Grivegnée Malvaux                                                                          | Gare Léopold ⥋ Grivegnée Malvaux                                | Gare Léopold ⥋ Grivegnée Malvaux                                | Gare Léopold ⥋ Grivegnée Malvaux                                | Gare Léopold ⥋ Grivegnée Malvaux                                |
| 13    | Ouverture / Fermeture — / — | Longueur —                                                      | Durée —                                                         | Nb. d’arrêts —                                                  | Matériel Irisbus Citelis 12 Solaris Urbino IV 12 Hybrid                                                   | Jours de fonctionnement —                                       | Jour / Soir / Nuit / Fêtes — / — / — / —                        | Voy. / an —                                                     | Dépôt TEC Robermont                                             |
| 13    | Desserte : — |                                                                 |                                                                 |                                                                 | |                                                                 |                                                                 |                                                                 |                                                                 |
| 13    | Autre : |                                                                 |                                                                 |                                                                 | |                                                                 |                                                                 |                                                                 |                                                                 |
| 13    | Dernière actualisation : — |                                                                 |                                                                 |                                                                 | |                                                                 |                                                                 |                                                                 |                                                                 |
| 17    | Guillemins (SNCB) ⥋ Droixhe | Guillemins (SNCB) ⥋ Droixhe                                     | Guillemins (SNCB) ⥋ Droixhe                                     | Guillemins (SNCB) ⥋ Droixhe                                     | Guillemins (SNCB) ⥋ Droixhe                                                                               | Guillemins (SNCB) ⥋ Droixhe                                     | Guillemins (SNCB) ⥋ Droixhe                                     | Guillemins (SNCB) ⥋ Droixhe                                     | Guillemins (SNCB) ⥋ Droixhe                                     |
| 17    | Ouverture / Fermeture — / — | Longueur —                                                      | Durée —                                                         | Nb. d’arrêts —                                                  | Matériel —                                                                                                | Jours de fonctionnement —                                       | Jour / Soir / Nuit / Fêtes — / — / — / —                        | Voy. / an —                                                     | Dépôt —                                                         |
| 17    | Desserte : — |                                                                 |                                                                 |                                                                 | |                                                                 |                                                                 |                                                                 |                                                                 |
| 17    | Autre : |                                                                 |                                                                 |                                                                 | |                                                                 |                                                                 |                                                                 |                                                                 |
| 17    | Dernière actualisation : — |                                                                 |                                                                 |                                                                 | |                                                                 |                                                                 |                                                                 |                                                                 |
| 18    | Gare Léopold ⥋ Droixhe | Gare Léopold ⥋ Droixhe                                          | Gare Léopold ⥋ Droixhe                                          | Gare Léopold ⥋ Droixhe                                          | Gare Léopold ⥋ Droixhe                                                                                    | Gare Léopold ⥋ Droixhe                                          | Gare Léopold ⥋ Droixhe                                          | Gare Léopold ⥋ Droixhe                                          | Gare Léopold ⥋ Droixhe                                          |
| 18    | Ouverture / Fermeture — / — | Longueur —                                                      | Durée —                                                         | Nb. d’arrêts —                                                  | Matériel —                                                                                                | Jours de fonctionnement —                                       | Jour / Soir / Nuit / Fêtes — / — / — / —                        | Voy. / an —                                                     | Dépôt —                                                         |
| 18    | Desserte : — |                                                                 |                                                                 |                                                                 | |                                                                 |                                                                 |                                                                 |                                                                 |
| 18    | Autre : |                                                                 |                                                                 |                                                                 | |                                                                 |                                                                 |                                                                 |                                                                 |
| 18    | Dernière actualisation : — |                                                                 |                                                                 |                                                                 | |                                                                 |                                                                 |                                                                 |                                                                 |
| 19    | Saint-Lambert ⥋ Ans | Saint-Lambert ⥋ Ans                                             | Saint-Lambert ⥋ Ans                                             | Saint-Lambert ⥋ Ans                                             | Saint-Lambert ⥋ Ans                                                                                       | Saint-Lambert ⥋ Ans                                             | Saint-Lambert ⥋ Ans                                             | Saint-Lambert ⥋ Ans                                             | Saint-Lambert ⥋ Ans                                             |
| 19    | Ouverture / Fermeture — / — | Longueur —                                                      | Durée —                                                         | Nb. d’arrêts —                                                  | Matériel —                                                                                                | Jours de fonctionnement —                                       | Jour / Soir / Nuit / Fêtes — / — / — / —                        | Voy. / an —                                                     | Dépôt —                                                         |
| 19    | Desserte : — |                                                                 |                                                                 |                                                                 | |                                                                 |                                                                 |                                                                 |                                                                 |
| 19    | Autre : |                                                                 |                                                                 |                                                                 | |                                                                 |                                                                 |                                                                 |                                                                 |
| 19    | Dernière actualisation : — |                                                                 |                                                                 |                                                                 | |                                                                 |                                                                 |                                                                 |                                                                 |
| 20    | Pont d'Avroy ⥋ Bruyères - Sclessin | Pont d'Avroy ⥋ Bruyères - Sclessin                              | Pont d'Avroy ⥋ Bruyères - Sclessin                              | Pont d'Avroy ⥋ Bruyères - Sclessin                              | Pont d'Avroy ⥋ Bruyères - Sclessin                                                                        | Pont d'Avroy ⥋ Bruyères - Sclessin                              | Pont d'Avroy ⥋ Bruyères - Sclessin                              | Pont d'Avroy ⥋ Bruyères - Sclessin                              | Pont d'Avroy ⥋ Bruyères - Sclessin                              |
| 20    | Ouverture / Fermeture — / — | Longueur —                                                      | Durée —                                                         | Nb. d’arrêts —                                                  | Matériel —                                                                                                | Jours de fonctionnement —                                       | Jour / Soir / Nuit / Fêtes — / — / — / —                        | Voy. / an —                                                     | Dépôt —                                                         |
| 20    | Desserte : — |                                                                 |                                                                 |                                                                 | |                                                                 |                                                                 |                                                                 |                                                                 |
| 20    | Autre : |                                                                 |                                                                 |                                                                 | |                                                                 |                                                                 |                                                                 |                                                                 |
| 20    | Dernière actualisation : — |                                                                 |                                                                 |                                                                 | |                                                                 |                                                                 |                                                                 |                                                                 |
| 21    | Pont d'Avroy ⥋ Saint-Nicolas | Pont d'Avroy ⥋ Saint-Nicolas                                    | Pont d'Avroy ⥋ Saint-Nicolas                                    | Pont d'Avroy ⥋ Saint-Nicolas                                    | Pont d'Avroy ⥋ Saint-Nicolas                                                                              | Pont d'Avroy ⥋ Saint-Nicolas                                    | Pont d'Avroy ⥋ Saint-Nicolas                                    | Pont d'Avroy ⥋ Saint-Nicolas                                    | Pont d'Avroy ⥋ Saint-Nicolas                                    |
| 21    | Ouverture / Fermeture — / — | Longueur —                                                      | Durée —                                                         | Nb. d’arrêts —                                                  | Matériel —                                                                                                | Jours de fonctionnement —                                       | Jour / Soir / Nuit / Fêtes — / — / — / —                        | Voy. / an —                                                     | Dépôt —                                                         |
| 21    | Desserte : — |                                                                 |                                                                 |                                                                 | |                                                                 |                                                                 |                                                                 |                                                                 |
| 21    | Autre : |                                                                 |                                                                 |                                                                 | |                                                                 |                                                                 |                                                                 |                                                                 |
| 21    | Dernière actualisation : — |                                                                 |                                                                 |                                                                 | |                                                                 |                                                                 |                                                                 |                                                                 |
| 22    | Pont d'Avroy ⥋ Jemeppe | Pont d'Avroy ⥋ Jemeppe                                          | Pont d'Avroy ⥋ Jemeppe                                          | Pont d'Avroy ⥋ Jemeppe                                          | Pont d'Avroy ⥋ Jemeppe                                                                                    | Pont d'Avroy ⥋ Jemeppe                                          | Pont d'Avroy ⥋ Jemeppe                                          | Pont d'Avroy ⥋ Jemeppe                                          | Pont d'Avroy ⥋ Jemeppe                                          |
| 22    | Ouverture / Fermeture — / — | Longueur —                                                      | Durée —                                                         | Nb. d’arrêts —                                                  | Matériel —                                                                                                | Jours de fonctionnement —                                       | Jour / Soir / Nuit / Fêtes — / — / — / —                        | Voy. / an —                                                     | Dépôt —                                                         |
| 22    | Desserte : — |                                                                 |                                                                 |                                                                 | |                                                                 |                                                                 |                                                                 |                                                                 |
| 22    | Autre : |                                                                 |                                                                 |                                                                 | |                                                                 |                                                                 |                                                                 |                                                                 |
| 22    | Dernière actualisation : — |                                                                 |                                                                 |                                                                 | |                                                                 |                                                                 |                                                                 |                                                                 |
| 23    | Pont d'Avroy ⥋ Hôpital de la Citadelle | Pont d'Avroy ⥋ Hôpital de la Citadelle                          | Pont d'Avroy ⥋ Hôpital de la Citadelle                          | Pont d'Avroy ⥋ Hôpital de la Citadelle                          | Pont d'Avroy ⥋ Hôpital de la Citadelle                                                                    | Pont d'Avroy ⥋ Hôpital de la Citadelle                          | Pont d'Avroy ⥋ Hôpital de la Citadelle                          | Pont d'Avroy ⥋ Hôpital de la Citadelle                          | Pont d'Avroy ⥋ Hôpital de la Citadelle                          |
| 23    | Ouverture / Fermeture — / — | Longueur —                                                      | Durée —                                                         | Nb. d’arrêts —                                                  | Matériel —                                                                                                | Jours de fonctionnement —                                       | Jour / Soir / Nuit / Fêtes — / — / — / —                        | Voy. / an —                                                     | Dépôt —                                                         |
| 23    | Desserte : — |                                                                 |                                                                 |                                                                 | |                                                                 |                                                                 |                                                                 |                                                                 |
| 23    | Autre : |                                                                 |                                                                 |                                                                 | |                                                                 |                                                                 |                                                                 |                                                                 |
| 23    | Dernière actualisation : — |                                                                 |                                                                 |                                                                 | |                                                                 |                                                                 |                                                                 |                                                                 |
| 24    | 24 Quai Roosevelt - Thier-à-Liège - P+R Vottem | 24 Quai Roosevelt - Thier-à-Liège - P+R Vottem                  | 24 Quai Roosevelt - Thier-à-Liège - P+R Vottem                  | 24 Quai Roosevelt - Thier-à-Liège - P+R Vottem                  | 24 Quai Roosevelt - Thier-à-Liège - P+R Vottem                                                            | 24 Quai Roosevelt - Thier-à-Liège - P+R Vottem                  | 24 Quai Roosevelt - Thier-à-Liège - P+R Vottem                  | 24 Quai Roosevelt - Thier-à-Liège - P+R Vottem                  | 24 Quai Roosevelt - Thier-à-Liège - P+R Vottem                  |
| 24    | Liège, Quai RooseveltED / Liège, Gare LéopoldDi ⥋ Liège, P+R de Vottem |                                                                 |                                                                 |                                                                 | |                                                                 |                                                                 |                                                                 |                                                                 |
| 24    | Ouverture / Fermeture — / — | Longueur —                                                      | Durée 21-37 min                                                 | Nb. d’arrêts 25ED/23Di                                          | Matériel —                                                                                                | Jours de fonctionnement Tous les jours                          | Jour / Soir / Nuit / Fêtes O / O / N / O                        | Voy. / an —                                                     | Dépôt TEC Robermont                                             |
| 24    | Desserte : - Villes et lieux desservis : Liège (Université de Liège (campus du centre-ville)ED, Rue LéopoldDi, Cité administrativeED, Quai de la GoffeED, La BatteED, Quai de MaestrichtED, Grand Curtius, Pont Maghin (rive gauche), Place des Déportés, Saint-Léonard, Église Sainte-Foy, Thier-à-Liège), Herstal (Vottem), P+R de Vottem. - Arrêts desservis : - Liège : Quai RooseveltED/Gare LéopoldDi, Rue de la CitéED, Rue HongréeED, Place des Déportés, Rue MarengoA/Rue MaghinR, Rue GoswinA/JonruelleR, Rue des ArmuriersA/Rue DonyR, Église Sainte-FoyA/Place Bonne NouvelleR, Rue des Bayards, Pont des Bayards, Rue Charles Horion, Rue Théodore de BryA/Rue de VolgogradR, Rue Nicolas PietkinR, Écoles du Thier-à-Liège, Mairie du Thier-à-Liège, Rue de l'Ermitage. - Vottem : Rue du Bouxthay, Rue Ferdinand Nicolay, Rue des Fraisiers, Église, CalvaireA, Chapelle. - Liège : Rue du Plope, Germeau, Cimetière de Sainte-Walburge, P+R de Vottem. |                                                                 |                                                                 |                                                                 | |                                                                 |                                                                 |                                                                 |                                                                 |
| 24    | Autre : - Zones traversées : Liège centre - 10 (de Liège, Quai Roosevelt ou Gare Léopold à Liège, Rue de l'Ermitage, puis de Liège, Germeau à Liège, P+R de Vottem), Liège banlieue - 20 (de Vottem, Rue du Bouxthay à Liège, Rue du Plope). - Amplitude horaire : La ligne circule du lundi au vendredi de 5h00 à 0h00 environ, le samedi de 5h40 à 0h00 environ et le dimanche et les jours fériés de 6h05 à 0h00 environ (dernier départ du terminus de Liège vers 23h35 et du P+R de Vottem vers 23h10). - Variante : Le dimanche pendant toute la durée du service, en raison de la tenue du marché de la Batte, à Liège, le terminus s'effectue à la Gare Léopold au lieu du quai Roosevelt. Les arrêts « Rue Hongrée » et « Rue de la Cité » sont respectivement reportés à l'arrêt « Place des Déportés » et au terminus Gare Léopold. Cette variante ne s'applique pas les jours fériés qui ne coïncident pas avec un dimanche. - Évolution de la ligne : - Avant la mise en place du P+R de Vottem en 2019, la ligne effectuait son terminus de la banlieue à l'arrêt « Vottem, Église ». - Avant le 21 janvier 2022, entre la Place des Déportés et son terminus du centre-ville, la ligne desservait directement Féronstrée et Hors-Château. Le terminus se situait place Saint-Lambert. Depuis, en raison du démarrage des travaux du tram au niveau de la place Saint-Lambert et de Féronstrée, les autobus de la ligne 24 empruntent l'itinéraire des lignes 5, 6 et 7 et effectuent les mêmes arrêts à partir de la Place des Déportés jusqu'au quai Roosevelt. Le dimanche, en raison de la tenue du marché de la Batte, le terminus a été déplacé à la place de l'Yser jusqu'au 31 juillet 2022. Depuis le 7 août 2022, le terminus du dimanche se situe Gare Léopold, à proximité immédiate de l'ancien terminus de la place Saint-Lambert.                                 |                                                                 |                                                                 |                                                                 | |                                                                 |                                                                 |                                                                 |                                                                 |
| 24    | Dernière actualisation : — |                                                                 |                                                                 |                                                                 | |                                                                 |                                                                 |                                                                 |                                                                 |
| 25    | Opéra ⥋ Boncelles | Opéra ⥋ Boncelles                                               | Opéra ⥋ Boncelles                                               | Opéra ⥋ Boncelles                                               | Opéra ⥋ Boncelles                                                                                         | Opéra ⥋ Boncelles                                               | Opéra ⥋ Boncelles                                               | Opéra ⥋ Boncelles                                               | Opéra ⥋ Boncelles                                               |
| 25    | Ouverture / Fermeture — / — | Longueur —                                                      | Durée —                                                         | Nb. d’arrêts —                                                  | Matériel —                                                                                                | Jours de fonctionnement —                                       | Jour / Soir / Nuit / Fêtes — / — / — / —                        | Voy. / an —                                                     | Dépôt —                                                         |
| 25    | Desserte : — |                                                                 |                                                                 |                                                                 | |                                                                 |                                                                 |                                                                 |                                                                 |
| 25    | Autre : |                                                                 |                                                                 |                                                                 | |                                                                 |                                                                 |                                                                 |                                                                 |
| 25    | Dernière actualisation : — |                                                                 |                                                                 |                                                                 | |                                                                 |                                                                 |                                                                 |                                                                 |
| 26    | République Française ⥋ Angleur - Belle Île - Chênée | République Française ⥋ Angleur - Belle Île - Chênée             | République Française ⥋ Angleur - Belle Île - Chênée             | République Française ⥋ Angleur - Belle Île - Chênée             | République Française ⥋ Angleur - Belle Île - Chênée                                                       | République Française ⥋ Angleur - Belle Île - Chênée             | République Française ⥋ Angleur - Belle Île - Chênée             | République Française ⥋ Angleur - Belle Île - Chênée             | République Française ⥋ Angleur - Belle Île - Chênée             |
| 26    | Ouverture / Fermeture — / — | Longueur —                                                      | Durée —                                                         | Nb. d’arrêts —                                                  | Matériel —                                                                                                | Jours de fonctionnement —                                       | Jour / Soir / Nuit / Fêtes — / — / — / —                        | Voy. / an —                                                     | Dépôt —                                                         |
| 26    | Desserte : — |                                                                 |                                                                 |                                                                 | |                                                                 |                                                                 |                                                                 |                                                                 |
| 26    | Autre : |                                                                 |                                                                 |                                                                 | |                                                                 |                                                                 |                                                                 |                                                                 |
| 26    | Dernière actualisation : — |                                                                 |                                                                 |                                                                 | |                                                                 |                                                                 |                                                                 |                                                                 |
| 27    | Opéra ⥋ Jemeppe | Opéra ⥋ Jemeppe                                                 | Opéra ⥋ Jemeppe                                                 | Opéra ⥋ Jemeppe                                                 | Opéra ⥋ Jemeppe                                                                                           | Opéra ⥋ Jemeppe                                                 | Opéra ⥋ Jemeppe                                                 | Opéra ⥋ Jemeppe                                                 | Opéra ⥋ Jemeppe                                                 |
| 27    | Ouverture / Fermeture — / — | Longueur —                                                      | Durée —                                                         | Nb. d’arrêts —                                                  | Matériel —                                                                                                | Jours de fonctionnement —                                       | Jour / Soir / Nuit / Fêtes — / — / — / —                        | Voy. / an —                                                     | Dépôt —                                                         |
| 27    | Desserte : — |                                                                 |                                                                 |                                                                 | |                                                                 |                                                                 |                                                                 |                                                                 |
| 27    | Autre : |                                                                 |                                                                 |                                                                 | |                                                                 |                                                                 |                                                                 |                                                                 |
| 27    | Dernière actualisation : — |                                                                 |                                                                 |                                                                 | |                                                                 |                                                                 |                                                                 |                                                                 |
| 29    | République Française ⥋ Jupille Les Bruyères | République Française ⥋ Jupille Les Bruyères                     | République Française ⥋ Jupille Les Bruyères                     | République Française ⥋ Jupille Les Bruyères                     | République Française ⥋ Jupille Les Bruyères                                                               | République Française ⥋ Jupille Les Bruyères                     | République Française ⥋ Jupille Les Bruyères                     | République Française ⥋ Jupille Les Bruyères                     | République Française ⥋ Jupille Les Bruyères                     |
| 29    | Ouverture / Fermeture — / — | Longueur —                                                      | Durée —                                                         | Nb. d’arrêts —                                                  | Matériel —                                                                                                | Jours de fonctionnement —                                       | Jour / Soir / Nuit / Fêtes — / — / — / —                        | Voy. / an —                                                     | Dépôt —                                                         |
| 29    | Desserte : — |                                                                 |                                                                 |                                                                 | |                                                                 |                                                                 |                                                                 |                                                                 |
| 29    | Autre : |                                                                 |                                                                 |                                                                 | |                                                                 |                                                                 |                                                                 |                                                                 |
| 29    | Dernière actualisation : — |                                                                 |                                                                 |                                                                 | |                                                                 |                                                                 |                                                                 |                                                                 |
| 30    | Pont d'Avroy ⥋ Embourg | Pont d'Avroy ⥋ Embourg                                          | Pont d'Avroy ⥋ Embourg                                          | Pont d'Avroy ⥋ Embourg                                          | Pont d'Avroy ⥋ Embourg                                                                                    | Pont d'Avroy ⥋ Embourg                                          | Pont d'Avroy ⥋ Embourg                                          | Pont d'Avroy ⥋ Embourg                                          | Pont d'Avroy ⥋ Embourg                                          |
| 30    | Ouverture / Fermeture — / — | Longueur —                                                      | Durée —                                                         | Nb. d’arrêts —                                                  | Matériel —                                                                                                | Jours de fonctionnement —                                       | Jour / Soir / Nuit / Fêtes — / — / — / —                        | Voy. / an —                                                     | Dépôt —                                                         |
| 30    | Desserte : — |                                                                 |                                                                 |                                                                 | |                                                                 |                                                                 |                                                                 |                                                                 |
| 30    | Autre : |                                                                 |                                                                 |                                                                 | |                                                                 |                                                                 |                                                                 |                                                                 |
| 30    | Dernière actualisation : — |                                                                 |                                                                 |                                                                 | |                                                                 |                                                                 |                                                                 |                                                                 |
| 31    | République Française ⥋ Trooz - Nessonvaux | République Française ⥋ Trooz - Nessonvaux                       | République Française ⥋ Trooz - Nessonvaux                       | République Française ⥋ Trooz - Nessonvaux                       | République Française ⥋ Trooz - Nessonvaux                                                                 | République Française ⥋ Trooz - Nessonvaux                       | République Française ⥋ Trooz - Nessonvaux                       | République Française ⥋ Trooz - Nessonvaux                       | République Française ⥋ Trooz - Nessonvaux                       |
| 31    | Ouverture / Fermeture — / — | Longueur —                                                      | Durée —                                                         | Nb. d’arrêts —                                                  | Matériel —                                                                                                | Jours de fonctionnement —                                       | Jour / Soir / Nuit / Fêtes — / — / — / —                        | Voy. / an —                                                     | Dépôt —                                                         |
| 31    | Desserte : — |                                                                 |                                                                 |                                                                 | |                                                                 |                                                                 |                                                                 |                                                                 |
| 31    | Autre : |                                                                 |                                                                 |                                                                 | |                                                                 |                                                                 |                                                                 |                                                                 |
| 31    | Dernière actualisation : — |                                                                 |                                                                 |                                                                 | |                                                                 |                                                                 |                                                                 |                                                                 |
| 33    | République Française ⥋ Trooz | République Française ⥋ Trooz                                    | République Française ⥋ Trooz                                    | République Française ⥋ Trooz                                    | République Française ⥋ Trooz                                                                              | République Française ⥋ Trooz                                    | République Française ⥋ Trooz                                    | République Française ⥋ Trooz                                    | République Française ⥋ Trooz                                    |
| 33    | Ouverture / Fermeture — / — | Longueur —                                                      | Durée —                                                         | Nb. d’arrêts —                                                  | Matériel —                                                                                                | Jours de fonctionnement —                                       | Jour / Soir / Nuit / Fêtes — / — / — / —                        | Voy. / an —                                                     | Dépôt —                                                         |
| 33    | Desserte : — |                                                                 |                                                                 |                                                                 | |                                                                 |                                                                 |                                                                 |                                                                 |
| 33    | Autre : |                                                                 |                                                                 |                                                                 | |                                                                 |                                                                 |                                                                 |                                                                 |
| 33    | Dernière actualisation : — |                                                                 |                                                                 |                                                                 | |                                                                 |                                                                 |                                                                 |                                                                 |
| 35    | République Française ⥋ Robermont | République Française ⥋ Robermont                                | République Française ⥋ Robermont                                | République Française ⥋ Robermont                                | République Française ⥋ Robermont                                                                          | République Française ⥋ Robermont                                | République Française ⥋ Robermont                                | République Française ⥋ Robermont                                | République Française ⥋ Robermont                                |
| 35    | Ouverture / Fermeture — / — | Longueur —                                                      | Durée —                                                         | Nb. d’arrêts —                                                  | Matériel —                                                                                                | Jours de fonctionnement —                                       | Jour / Soir / Nuit / Fêtes — / — / — / —                        | Voy. / an —                                                     | Dépôt —                                                         |
| 35    | Desserte : — |                                                                 |                                                                 |                                                                 | |                                                                 |                                                                 |                                                                 |                                                                 |
| 35    | Autre : |                                                                 |                                                                 |                                                                 | |                                                                 |                                                                 |                                                                 |                                                                 |
| 35    | Dernière actualisation : — |                                                                 |                                                                 |                                                                 | |                                                                 |                                                                 |                                                                 |                                                                 |
| 53    | Saint-Lambert ⥋ Jemeppe | Saint-Lambert ⥋ Jemeppe                                         | Saint-Lambert ⥋ Jemeppe                                         | Saint-Lambert ⥋ Jemeppe                                         | Saint-Lambert ⥋ Jemeppe                                                                                   | Saint-Lambert ⥋ Jemeppe                                         | Saint-Lambert ⥋ Jemeppe                                         | Saint-Lambert ⥋ Jemeppe                                         | Saint-Lambert ⥋ Jemeppe                                         |
| 53    | Ouverture / Fermeture — / — | Longueur —                                                      | Durée —                                                         | Nb. d’arrêts —                                                  | Matériel —                                                                                                | Jours de fonctionnement —                                       | Jour / Soir / Nuit / Fêtes — / — / — / —                        | Voy. / an —                                                     | Dépôt —                                                         |
| 53    | Desserte : — |                                                                 |                                                                 |                                                                 | |                                                                 |                                                                 |                                                                 |                                                                 |
| 53    | Autre : |                                                                 |                                                                 |                                                                 | |                                                                 |                                                                 |                                                                 |                                                                 |
| 53    | Dernière actualisation : — |                                                                 |                                                                 |                                                                 | |                                                                 |                                                                 |                                                                 |                                                                 |
| 57    | Guillemins (SNCB) ⥋ Aéroport de Liège-Bierset | Guillemins (SNCB) ⥋ Aéroport de Liège-Bierset                   | Guillemins (SNCB) ⥋ Aéroport de Liège-Bierset                   | Guillemins (SNCB) ⥋ Aéroport de Liège-Bierset                   | Guillemins (SNCB) ⥋ Aéroport de Liège-Bierset                                                             | Guillemins (SNCB) ⥋ Aéroport de Liège-Bierset                   | Guillemins (SNCB) ⥋ Aéroport de Liège-Bierset                   | Guillemins (SNCB) ⥋ Aéroport de Liège-Bierset                   | Guillemins (SNCB) ⥋ Aéroport de Liège-Bierset                   |
| 57    | Ouverture / Fermeture — / — | Longueur —                                                      | Durée —                                                         | Nb. d’arrêts —                                                  | Matériel —                                                                                                | Jours de fonctionnement —                                       | Jour / Soir / Nuit / Fêtes — / — / — / —                        | Voy. / an —                                                     | Dépôt —                                                         |
| 57    | Desserte : — |                                                                 |                                                                 |                                                                 | |                                                                 |                                                                 |                                                                 |                                                                 |
| 57    | Autre : |                                                                 |                                                                 |                                                                 | |                                                                 |                                                                 |                                                                 |                                                                 |
| 57    | Dernière actualisation : — |                                                                 |                                                                 |                                                                 | |                                                                 |                                                                 |                                                                 |                                                                 |
| 58    | Guillemins (SNCB) ⥋ CHU Sart-Tilman - Boncelles | Guillemins (SNCB) ⥋ CHU Sart-Tilman - Boncelles                 | Guillemins (SNCB) ⥋ CHU Sart-Tilman - Boncelles                 | Guillemins (SNCB) ⥋ CHU Sart-Tilman - Boncelles                 | Guillemins (SNCB) ⥋ CHU Sart-Tilman - Boncelles                                                           | Guillemins (SNCB) ⥋ CHU Sart-Tilman - Boncelles                 | Guillemins (SNCB) ⥋ CHU Sart-Tilman - Boncelles                 | Guillemins (SNCB) ⥋ CHU Sart-Tilman - Boncelles                 | Guillemins (SNCB) ⥋ CHU Sart-Tilman - Boncelles                 |
| 58    | Ouverture / Fermeture — / — | Longueur —                                                      | Durée —                                                         | Nb. d’arrêts —                                                  | Matériel —                                                                                                | Jours de fonctionnement —                                       | Jour / Soir / Nuit / Fêtes — / — / — / —                        | Voy. / an —                                                     | Dépôt —                                                         |
| 58    | Desserte : — |                                                                 |                                                                 |                                                                 | |                                                                 |                                                                 |                                                                 |                                                                 |
| 58    | Autre : |                                                                 |                                                                 |                                                                 | |                                                                 |                                                                 |                                                                 |                                                                 |
| 58    | Dernière actualisation : — |                                                                 |                                                                 |                                                                 | |                                                                 |                                                                 |                                                                 |                                                                 |
| 60    | Gare Léopold ⥋ Jupille Les Bruyères | Gare Léopold ⥋ Jupille Les Bruyères                             | Gare Léopold ⥋ Jupille Les Bruyères                             | Gare Léopold ⥋ Jupille Les Bruyères                             | Gare Léopold ⥋ Jupille Les Bruyères                                                                       | Gare Léopold ⥋ Jupille Les Bruyères                             | Gare Léopold ⥋ Jupille Les Bruyères                             | Gare Léopold ⥋ Jupille Les Bruyères                             | Gare Léopold ⥋ Jupille Les Bruyères                             |
| 60    | Ouverture / Fermeture — / — | Longueur —                                                      | Durée —                                                         | Nb. d’arrêts —                                                  | Matériel —                                                                                                | Jours de fonctionnement —                                       | Jour / Soir / Nuit / Fêtes — / — / — / —                        | Voy. / an —                                                     | Dépôt —                                                         |
| 60    | Desserte : — |                                                                 |                                                                 |                                                                 | |                                                                 |                                                                 |                                                                 |                                                                 |
| 60    | Autre : |                                                                 |                                                                 |                                                                 | |                                                                 |                                                                 |                                                                 |                                                                 |
| 60    | Dernière actualisation : — |                                                                 |                                                                 |                                                                 | |                                                                 |                                                                 |                                                                 |                                                                 |
| 61    | Saint-Lambert ⥋ Tilleur | Saint-Lambert ⥋ Tilleur                                         | Saint-Lambert ⥋ Tilleur                                         | Saint-Lambert ⥋ Tilleur                                         | Saint-Lambert ⥋ Tilleur                                                                                   | Saint-Lambert ⥋ Tilleur                                         | Saint-Lambert ⥋ Tilleur                                         | Saint-Lambert ⥋ Tilleur                                         | Saint-Lambert ⥋ Tilleur                                         |
| 61    | Ouverture / Fermeture — / — | Longueur —                                                      | Durée —                                                         | Nb. d’arrêts —                                                  | Matériel —                                                                                                | Jours de fonctionnement —                                       | Jour / Soir / Nuit / Fêtes — / — / — / —                        | Voy. / an —                                                     | Dépôt —                                                         |
| 61    | Desserte : — |                                                                 |                                                                 |                                                                 | |                                                                 |                                                                 |                                                                 |                                                                 |
| 61    | Autre : |                                                                 |                                                                 |                                                                 | |                                                                 |                                                                 |                                                                 |                                                                 |
| 61    | Dernière actualisation : — |                                                                 |                                                                 |                                                                 | |                                                                 |                                                                 |                                                                 |                                                                 |
| 64    | Opéra ⥋ Banneux - Aywaille | Opéra ⥋ Banneux - Aywaille                                      | Opéra ⥋ Banneux - Aywaille                                      | Opéra ⥋ Banneux - Aywaille                                      | Opéra ⥋ Banneux - Aywaille                                                                                | Opéra ⥋ Banneux - Aywaille                                      | Opéra ⥋ Banneux - Aywaille                                      | Opéra ⥋ Banneux - Aywaille                                      | Opéra ⥋ Banneux - Aywaille                                      |
| 64    | Ouverture / Fermeture — / — | Longueur —                                                      | Durée —                                                         | Nb. d’arrêts —                                                  | Matériel —                                                                                                | Jours de fonctionnement —                                       | Jour / Soir / Nuit / Fêtes — / — / — / —                        | Voy. / an —                                                     | Dépôt —                                                         |
| 64    | Desserte : — |                                                                 |                                                                 |                                                                 | |                                                                 |                                                                 |                                                                 |                                                                 |
| 64    | Autre : |                                                                 |                                                                 |                                                                 | |                                                                 |                                                                 |                                                                 |                                                                 |
| 64    | Dernière actualisation : — |                                                                 |                                                                 |                                                                 | |                                                                 |                                                                 |                                                                 |                                                                 |
| 65    | Opéra ⥋ Remouchamps | Opéra ⥋ Remouchamps                                             | Opéra ⥋ Remouchamps                                             | Opéra ⥋ Remouchamps                                             | Opéra ⥋ Remouchamps                                                                                       | Opéra ⥋ Remouchamps                                             | Opéra ⥋ Remouchamps                                             | Opéra ⥋ Remouchamps                                             | Opéra ⥋ Remouchamps                                             |
| 65    | Ouverture / Fermeture — / — | Longueur —                                                      | Durée —                                                         | Nb. d’arrêts —                                                  | Matériel —                                                                                                | Jours de fonctionnement —                                       | Jour / Soir / Nuit / Fêtes — / — / — / —                        | Voy. / an —                                                     | Dépôt —                                                         |
| 65    | Desserte : — |                                                                 |                                                                 |                                                                 | |                                                                 |                                                                 |                                                                 |                                                                 |
| 65    | Autre : |                                                                 |                                                                 |                                                                 | |                                                                 |                                                                 |                                                                 |                                                                 |
| 65    | Dernière actualisation : — |                                                                 |                                                                 |                                                                 | |                                                                 |                                                                 |                                                                 |                                                                 |
| 67    | Gare Léopold ⥋ Visé | Gare Léopold ⥋ Visé                                             | Gare Léopold ⥋ Visé                                             | Gare Léopold ⥋ Visé                                             | Gare Léopold ⥋ Visé                                                                                       | Gare Léopold ⥋ Visé                                             | Gare Léopold ⥋ Visé                                             | Gare Léopold ⥋ Visé                                             | Gare Léopold ⥋ Visé                                             |
| 67    | Ouverture / Fermeture — / — | Longueur —                                                      | Durée —                                                         | Nb. d’arrêts —                                                  | Matériel —                                                                                                | Jours de fonctionnement —                                       | Jour / Soir / Nuit / Fêtes — / — / — / —                        | Voy. / an —                                                     | Dépôt —                                                         |
| 67    | Desserte : — |                                                                 |                                                                 |                                                                 | |                                                                 |                                                                 |                                                                 |                                                                 |
| 67    | Autre : |                                                                 |                                                                 |                                                                 | |                                                                 |                                                                 |                                                                 |                                                                 |
| 67    | Dernière actualisation : — |                                                                 |                                                                 |                                                                 | |                                                                 |                                                                 |                                                                 |                                                                 |
| 68    | Gare Léopold ⥋ Soumagne | Gare Léopold ⥋ Soumagne                                         | Gare Léopold ⥋ Soumagne                                         | Gare Léopold ⥋ Soumagne                                         | Gare Léopold ⥋ Soumagne                                                                                   | Gare Léopold ⥋ Soumagne                                         | Gare Léopold ⥋ Soumagne                                         | Gare Léopold ⥋ Soumagne                                         | Gare Léopold ⥋ Soumagne                                         |
| 68    | Ouverture / Fermeture — / — | Longueur —                                                      | Durée —                                                         | Nb. d’arrêts —                                                  | Matériel —                                                                                                | Jours de fonctionnement —                                       | Jour / Soir / Nuit / Fêtes — / — / — / —                        | Voy. / an —                                                     | Dépôt —                                                         |
| 68    | Desserte : — |                                                                 |                                                                 |                                                                 | |                                                                 |                                                                 |                                                                 |                                                                 |
| 68    | Autre : |                                                                 |                                                                 |                                                                 | |                                                                 |                                                                 |                                                                 |                                                                 |
| 68    | Dernière actualisation : — |                                                                 |                                                                 |                                                                 | |                                                                 |                                                                 |                                                                 |                                                                 |
| 69    | Gare Léopold ⥋ Fléron/Soumagne - Verviers Gare Centrale (SNCB) | Gare Léopold ⥋ Fléron/Soumagne - Verviers Gare Centrale (SNCB)  | Gare Léopold ⥋ Fléron/Soumagne - Verviers Gare Centrale (SNCB)  | Gare Léopold ⥋ Fléron/Soumagne - Verviers Gare Centrale (SNCB)  | Gare Léopold ⥋ Fléron/Soumagne - Verviers Gare Centrale (SNCB)                                            | Gare Léopold ⥋ Fléron/Soumagne - Verviers Gare Centrale (SNCB)  | Gare Léopold ⥋ Fléron/Soumagne - Verviers Gare Centrale (SNCB)  | Gare Léopold ⥋ Fléron/Soumagne - Verviers Gare Centrale (SNCB)  | Gare Léopold ⥋ Fléron/Soumagne - Verviers Gare Centrale (SNCB)  |
| 69    | Ouverture / Fermeture — / — | Longueur —                                                      | Durée —                                                         | Nb. d’arrêts —                                                  | Matériel —                                                                                                | Jours de fonctionnement —                                       | Jour / Soir / Nuit / Fêtes — / — / — / —                        | Voy. / an —                                                     | Dépôt —                                                         |
| 69    | Desserte : — |                                                                 |                                                                 |                                                                 | |                                                                 |                                                                 |                                                                 |                                                                 |
| 69    | Autre : |                                                                 |                                                                 |                                                                 | |                                                                 |                                                                 |                                                                 |                                                                 |
| 69    | Dernière actualisation : — |                                                                 |                                                                 |                                                                 | |                                                                 |                                                                 |                                                                 |                                                                 |
| 70    | Saint-Lambert ⥋ Rocourt - Slins | Saint-Lambert ⥋ Rocourt - Slins                                 | Saint-Lambert ⥋ Rocourt - Slins                                 | Saint-Lambert ⥋ Rocourt - Slins                                 | Saint-Lambert ⥋ Rocourt - Slins                                                                           | Saint-Lambert ⥋ Rocourt - Slins                                 | Saint-Lambert ⥋ Rocourt - Slins                                 | Saint-Lambert ⥋ Rocourt - Slins                                 | Saint-Lambert ⥋ Rocourt - Slins                                 |
| 70    | Ouverture / Fermeture — / — | Longueur —                                                      | Durée —                                                         | Nb. d’arrêts —                                                  | Matériel —                                                                                                | Jours de fonctionnement —                                       | Jour / Soir / Nuit / Fêtes — / — / — / —                        | Voy. / an —                                                     | Dépôt —                                                         |
| 70    | Desserte : — |                                                                 |                                                                 |                                                                 | |                                                                 |                                                                 |                                                                 |                                                                 |
| 70    | Autre : |                                                                 |                                                                 |                                                                 | |                                                                 |                                                                 |                                                                 |                                                                 |
| 70    | Dernière actualisation : — |                                                                 |                                                                 |                                                                 | |                                                                 |                                                                 |                                                                 |                                                                 |
| 71    | Saint-Lambert ⥋ Milmort | Saint-Lambert ⥋ Milmort                                         | Saint-Lambert ⥋ Milmort                                         | Saint-Lambert ⥋ Milmort                                         | Saint-Lambert ⥋ Milmort                                                                                   | Saint-Lambert ⥋ Milmort                                         | Saint-Lambert ⥋ Milmort                                         | Saint-Lambert ⥋ Milmort                                         | Saint-Lambert ⥋ Milmort                                         |
| 71    | Ouverture / Fermeture — / — | Longueur —                                                      | Durée —                                                         | Nb. d’arrêts —                                                  | Matériel —                                                                                                | Jours de fonctionnement —                                       | Jour / Soir / Nuit / Fêtes — / — / — / —                        | Voy. / an —                                                     | Dépôt —                                                         |
| 71    | Desserte : — |                                                                 |                                                                 |                                                                 | |                                                                 |                                                                 |                                                                 |                                                                 |
| 71    | Autre : |                                                                 |                                                                 |                                                                 | |                                                                 |                                                                 |                                                                 |                                                                 |
| 71    | Dernière actualisation : — |                                                                 |                                                                 |                                                                 | |                                                                 |                                                                 |                                                                 |                                                                 |
| 72    | Saint-Lambert ⥋ Fond des Tawes | Saint-Lambert ⥋ Fond des Tawes                                  | Saint-Lambert ⥋ Fond des Tawes                                  | Saint-Lambert ⥋ Fond des Tawes                                  | Saint-Lambert ⥋ Fond des Tawes                                                                            | Saint-Lambert ⥋ Fond des Tawes                                  | Saint-Lambert ⥋ Fond des Tawes                                  | Saint-Lambert ⥋ Fond des Tawes                                  | Saint-Lambert ⥋ Fond des Tawes                                  |
| 72    | Ouverture / Fermeture — / — | Longueur —                                                      | Durée —                                                         | Nb. d’arrêts —                                                  | Matériel —                                                                                                | Jours de fonctionnement —                                       | Jour / Soir / Nuit / Fêtes — / — / — / —                        | Voy. / an —                                                     | Dépôt —                                                         |
| 72    | Desserte : — |                                                                 |                                                                 |                                                                 | |                                                                 |                                                                 |                                                                 |                                                                 |
| 72    | Autre : |                                                                 |                                                                 |                                                                 | |                                                                 |                                                                 |                                                                 |                                                                 |
| 72    | Dernière actualisation : — |                                                                 |                                                                 |                                                                 | |                                                                 |                                                                 |                                                                 |                                                                 |
| 73    | Saint-Lambert ⥋ Glons | Saint-Lambert ⥋ Glons                                           | Saint-Lambert ⥋ Glons                                           | Saint-Lambert ⥋ Glons                                           | Saint-Lambert ⥋ Glons                                                                                     | Saint-Lambert ⥋ Glons                                           | Saint-Lambert ⥋ Glons                                           | Saint-Lambert ⥋ Glons                                           | Saint-Lambert ⥋ Glons                                           |
| 73    | Ouverture / Fermeture — / — | Longueur —                                                      | Durée —                                                         | Nb. d’arrêts —                                                  | Matériel —                                                                                                | Jours de fonctionnement —                                       | Jour / Soir / Nuit / Fêtes — / — / — / —                        | Voy. / an —                                                     | Dépôt —                                                         |
| 73    | Desserte : — |                                                                 |                                                                 |                                                                 | |                                                                 |                                                                 |                                                                 |                                                                 |
| 73    | Autre : |                                                                 |                                                                 |                                                                 | |                                                                 |                                                                 |                                                                 |                                                                 |
| 73    | Dernière actualisation : — |                                                                 |                                                                 |                                                                 | |                                                                 |                                                                 |                                                                 |                                                                 |
| 75    | Saint-Lambert ⥋ Oreye | Saint-Lambert ⥋ Oreye                                           | Saint-Lambert ⥋ Oreye                                           | Saint-Lambert ⥋ Oreye                                           | Saint-Lambert ⥋ Oreye                                                                                     | Saint-Lambert ⥋ Oreye                                           | Saint-Lambert ⥋ Oreye                                           | Saint-Lambert ⥋ Oreye                                           | Saint-Lambert ⥋ Oreye                                           |
| 75    | Ouverture / Fermeture — / — | Longueur —                                                      | Durée —                                                         | Nb. d’arrêts —                                                  | Matériel —                                                                                                | Jours de fonctionnement —                                       | Jour / Soir / Nuit / Fêtes — / — / — / —                        | Voy. / an —                                                     | Dépôt —                                                         |
| 75    | Desserte : — |                                                                 |                                                                 |                                                                 | |                                                                 |                                                                 |                                                                 |                                                                 |
| 75    | Autre : |                                                                 |                                                                 |                                                                 | |                                                                 |                                                                 |                                                                 |                                                                 |
| 75    | Dernière actualisation : — |                                                                 |                                                                 |                                                                 | |                                                                 |                                                                 |                                                                 |                                                                 |
| 76    | Gare Léopold ⥋ Emael | Gare Léopold ⥋ Emael                                            | Gare Léopold ⥋ Emael                                            | Gare Léopold ⥋ Emael                                            | Gare Léopold ⥋ Emael                                                                                      | Gare Léopold ⥋ Emael                                            | Gare Léopold ⥋ Emael                                            | Gare Léopold ⥋ Emael                                            | Gare Léopold ⥋ Emael                                            |
| 76    | Ouverture / Fermeture — / — | Longueur —                                                      | Durée —                                                         | Nb. d’arrêts —                                                  | Matériel —                                                                                                | Jours de fonctionnement —                                       | Jour / Soir / Nuit / Fêtes — / — / — / —                        | Voy. / an —                                                     | Dépôt —                                                         |
| 76    | Desserte : — |                                                                 |                                                                 |                                                                 | |                                                                 |                                                                 |                                                                 |                                                                 |
| 76    | Autre : |                                                                 |                                                                 |                                                                 | |                                                                 |                                                                 |                                                                 |                                                                 |
| 76    | Dernière actualisation : — |                                                                 |                                                                 |                                                                 | |                                                                 |                                                                 |                                                                 |                                                                 |
| 78    | Gare Léopold ⥋ Maestricht (Pays-Bas) | Gare Léopold ⥋ Maestricht (Pays-Bas)                            | Gare Léopold ⥋ Maestricht (Pays-Bas)                            | Gare Léopold ⥋ Maestricht (Pays-Bas)                            | Gare Léopold ⥋ Maestricht (Pays-Bas)                                                                      | Gare Léopold ⥋ Maestricht (Pays-Bas)                            | Gare Léopold ⥋ Maestricht (Pays-Bas)                            | Gare Léopold ⥋ Maestricht (Pays-Bas)                            | Gare Léopold ⥋ Maestricht (Pays-Bas)                            |
| 78    | Ouverture / Fermeture — / — | Longueur —                                                      | Durée —                                                         | Nb. d’arrêts —                                                  | Matériel —                                                                                                | Jours de fonctionnement —                                       | Jour / Soir / Nuit / Fêtes — / — / — / —                        | Voy. / an —                                                     | Dépôt —                                                         |
| 78    | Desserte : — |                                                                 |                                                                 |                                                                 | |                                                                 |                                                                 |                                                                 |                                                                 |
| 78    | Autre : |                                                                 |                                                                 |                                                                 | |                                                                 |                                                                 |                                                                 |                                                                 |
| 78    | Dernière actualisation : — |                                                                 |                                                                 |                                                                 | |                                                                 |                                                                 |                                                                 |                                                                 |
| 81    | Saint-Lambert ⥋ Grâce Hollogne Pérou | Saint-Lambert ⥋ Grâce Hollogne Pérou                            | Saint-Lambert ⥋ Grâce Hollogne Pérou                            | Saint-Lambert ⥋ Grâce Hollogne Pérou                            | Saint-Lambert ⥋ Grâce Hollogne Pérou                                                                      | Saint-Lambert ⥋ Grâce Hollogne Pérou                            | Saint-Lambert ⥋ Grâce Hollogne Pérou                            | Saint-Lambert ⥋ Grâce Hollogne Pérou                            | Saint-Lambert ⥋ Grâce Hollogne Pérou                            |
| 81    | Ouverture / Fermeture — / — | Longueur —                                                      | Durée —                                                         | Nb. d’arrêts —                                                  | Matériel —                                                                                                | Jours de fonctionnement —                                       | Jour / Soir / Nuit / Fêtes — / — / — / —                        | Voy. / an —                                                     | Dépôt —                                                         |
| 81    | Desserte : — |                                                                 |                                                                 |                                                                 | |                                                                 |                                                                 |                                                                 |                                                                 |
| 81    | Autre : |                                                                 |                                                                 |                                                                 | |                                                                 |                                                                 |                                                                 |                                                                 |
| 81    | Dernière actualisation : — |                                                                 |                                                                 |                                                                 | |                                                                 |                                                                 |                                                                 |                                                                 |
| 82    | Saint-Lambert ⥋ Montegnée | Saint-Lambert ⥋ Montegnée                                       | Saint-Lambert ⥋ Montegnée                                       | Saint-Lambert ⥋ Montegnée                                       | Saint-Lambert ⥋ Montegnée                                                                                 | Saint-Lambert ⥋ Montegnée                                       | Saint-Lambert ⥋ Montegnée                                       | Saint-Lambert ⥋ Montegnée                                       | Saint-Lambert ⥋ Montegnée                                       |
| 82    | Ouverture / Fermeture — / — | Longueur —                                                      | Durée —                                                         | Nb. d’arrêts —                                                  | Matériel —                                                                                                | Jours de fonctionnement —                                       | Jour / Soir / Nuit / Fêtes — / — / — / —                        | Voy. / an —                                                     | Dépôt —                                                         |
| 82    | Desserte : — |                                                                 |                                                                 |                                                                 | |                                                                 |                                                                 |                                                                 |                                                                 |
| 82    | Autre : |                                                                 |                                                                 |                                                                 | |                                                                 |                                                                 |                                                                 |                                                                 |
| 82    | Dernière actualisation : — |                                                                 |                                                                 |                                                                 | |                                                                 |                                                                 |                                                                 |                                                                 |
| 83    | Saint-Lambert ⥋ Hannut | Saint-Lambert ⥋ Hannut                                          | Saint-Lambert ⥋ Hannut                                          | Saint-Lambert ⥋ Hannut                                          | Saint-Lambert ⥋ Hannut                                                                                    | Saint-Lambert ⥋ Hannut                                          | Saint-Lambert ⥋ Hannut                                          | Saint-Lambert ⥋ Hannut                                          | Saint-Lambert ⥋ Hannut                                          |
| 83    | Ouverture / Fermeture — / — | Longueur —                                                      | Durée —                                                         | Nb. d’arrêts —                                                  | Matériel —                                                                                                | Jours de fonctionnement —                                       | Jour / Soir / Nuit / Fêtes — / — / — / —                        | Voy. / an —                                                     | Dépôt —                                                         |
| 83    | Desserte : — |                                                                 |                                                                 |                                                                 | |                                                                 |                                                                 |                                                                 |                                                                 |
| 83    | Autre : |                                                                 |                                                                 |                                                                 | |                                                                 |                                                                 |                                                                 |                                                                 |
| 83    | Dernière actualisation : — |                                                                 |                                                                 |                                                                 | |                                                                 |                                                                 |                                                                 |                                                                 |
| 84    | Saint-Lambert ⥋ Waremme | Saint-Lambert ⥋ Waremme                                         | Saint-Lambert ⥋ Waremme                                         | Saint-Lambert ⥋ Waremme                                         | Saint-Lambert ⥋ Waremme                                                                                   | Saint-Lambert ⥋ Waremme                                         | Saint-Lambert ⥋ Waremme                                         | Saint-Lambert ⥋ Waremme                                         | Saint-Lambert ⥋ Waremme                                         |
| 84    | Ouverture / Fermeture — / — | Longueur —                                                      | Durée —                                                         | Nb. d’arrêts —                                                  | Matériel —                                                                                                | Jours de fonctionnement —                                       | Jour / Soir / Nuit / Fêtes — / — / — / —                        | Voy. / an —                                                     | Dépôt —                                                         |
| 84    | Desserte : — |                                                                 |                                                                 |                                                                 | |                                                                 |                                                                 |                                                                 |                                                                 |
| 84    | Autre : |                                                                 |                                                                 |                                                                 | |                                                                 |                                                                 |                                                                 |                                                                 |
| 84    | Dernière actualisation : — |                                                                 |                                                                 |                                                                 | |                                                                 |                                                                 |                                                                 |                                                                 |
| 85    | Saint-Lambert ⥋ Huy | Saint-Lambert ⥋ Huy                                             | Saint-Lambert ⥋ Huy                                             | Saint-Lambert ⥋ Huy                                             | Saint-Lambert ⥋ Huy                                                                                       | Saint-Lambert ⥋ Huy                                             | Saint-Lambert ⥋ Huy                                             | Saint-Lambert ⥋ Huy                                             | Saint-Lambert ⥋ Huy                                             |
| 85    | Ouverture / Fermeture — / — | Longueur —                                                      | Durée —                                                         | Nb. d’arrêts —                                                  | Matériel —                                                                                                | Jours de fonctionnement —                                       | Jour / Soir / Nuit / Fêtes — / — / — / —                        | Voy. / an —                                                     | Dépôt —                                                         |
| 85    | Desserte : — |                                                                 |                                                                 |                                                                 | |                                                                 |                                                                 |                                                                 |                                                                 |
| 85    | Autre : |                                                                 |                                                                 |                                                                 | |                                                                 |                                                                 |                                                                 |                                                                 |
| 85    | Dernière actualisation : — |                                                                 |                                                                 |                                                                 | |                                                                 |                                                                 |                                                                 |                                                                 |
| 88    | Saint-Lambert ⥋ Lantin Prison | Saint-Lambert ⥋ Lantin Prison                                   | Saint-Lambert ⥋ Lantin Prison                                   | Saint-Lambert ⥋ Lantin Prison                                   | Saint-Lambert ⥋ Lantin Prison                                                                             | Saint-Lambert ⥋ Lantin Prison                                   | Saint-Lambert ⥋ Lantin Prison                                   | Saint-Lambert ⥋ Lantin Prison                                   | Saint-Lambert ⥋ Lantin Prison                                   |
| 88    | Ouverture / Fermeture — / — | Longueur —                                                      | Durée —                                                         | Nb. d’arrêts —                                                  | Matériel —                                                                                                | Jours de fonctionnement —                                       | Jour / Soir / Nuit / Fêtes — / — / — / —                        | Voy. / an —                                                     | Dépôt —                                                         |
| 88    | Desserte : — |                                                                 |                                                                 |                                                                 | |                                                                 |                                                                 |                                                                 |                                                                 |
| 88    | Autre : |                                                                 |                                                                 |                                                                 | |                                                                 |                                                                 |                                                                 |                                                                 |
| 88    | Dernière actualisation : — |                                                                 |                                                                 |                                                                 | |                                                                 |                                                                 |                                                                 |                                                                 |
| 90    | Saint-Lambert ⥋ Warzée | Saint-Lambert ⥋ Warzée                                          | Saint-Lambert ⥋ Warzée                                          | Saint-Lambert ⥋ Warzée                                          | Saint-Lambert ⥋ Warzée                                                                                    | Saint-Lambert ⥋ Warzée                                          | Saint-Lambert ⥋ Warzée                                          | Saint-Lambert ⥋ Warzée                                          | Saint-Lambert ⥋ Warzée                                          |
| 90    | Ouverture / Fermeture — / — | Longueur —                                                      | Durée —                                                         | Nb. d’arrêts —                                                  | Matériel —                                                                                                | Jours de fonctionnement —                                       | Jour / Soir / Nuit / Fêtes — / — / — / —                        | Voy. / an —                                                     | Dépôt —                                                         |
| 90    | Desserte : — |                                                                 |                                                                 |                                                                 | |                                                                 |                                                                 |                                                                 |                                                                 |
| 90    | Autre : |                                                                 |                                                                 |                                                                 | |                                                                 |                                                                 |                                                                 |                                                                 |
| 90    | Dernière actualisation : — |                                                                 |                                                                 |                                                                 | |                                                                 |                                                                 |                                                                 |                                                                 |
| 94    | Saint-Lambert ⥋ Warzée | Saint-Lambert ⥋ Warzée                                          | Saint-Lambert ⥋ Warzée                                          | Saint-Lambert ⥋ Warzée                                          | Saint-Lambert ⥋ Warzée                                                                                    | Saint-Lambert ⥋ Warzée                                          | Saint-Lambert ⥋ Warzée                                          | Saint-Lambert ⥋ Warzée                                          | Saint-Lambert ⥋ Warzée                                          |
| 94    | Ouverture / Fermeture — / — | Longueur —                                                      | Durée —                                                         | Nb. d’arrêts —                                                  | Matériel —                                                                                                | Jours de fonctionnement —                                       | Jour / Soir / Nuit / Fêtes — / — / — / —                        | Voy. / an —                                                     | Dépôt —                                                         |
| 94    | Desserte : — |                                                                 |                                                                 |                                                                 | |                                                                 |                                                                 |                                                                 |                                                                 |
| 94    | Autre : |                                                                 |                                                                 |                                                                 | |                                                                 |                                                                 |                                                                 |                                                                 |
| 94    | Dernière actualisation : — |                                                                 |                                                                 |                                                                 | |                                                                 |                                                                 |                                                                 |                                                                 |
| 134   | Gare Léopold ⥋ Glons | Gare Léopold ⥋ Glons                                            | Gare Léopold ⥋ Glons                                            | Gare Léopold ⥋ Glons                                            | Gare Léopold ⥋ Glons                                                                                      | Gare Léopold ⥋ Glons                                            | Gare Léopold ⥋ Glons                                            | Gare Léopold ⥋ Glons                                            | Gare Léopold ⥋ Glons                                            |
| 134   | Ouverture / Fermeture — / — | Longueur —                                                      | Durée —                                                         | Nb. d’arrêts —                                                  | Matériel —                                                                                                | Jours de fonctionnement —                                       | Jour / Soir / Nuit / Fêtes — / — / — / —                        | Voy. / an —                                                     | Dépôt —                                                         |
| 134   | Desserte : — |                                                                 |                                                                 |                                                                 | |                                                                 |                                                                 |                                                                 |                                                                 |
| 134   | Autre : |                                                                 |                                                                 |                                                                 | |                                                                 |                                                                 |                                                                 |                                                                 |
| 134   | Dernière actualisation : — |                                                                 |                                                                 |                                                                 | |                                                                 |                                                                 |                                                                 |                                                                 |
| 138   | Guillemins(SNCB) ⥋ Verviers (SNCB) | Guillemins(SNCB) ⥋ Verviers (SNCB)                              | Guillemins(SNCB) ⥋ Verviers (SNCB)                              | Guillemins(SNCB) ⥋ Verviers (SNCB)                              | Guillemins(SNCB) ⥋ Verviers (SNCB)                                                                        | Guillemins(SNCB) ⥋ Verviers (SNCB)                              | Guillemins(SNCB) ⥋ Verviers (SNCB)                              | Guillemins(SNCB) ⥋ Verviers (SNCB)                              | Guillemins(SNCB) ⥋ Verviers (SNCB)                              |
| 138   | Ouverture / Fermeture — / — | Longueur —                                                      | Durée —                                                         | Nb. d’arrêts —                                                  | Matériel Mercedes Citaro C2                                                                               | Jours de fonctionnement L, Ma, Me, J, V, S, D                   | Jour / Soir / Nuit / Fêtes O / N / N / O                        | Voy. / an —                                                     | Dépôt Robermont Garage du Perron                                |
| 138   | Desserte : Guillemins-Wandre-Cheratte-Visé |                                                                 |                                                                 |                                                                 | |                                                                 |                                                                 |                                                                 |                                                                 |
| 138   | Autre : |                                                                 |                                                                 |                                                                 | |                                                                 |                                                                 |                                                                 |                                                                 |
| 138   | Dernière actualisation : — |                                                                 |                                                                 |                                                                 | |                                                                 |                                                                 |                                                                 |                                                                 |
| 140   | Guillemins (SNCB) ⥋ Visé (SNCB) | Guillemins (SNCB) ⥋ Visé (SNCB)                                 | Guillemins (SNCB) ⥋ Visé (SNCB)                                 | Guillemins (SNCB) ⥋ Visé (SNCB)                                 | Guillemins (SNCB) ⥋ Visé (SNCB)                                                                           | Guillemins (SNCB) ⥋ Visé (SNCB)                                 | Guillemins (SNCB) ⥋ Visé (SNCB)                                 | Guillemins (SNCB) ⥋ Visé (SNCB)                                 | Guillemins (SNCB) ⥋ Visé (SNCB)                                 |
| 140   | Ouverture / Fermeture — / — | Longueur —                                                      | Durée —                                                         | Nb. d’arrêts —                                                  | Matériel Mercedes Citaro C2                                                                               | Jours de fonctionnement L, Ma, Me, J, V, S, D                   | Jour / Soir / Nuit / Fêtes O / N / N / O                        | Voy. / an —                                                     | Dépôt Voyages Leonard                                           |
| 140   | Desserte : Guillemins-Wandre-Cheratte-Visé |                                                                 |                                                                 |                                                                 | |                                                                 |                                                                 |                                                                 |                                                                 |
| 140   | Autre : |                                                                 |                                                                 |                                                                 | |                                                                 |                                                                 |                                                                 |                                                                 |
| 140   | Dernière actualisation : — |                                                                 |                                                                 |                                                                 | |                                                                 |                                                                 |                                                                 |                                                                 |
| 175   | Saint-Lambert ⥋ Oreye | Saint-Lambert ⥋ Oreye                                           | Saint-Lambert ⥋ Oreye                                           | Saint-Lambert ⥋ Oreye                                           | Saint-Lambert ⥋ Oreye                                                                                     | Saint-Lambert ⥋ Oreye                                           | Saint-Lambert ⥋ Oreye                                           | Saint-Lambert ⥋ Oreye                                           | Saint-Lambert ⥋ Oreye                                           |
| 175   | Ouverture / Fermeture — / — | Longueur —                                                      | Durée —                                                         | Nb. d’arrêts —                                                  | Matériel —                                                                                                | Jours de fonctionnement —                                       | Jour / Soir / Nuit / Fêtes — / — / — / —                        | Voy. / an —                                                     | Dépôt —                                                         |
| 175   | Desserte : — |                                                                 |                                                                 |                                                                 | |                                                                 |                                                                 |                                                                 |                                                                 |
| 175   | Autre : |                                                                 |                                                                 |                                                                 | |                                                                 |                                                                 |                                                                 |                                                                 |
| 175   | Dernière actualisation : — |                                                                 |                                                                 |                                                                 | |                                                                 |                                                                 |                                                                 |                                                                 |
| 240   | Guillemins (SNCB) ⥋ Visé (SNCB) | Guillemins (SNCB) ⥋ Visé (SNCB)                                 | Guillemins (SNCB) ⥋ Visé (SNCB)                                 | Guillemins (SNCB) ⥋ Visé (SNCB)                                 | Guillemins (SNCB) ⥋ Visé (SNCB)                                                                           | Guillemins (SNCB) ⥋ Visé (SNCB)                                 | Guillemins (SNCB) ⥋ Visé (SNCB)                                 | Guillemins (SNCB) ⥋ Visé (SNCB)                                 | Guillemins (SNCB) ⥋ Visé (SNCB)                                 |
| 240   | Ouverture / Fermeture — / — | Longueur —                                                      | Durée —                                                         | Nb. d’arrêts —                                                  | Matériel Mercedes Citaro C2                                                                               | Jours de fonctionnement L, Ma, Me, J, V, S, D                   | Jour / Soir / Nuit / Fêtes O / N / N / O                        | Voy. / an —                                                     | Dépôt Voyages Leonard                                           |
| 240   | Desserte : Guillemins-Sarolay-Hermalle-Visé |                                                                 |                                                                 |                                                                 | |                                                                 |                                                                 |                                                                 |                                                                 |
| 240   | Autre : |                                                                 |                                                                 |                                                                 | |                                                                 |                                                                 |                                                                 |                                                                 |
| 240   | Dernière actualisation : — |                                                                 |                                                                 |                                                                 | |                                                                 |                                                                 |                                                                 |                                                                 |
| 377   | Opéra ⥋ Comblain-au-Pont | Opéra ⥋ Comblain-au-Pont                                        | Opéra ⥋ Comblain-au-Pont                                        | Opéra ⥋ Comblain-au-Pont                                        | Opéra ⥋ Comblain-au-Pont                                                                                  | Opéra ⥋ Comblain-au-Pont                                        | Opéra ⥋ Comblain-au-Pont                                        | Opéra ⥋ Comblain-au-Pont                                        | Opéra ⥋ Comblain-au-Pont                                        |
| 377   | Ouverture / Fermeture — / — | Longueur —                                                      | Durée —                                                         | Nb. d’arrêts —                                                  | Matériel —                                                                                                | Jours de fonctionnement —                                       | Jour / Soir / Nuit / Fêtes — / — / — / —                        | Voy. / an —                                                     | Dépôt —                                                         |
| 377   | Desserte : — |                                                                 |                                                                 |                                                                 | |                                                                 |                                                                 |                                                                 |                                                                 |
| 377   | Autre : |                                                                 |                                                                 |                                                                 | |                                                                 |                                                                 |                                                                 |                                                                 |
| 377   | Dernière actualisation : — |                                                                 |                                                                 |                                                                 | |                                                                 |                                                                 |                                                                 |                                                                 |

#### Lignes urbaines de Verviers (701 à 708)
| Ligne | Caractéristiques                                 | Caractéristiques                                 | Caractéristiques                                 | Caractéristiques                                 | Caractéristiques                                 | Caractéristiques                                 | Caractéristiques                                 | Caractéristiques                                 | Caractéristiques                                 |
| 701   | Renoupré ⥋ Pepinster                             | Renoupré ⥋ Pepinster                             | Renoupré ⥋ Pepinster                             | Renoupré ⥋ Pepinster                             | Renoupré ⥋ Pepinster                             | Renoupré ⥋ Pepinster                             | Renoupré ⥋ Pepinster                             | Renoupré ⥋ Pepinster                             | Renoupré ⥋ Pepinster                             |
| ----- | ------------------------------------------------ | ------------------------------------------------ | ------------------------------------------------ | ------------------------------------------------ | ------------------------------------------------ | ------------------------------------------------ | ------------------------------------------------ | ------------------------------------------------ | ------------------------------------------------ |
| 701   | Ouverture / Fermeture — / —                      | Longueur —                                       | Durée —                                          | Nb. d’arrêts —                                   | Matériel —                                       | Jours de fonctionnement —                        | Jour / Soir / Nuit / Fêtes — / — / — / —         | Voy. / an —                                      | Dépôt —                                          |
| 701   | Desserte : —                                     |                                                  |                                                  |                                                  |                                                  |                                                  |                                                  |                                                  |                                                  |
| 701   | Autre :                                          |                                                  |                                                  |                                                  |                                                  |                                                  |                                                  |                                                  |                                                  |
| 701   | Dernière actualisation : —                       |                                                  |                                                  |                                                  |                                                  |                                                  |                                                  |                                                  |                                                  |
| 702   | Stembert ⥋ Dison - Grand-Rechain - Petit-Rechain | Stembert ⥋ Dison - Grand-Rechain - Petit-Rechain | Stembert ⥋ Dison - Grand-Rechain - Petit-Rechain | Stembert ⥋ Dison - Grand-Rechain - Petit-Rechain | Stembert ⥋ Dison - Grand-Rechain - Petit-Rechain | Stembert ⥋ Dison - Grand-Rechain - Petit-Rechain | Stembert ⥋ Dison - Grand-Rechain - Petit-Rechain | Stembert ⥋ Dison - Grand-Rechain - Petit-Rechain | Stembert ⥋ Dison - Grand-Rechain - Petit-Rechain |
| 702   | Ouverture / Fermeture — / —                      | Longueur —                                       | Durée —                                          | Nb. d’arrêts —                                   | Matériel —                                       | Jours de fonctionnement —                        | Jour / Soir / Nuit / Fêtes — / — / — / —         | Voy. / an —                                      | Dépôt —                                          |
| 702   | Desserte : —                                     |                                                  |                                                  |                                                  |                                                  |                                                  |                                                  |                                                  |                                                  |
| 702   | Autre :                                          |                                                  |                                                  |                                                  |                                                  |                                                  |                                                  |                                                  |                                                  |
| 702   | Dernière actualisation : —                       |                                                  |                                                  |                                                  |                                                  |                                                  |                                                  |                                                  |                                                  |
| 703   | Ensival ⥋ Jehanster                              | Ensival ⥋ Jehanster                              | Ensival ⥋ Jehanster                              | Ensival ⥋ Jehanster                              | Ensival ⥋ Jehanster                              | Ensival ⥋ Jehanster                              | Ensival ⥋ Jehanster                              | Ensival ⥋ Jehanster                              | Ensival ⥋ Jehanster                              |
| 703   | Ouverture / Fermeture — / —                      | Longueur —                                       | Durée —                                          | Nb. d’arrêts —                                   | Matériel —                                       | Jours de fonctionnement —                        | Jour / Soir / Nuit / Fêtes — / — / — / —         | Voy. / an —                                      | Dépôt —                                          |
| 703   | Desserte : —                                     |                                                  |                                                  |                                                  |                                                  |                                                  |                                                  |                                                  |                                                  |
| 703   | Autre :                                          |                                                  |                                                  |                                                  |                                                  |                                                  |                                                  |                                                  |                                                  |
| 703   | Dernière actualisation : —                       |                                                  |                                                  |                                                  |                                                  |                                                  |                                                  |                                                  |                                                  |
| 705   | Stembert ⥋ Andrimont                             | Stembert ⥋ Andrimont                             | Stembert ⥋ Andrimont                             | Stembert ⥋ Andrimont                             | Stembert ⥋ Andrimont                             | Stembert ⥋ Andrimont                             | Stembert ⥋ Andrimont                             | Stembert ⥋ Andrimont                             | Stembert ⥋ Andrimont                             |
| 705   | Ouverture / Fermeture — / —                      | Longueur —                                       | Durée —                                          | Nb. d’arrêts —                                   | Matériel —                                       | Jours de fonctionnement —                        | Jour / Soir / Nuit / Fêtes — / — / — / —         | Voy. / an —                                      | Dépôt —                                          |
| 705   | Desserte : —                                     |                                                  |                                                  |                                                  |                                                  |                                                  |                                                  |                                                  |                                                  |
| 705   | Autre :                                          |                                                  |                                                  |                                                  |                                                  |                                                  |                                                  |                                                  |                                                  |
| 705   | Dernière actualisation : —                       |                                                  |                                                  |                                                  |                                                  |                                                  |                                                  |                                                  |                                                  |
| 706   | Ensival Champs des Oiseaux ⥋ Heusy               | Ensival Champs des Oiseaux ⥋ Heusy               | Ensival Champs des Oiseaux ⥋ Heusy               | Ensival Champs des Oiseaux ⥋ Heusy               | Ensival Champs des Oiseaux ⥋ Heusy               | Ensival Champs des Oiseaux ⥋ Heusy               | Ensival Champs des Oiseaux ⥋ Heusy               | Ensival Champs des Oiseaux ⥋ Heusy               | Ensival Champs des Oiseaux ⥋ Heusy               |
| 706   | Ouverture / Fermeture — / —                      | Longueur —                                       | Durée —                                          | Nb. d’arrêts —                                   | Matériel —                                       | Jours de fonctionnement —                        | Jour / Soir / Nuit / Fêtes — / — / — / —         | Voy. / an —                                      | Dépôt —                                          |
| 706   | Desserte : —                                     |                                                  |                                                  |                                                  |                                                  |                                                  |                                                  |                                                  |                                                  |
| 706   | Autre :                                          |                                                  |                                                  |                                                  |                                                  |                                                  |                                                  |                                                  |                                                  |
| 706   | Dernière actualisation : —                       |                                                  |                                                  |                                                  |                                                  |                                                  |                                                  |                                                  |                                                  |
| 707   | Place Sommeleville ⥋ Pepinster                   | Place Sommeleville ⥋ Pepinster                   | Place Sommeleville ⥋ Pepinster                   | Place Sommeleville ⥋ Pepinster                   | Place Sommeleville ⥋ Pepinster                   | Place Sommeleville ⥋ Pepinster                   | Place Sommeleville ⥋ Pepinster                   | Place Sommeleville ⥋ Pepinster                   | Place Sommeleville ⥋ Pepinster                   |
| 707   | Ouverture / Fermeture — / —                      | Longueur —                                       | Durée —                                          | Nb. d’arrêts —                                   | Matériel —                                       | Jours de fonctionnement —                        | Jour / Soir / Nuit / Fêtes — / — / — / —         | Voy. / an —                                      | Dépôt —                                          |
| 707   | Desserte : —                                     |                                                  |                                                  |                                                  |                                                  |                                                  |                                                  |                                                  |                                                  |
| 707   | Autre :                                          |                                                  |                                                  |                                                  |                                                  |                                                  |                                                  |                                                  |                                                  |
| 707   | Dernière actualisation : —                       |                                                  |                                                  |                                                  |                                                  |                                                  |                                                  |                                                  |                                                  |
| 708   | Ningloheid ⥋ Adrimont                            | Ningloheid ⥋ Adrimont                            | Ningloheid ⥋ Adrimont                            | Ningloheid ⥋ Adrimont                            | Ningloheid ⥋ Adrimont                            | Ningloheid ⥋ Adrimont                            | Ningloheid ⥋ Adrimont                            | Ningloheid ⥋ Adrimont                            | Ningloheid ⥋ Adrimont                            |
| 708   | Ouverture / Fermeture — / —                      | Longueur —                                       | Durée —                                          | Nb. d’arrêts —                                   | Matériel —                                       | Jours de fonctionnement —                        | Jour / Soir / Nuit / Fêtes — / — / — / —         | Voy. / an —                                      | Dépôt —                                          |
| 708   | Desserte : —                                     |                                                  |                                                  |                                                  |                                                  |                                                  |                                                  |                                                  |                                                  |
| 708   | Autre :                                          |                                                  |                                                  |                                                  |                                                  |                                                  |                                                  |                                                  |                                                  |
| 708   | Dernière actualisation : —                       |                                                  |                                                  |                                                  |                                                  |                                                  |                                                  |                                                  |                                                  |

#### Lignes de Verviers vers la banlieue (69 à 738)
| Ligne | Caractéristiques                                                         | Caractéristiques                                                    | Caractéristiques                                                    | Caractéristiques                                                    | Caractéristiques                                                    | Caractéristiques                                                    | Caractéristiques                                                    | Caractéristiques                                                    | Caractéristiques                                                    |
| 69    | Gare Centrale (SNCB) ⥋ Liège Gare Léopold                                | Gare Centrale (SNCB) ⥋ Liège Gare Léopold                           | Gare Centrale (SNCB) ⥋ Liège Gare Léopold                           | Gare Centrale (SNCB) ⥋ Liège Gare Léopold                           | Gare Centrale (SNCB) ⥋ Liège Gare Léopold                           | Gare Centrale (SNCB) ⥋ Liège Gare Léopold                           | Gare Centrale (SNCB) ⥋ Liège Gare Léopold                           | Gare Centrale (SNCB) ⥋ Liège Gare Léopold                           | Gare Centrale (SNCB) ⥋ Liège Gare Léopold                           |
| ----- | ------------------------------------------------------------------------ | ------------------------------------------------------------------- | ------------------------------------------------------------------- | ------------------------------------------------------------------- | ------------------------------------------------------------------- | ------------------------------------------------------------------- | ------------------------------------------------------------------- | ------------------------------------------------------------------- | ------------------------------------------------------------------- |
| 69    | Ouverture / Fermeture — / —                                              | Longueur —                                                          | Durée —                                                             | Nb. d’arrêts —                                                      | Matériel —                                                          | Jours de fonctionnement —                                           | Jour / Soir / Nuit / Fêtes — / — / — / —                            | Voy. / an —                                                         | Dépôt —                                                             |
| 69    | Desserte : —                                                             |                                                                     |                                                                     |                                                                     |                                                                     |                                                                     |                                                                     |                                                                     |                                                                     |
| 69    | Autre :                                                                  |                                                                     |                                                                     |                                                                     |                                                                     |                                                                     |                                                                     |                                                                     |                                                                     |
| 69    | Dernière actualisation : —                                               |                                                                     |                                                                     |                                                                     |                                                                     |                                                                     |                                                                     |                                                                     |                                                                     |
| 138   | Gare Centrale (SNCB) ⥋ Liège-Guillemins (SNCB)                           | Gare Centrale (SNCB) ⥋ Liège-Guillemins (SNCB)                      | Gare Centrale (SNCB) ⥋ Liège-Guillemins (SNCB)                      | Gare Centrale (SNCB) ⥋ Liège-Guillemins (SNCB)                      | Gare Centrale (SNCB) ⥋ Liège-Guillemins (SNCB)                      | Gare Centrale (SNCB) ⥋ Liège-Guillemins (SNCB)                      | Gare Centrale (SNCB) ⥋ Liège-Guillemins (SNCB)                      | Gare Centrale (SNCB) ⥋ Liège-Guillemins (SNCB)                      | Gare Centrale (SNCB) ⥋ Liège-Guillemins (SNCB)                      |
| 138   | Ouverture / Fermeture — / —                                              | Longueur —                                                          | Durée —                                                             | Nb. d’arrêts —                                                      | Matériel —                                                          | Jours de fonctionnement —                                           | Jour / Soir / Nuit / Fêtes — / — / — / —                            | Voy. / an —                                                         | Dépôt —                                                             |
| 138   | Desserte : —                                                             |                                                                     |                                                                     |                                                                     |                                                                     |                                                                     |                                                                     |                                                                     |                                                                     |
| 138   | Autre :                                                                  |                                                                     |                                                                     |                                                                     |                                                                     |                                                                     |                                                                     |                                                                     |                                                                     |
| 138   | Dernière actualisation : —                                               |                                                                     |                                                                     |                                                                     |                                                                     |                                                                     |                                                                     |                                                                     |                                                                     |
| 188   | Pepinster ⥋ Prayon                                                       | Pepinster ⥋ Prayon                                                  | Pepinster ⥋ Prayon                                                  | Pepinster ⥋ Prayon                                                  | Pepinster ⥋ Prayon                                                  | Pepinster ⥋ Prayon                                                  | Pepinster ⥋ Prayon                                                  | Pepinster ⥋ Prayon                                                  | Pepinster ⥋ Prayon                                                  |
| 188   | Ouverture / Fermeture — / —                                              | Longueur —                                                          | Durée —                                                             | Nb. d’arrêts —                                                      | Matériel —                                                          | Jours de fonctionnement —                                           | Jour / Soir / Nuit / Fêtes — / — / — / —                            | Voy. / an —                                                         | Dépôt —                                                             |
| 188   | Desserte : —                                                             |                                                                     |                                                                     |                                                                     |                                                                     |                                                                     |                                                                     |                                                                     |                                                                     |
| 188   | Autre : Temporairement supprimée à cause des inondations de juillet 2021 |                                                                     |                                                                     |                                                                     |                                                                     |                                                                     |                                                                     |                                                                     |                                                                     |
| 188   | Dernière actualisation : —                                               |                                                                     |                                                                     |                                                                     |                                                                     |                                                                     |                                                                     |                                                                     |                                                                     |
| 288   | Palais ⥋ Soiron                                                          | Palais ⥋ Soiron                                                     | Palais ⥋ Soiron                                                     | Palais ⥋ Soiron                                                     | Palais ⥋ Soiron                                                     | Palais ⥋ Soiron                                                     | Palais ⥋ Soiron                                                     | Palais ⥋ Soiron                                                     | Palais ⥋ Soiron                                                     |
| 288   | Ouverture / Fermeture — / —                                              | Longueur —                                                          | Durée —                                                             | Nb. d’arrêts —                                                      | Matériel —                                                          | Jours de fonctionnement —                                           | Jour / Soir / Nuit / Fêtes — / — / — / —                            | Voy. / an —                                                         | Dépôt —                                                             |
| 288   | Desserte : —                                                             |                                                                     |                                                                     |                                                                     |                                                                     |                                                                     |                                                                     |                                                                     |                                                                     |
| 288   | Autre :                                                                  |                                                                     |                                                                     |                                                                     |                                                                     |                                                                     |                                                                     |                                                                     |                                                                     |
| 288   | Dernière actualisation : —                                               |                                                                     |                                                                     |                                                                     |                                                                     |                                                                     |                                                                     |                                                                     |                                                                     |
| 294   | Gare Centrale (SNCB) ⥋ Trois-Ponts Gare (SNCB)                           | Gare Centrale (SNCB) ⥋ Trois-Ponts Gare (SNCB)                      | Gare Centrale (SNCB) ⥋ Trois-Ponts Gare (SNCB)                      | Gare Centrale (SNCB) ⥋ Trois-Ponts Gare (SNCB)                      | Gare Centrale (SNCB) ⥋ Trois-Ponts Gare (SNCB)                      | Gare Centrale (SNCB) ⥋ Trois-Ponts Gare (SNCB)                      | Gare Centrale (SNCB) ⥋ Trois-Ponts Gare (SNCB)                      | Gare Centrale (SNCB) ⥋ Trois-Ponts Gare (SNCB)                      | Gare Centrale (SNCB) ⥋ Trois-Ponts Gare (SNCB)                      |
| 294   | Ouverture / Fermeture — / —                                              | Longueur —                                                          | Durée —                                                             | Nb. d’arrêts —                                                      | Matériel —                                                          | Jours de fonctionnement —                                           | Jour / Soir / Nuit / Fêtes — / — / — / —                            | Voy. / an —                                                         | Dépôt —                                                             |
| 294   | Desserte : —                                                             |                                                                     |                                                                     |                                                                     |                                                                     |                                                                     |                                                                     |                                                                     |                                                                     |
| 294   | Autre :                                                                  |                                                                     |                                                                     |                                                                     |                                                                     |                                                                     |                                                                     |                                                                     |                                                                     |
| 294   | Dernière actualisation : —                                               |                                                                     |                                                                     |                                                                     |                                                                     |                                                                     |                                                                     |                                                                     |                                                                     |
| 295   | Gare Centrale (SNCB) ⥋ Spa Gare (SNCB)                                   | Gare Centrale (SNCB) ⥋ Spa Gare (SNCB)                              | Gare Centrale (SNCB) ⥋ Spa Gare (SNCB)                              | Gare Centrale (SNCB) ⥋ Spa Gare (SNCB)                              | Gare Centrale (SNCB) ⥋ Spa Gare (SNCB)                              | Gare Centrale (SNCB) ⥋ Spa Gare (SNCB)                              | Gare Centrale (SNCB) ⥋ Spa Gare (SNCB)                              | Gare Centrale (SNCB) ⥋ Spa Gare (SNCB)                              | Gare Centrale (SNCB) ⥋ Spa Gare (SNCB)                              |
| 295   | Ouverture / Fermeture — / —                                              | Longueur —                                                          | Durée —                                                             | Nb. d’arrêts —                                                      | Matériel —                                                          | Jours de fonctionnement —                                           | Jour / Soir / Nuit / Fêtes — / — / — / —                            | Voy. / an —                                                         | Dépôt —                                                             |
| 295   | Desserte : —                                                             |                                                                     |                                                                     |                                                                     |                                                                     |                                                                     |                                                                     |                                                                     |                                                                     |
| 295   | Autre :                                                                  |                                                                     |                                                                     |                                                                     |                                                                     |                                                                     |                                                                     |                                                                     |                                                                     |
| 295   | Dernière actualisation : —                                               |                                                                     |                                                                     |                                                                     |                                                                     |                                                                     |                                                                     |                                                                     |                                                                     |
| 388   | Palais ⥋ Spa Gare (SNCB)                                                 | Palais ⥋ Spa Gare (SNCB)                                            | Palais ⥋ Spa Gare (SNCB)                                            | Palais ⥋ Spa Gare (SNCB)                                            | Palais ⥋ Spa Gare (SNCB)                                            | Palais ⥋ Spa Gare (SNCB)                                            | Palais ⥋ Spa Gare (SNCB)                                            | Palais ⥋ Spa Gare (SNCB)                                            | Palais ⥋ Spa Gare (SNCB)                                            |
| 388   | Ouverture / Fermeture — / —                                              | Longueur —                                                          | Durée —                                                             | Nb. d’arrêts —                                                      | Matériel —                                                          | Jours de fonctionnement —                                           | Jour / Soir / Nuit / Fêtes — / — / — / —                            | Voy. / an —                                                         | Dépôt —                                                             |
| 388   | Desserte : —                                                             |                                                                     |                                                                     |                                                                     |                                                                     |                                                                     |                                                                     |                                                                     |                                                                     |
| 388   | Autre :                                                                  |                                                                     |                                                                     |                                                                     |                                                                     |                                                                     |                                                                     |                                                                     |                                                                     |
| 388   | Dernière actualisation : —                                               |                                                                     |                                                                     |                                                                     |                                                                     |                                                                     |                                                                     |                                                                     |                                                                     |
| 390   | Gare Centrale (SNCB) ⥋ Rocherath                                         | Gare Centrale (SNCB) ⥋ Rocherath                                    | Gare Centrale (SNCB) ⥋ Rocherath                                    | Gare Centrale (SNCB) ⥋ Rocherath                                    | Gare Centrale (SNCB) ⥋ Rocherath                                    | Gare Centrale (SNCB) ⥋ Rocherath                                    | Gare Centrale (SNCB) ⥋ Rocherath                                    | Gare Centrale (SNCB) ⥋ Rocherath                                    | Gare Centrale (SNCB) ⥋ Rocherath                                    |
| 390   | Ouverture / Fermeture — / —                                              | Longueur —                                                          | Durée —                                                             | Nb. d’arrêts —                                                      | Matériel —                                                          | Jours de fonctionnement —                                           | Jour / Soir / Nuit / Fêtes — / — / — / —                            | Voy. / an —                                                         | Dépôt —                                                             |
| 390   | Desserte : —                                                             |                                                                     |                                                                     |                                                                     |                                                                     |                                                                     |                                                                     |                                                                     |                                                                     |
| 390   | Autre :                                                                  |                                                                     |                                                                     |                                                                     |                                                                     |                                                                     |                                                                     |                                                                     |                                                                     |
| 390   | Dernière actualisation : —                                               |                                                                     |                                                                     |                                                                     |                                                                     |                                                                     |                                                                     |                                                                     |                                                                     |
| 393   | Gare Centrale (SNCB) ⥋ Charneux                                          | Gare Centrale (SNCB) ⥋ Charneux                                     | Gare Centrale (SNCB) ⥋ Charneux                                     | Gare Centrale (SNCB) ⥋ Charneux                                     | Gare Centrale (SNCB) ⥋ Charneux                                     | Gare Centrale (SNCB) ⥋ Charneux                                     | Gare Centrale (SNCB) ⥋ Charneux                                     | Gare Centrale (SNCB) ⥋ Charneux                                     | Gare Centrale (SNCB) ⥋ Charneux                                     |
| 393   | Ouverture / Fermeture — / —                                              | Longueur —                                                          | Durée —                                                             | Nb. d’arrêts —                                                      | Matériel —                                                          | Jours de fonctionnement —                                           | Jour / Soir / Nuit / Fêtes — / — / — / —                            | Voy. / an —                                                         | Dépôt —                                                             |
| 393   | Desserte : —                                                             |                                                                     |                                                                     |                                                                     |                                                                     |                                                                     |                                                                     |                                                                     |                                                                     |
| 393   | Autre :                                                                  |                                                                     |                                                                     |                                                                     |                                                                     |                                                                     |                                                                     |                                                                     |                                                                     |
| 393   | Dernière actualisation : —                                               |                                                                     |                                                                     |                                                                     |                                                                     |                                                                     |                                                                     |                                                                     |                                                                     |
| 395   | Gare Centrale (SNCB) ⥋ Malmedy Gare terminus partiel - Burg-Reuland      | Gare Centrale (SNCB) ⥋ Malmedy Gare terminus partiel - Burg-Reuland | Gare Centrale (SNCB) ⥋ Malmedy Gare terminus partiel - Burg-Reuland | Gare Centrale (SNCB) ⥋ Malmedy Gare terminus partiel - Burg-Reuland | Gare Centrale (SNCB) ⥋ Malmedy Gare terminus partiel - Burg-Reuland | Gare Centrale (SNCB) ⥋ Malmedy Gare terminus partiel - Burg-Reuland | Gare Centrale (SNCB) ⥋ Malmedy Gare terminus partiel - Burg-Reuland | Gare Centrale (SNCB) ⥋ Malmedy Gare terminus partiel - Burg-Reuland | Gare Centrale (SNCB) ⥋ Malmedy Gare terminus partiel - Burg-Reuland |
| 395   | Ouverture / Fermeture — / —                                              | Longueur —                                                          | Durée —                                                             | Nb. d’arrêts —                                                      | Matériel —                                                          | Jours de fonctionnement —                                           | Jour / Soir / Nuit / Fêtes — / — / — / —                            | Voy. / an —                                                         | Dépôt —                                                             |
| 395   | Desserte : —                                                             |                                                                     |                                                                     |                                                                     |                                                                     |                                                                     |                                                                     |                                                                     |                                                                     |
| 395   | Autre :                                                                  |                                                                     |                                                                     |                                                                     |                                                                     |                                                                     |                                                                     |                                                                     |                                                                     |
| 395   | Dernière actualisation : —                                               |                                                                     |                                                                     |                                                                     |                                                                     |                                                                     |                                                                     |                                                                     |                                                                     |
| 717   | Gare Centrale (SNCB) ⥋ La Calamine - Welkenraedt (SNCB)                  | Gare Centrale (SNCB) ⥋ La Calamine - Welkenraedt (SNCB)             | Gare Centrale (SNCB) ⥋ La Calamine - Welkenraedt (SNCB)             | Gare Centrale (SNCB) ⥋ La Calamine - Welkenraedt (SNCB)             | Gare Centrale (SNCB) ⥋ La Calamine - Welkenraedt (SNCB)             | Gare Centrale (SNCB) ⥋ La Calamine - Welkenraedt (SNCB)             | Gare Centrale (SNCB) ⥋ La Calamine - Welkenraedt (SNCB)             | Gare Centrale (SNCB) ⥋ La Calamine - Welkenraedt (SNCB)             | Gare Centrale (SNCB) ⥋ La Calamine - Welkenraedt (SNCB)             |
| 717   | Ouverture / Fermeture — / —                                              | Longueur —                                                          | Durée —                                                             | Nb. d’arrêts —                                                      | Matériel —                                                          | Jours de fonctionnement —                                           | Jour / Soir / Nuit / Fêtes — / — / — / —                            | Voy. / an —                                                         | Dépôt —                                                             |
| 717   | Desserte : —                                                             |                                                                     |                                                                     |                                                                     |                                                                     |                                                                     |                                                                     |                                                                     |                                                                     |
| 717   | Autre :                                                                  |                                                                     |                                                                     |                                                                     |                                                                     |                                                                     |                                                                     |                                                                     |                                                                     |
| 717   | Dernière actualisation : —                                               |                                                                     |                                                                     |                                                                     |                                                                     |                                                                     |                                                                     |                                                                     |                                                                     |
| 724   | Gare Centrale (SNCB) ⥋ Eupen                                             | Gare Centrale (SNCB) ⥋ Eupen                                        | Gare Centrale (SNCB) ⥋ Eupen                                        | Gare Centrale (SNCB) ⥋ Eupen                                        | Gare Centrale (SNCB) ⥋ Eupen                                        | Gare Centrale (SNCB) ⥋ Eupen                                        | Gare Centrale (SNCB) ⥋ Eupen                                        | Gare Centrale (SNCB) ⥋ Eupen                                        | Gare Centrale (SNCB) ⥋ Eupen                                        |
| 724   | Ouverture / Fermeture — / —                                              | Longueur —                                                          | Durée —                                                             | Nb. d’arrêts —                                                      | Matériel —                                                          | Jours de fonctionnement —                                           | Jour / Soir / Nuit / Fêtes — / — / — / —                            | Voy. / an —                                                         | Dépôt —                                                             |
| 724   | Desserte : —                                                             |                                                                     |                                                                     |                                                                     |                                                                     |                                                                     |                                                                     |                                                                     |                                                                     |
| 724   | Autre :                                                                  |                                                                     |                                                                     |                                                                     |                                                                     |                                                                     |                                                                     |                                                                     |                                                                     |
| 724   | Dernière actualisation : —                                               |                                                                     |                                                                     |                                                                     |                                                                     |                                                                     |                                                                     |                                                                     |                                                                     |
| 725   | Gare Centrale (SNCB) ⥋ Eupen                                             | Gare Centrale (SNCB) ⥋ Eupen                                        | Gare Centrale (SNCB) ⥋ Eupen                                        | Gare Centrale (SNCB) ⥋ Eupen                                        | Gare Centrale (SNCB) ⥋ Eupen                                        | Gare Centrale (SNCB) ⥋ Eupen                                        | Gare Centrale (SNCB) ⥋ Eupen                                        | Gare Centrale (SNCB) ⥋ Eupen                                        | Gare Centrale (SNCB) ⥋ Eupen                                        |
| 725   | Ouverture / Fermeture — / —                                              | Longueur —                                                          | Durée —                                                             | Nb. d’arrêts —                                                      | Matériel —                                                          | Jours de fonctionnement —                                           | Jour / Soir / Nuit / Fêtes — / — / — / —                            | Voy. / an —                                                         | Dépôt —                                                             |
| 725   | Desserte : —                                                             |                                                                     |                                                                     |                                                                     |                                                                     |                                                                     |                                                                     |                                                                     |                                                                     |
| 725   | Autre :                                                                  |                                                                     |                                                                     |                                                                     |                                                                     |                                                                     |                                                                     |                                                                     |                                                                     |
| 725   | Dernière actualisation : —                                               |                                                                     |                                                                     |                                                                     |                                                                     |                                                                     |                                                                     |                                                                     |                                                                     |
| 727   | Palais ⥋ Aywaille - Houssonloge                                          | Palais ⥋ Aywaille - Houssonloge                                     | Palais ⥋ Aywaille - Houssonloge                                     | Palais ⥋ Aywaille - Houssonloge                                     | Palais ⥋ Aywaille - Houssonloge                                     | Palais ⥋ Aywaille - Houssonloge                                     | Palais ⥋ Aywaille - Houssonloge                                     | Palais ⥋ Aywaille - Houssonloge                                     | Palais ⥋ Aywaille - Houssonloge                                     |
| 727   | Ouverture / Fermeture — / —                                              | Longueur —                                                          | Durée —                                                             | Nb. d’arrêts —                                                      | Matériel —                                                          | Jours de fonctionnement —                                           | Jour / Soir / Nuit / Fêtes — / — / — / —                            | Voy. / an —                                                         | Dépôt —                                                             |
| 727   | Desserte : —                                                             |                                                                     |                                                                     |                                                                     |                                                                     |                                                                     |                                                                     |                                                                     |                                                                     |
| 727   | Autre :                                                                  |                                                                     |                                                                     |                                                                     |                                                                     |                                                                     |                                                                     |                                                                     |                                                                     |
| 727   | Dernière actualisation : —                                               |                                                                     |                                                                     |                                                                     |                                                                     |                                                                     |                                                                     |                                                                     |                                                                     |
| 738   | Gare Centrale (SNCB) ⥋ Aubel                                             | Gare Centrale (SNCB) ⥋ Aubel                                        | Gare Centrale (SNCB) ⥋ Aubel                                        | Gare Centrale (SNCB) ⥋ Aubel                                        | Gare Centrale (SNCB) ⥋ Aubel                                        | Gare Centrale (SNCB) ⥋ Aubel                                        | Gare Centrale (SNCB) ⥋ Aubel                                        | Gare Centrale (SNCB) ⥋ Aubel                                        | Gare Centrale (SNCB) ⥋ Aubel                                        |
| 738   | Ouverture / Fermeture — / —                                              | Longueur —                                                          | Durée —                                                             | Nb. d’arrêts —                                                      | Matériel —                                                          | Jours de fonctionnement —                                           | Jour / Soir / Nuit / Fêtes — / — / — / —                            | Voy. / an —                                                         | Dépôt —                                                             |
| 738   | Desserte : —                                                             |                                                                     |                                                                     |                                                                     |                                                                     |                                                                     |                                                                     |                                                                     |                                                                     |
| 738   | Autre :                                                                  |                                                                     |                                                                     |                                                                     |                                                                     |                                                                     |                                                                     |                                                                     |                                                                     |
| 738   | Dernière actualisation : —                                               |                                                                     |                                                                     |                                                                     |                                                                     |                                                                     |                                                                     |                                                                     |                                                                     |

#### Autres lignes (14 à 948)
| Ligne | Trajet                                                           | Jours de circulation     | Note                           |
| ----- | ---------------------------------------------------------------- | ------------------------ | ------------------------------ |
| 14    | Eupen <> Aachen                                                  | TLJ                      |                                |
| 15    | Jemeppe-sur-Meuse <> Seraing                                     | L-V                      | Ligne scolaire                 |
| 16    | Glons / Emael <> Visé                                            | L-S                      |                                |
| 28    | Fléron <> Chaudfontaine <> Sart-Tilman                           | L-V                      |                                |
| 32    | Jemeppe-sur-Meuse <> Seraing (ext. Sart-Tilman CHU)              | TLJ                      |                                |
| 40    | Jemeppe-sur-Meuse <> Seraing                                     | L-S                      |                                |
| 41    | Mons-lez-Liège <> Jemeppe-sur-Meuse <> Ougrée (ext. Sart-Tilman) | TLJ                      |                                |
| 42    | Mons-lez-Liège <> Flémalle                                       | TLJ                      |                                |
| 45    | Jemeppe-sur-Meuse <> Engis (ext. Stockay)                        | TLJ                      |                                |
| 46    | Jemeppe-sur-Meuse <> Engis <> Amay                               | TLJ                      |                                |
| 46/   | Jemeppe-sur-Meuse <> Ivoz                                        | L-S                      |                                |
| 47    | Jemeppe-sur-Meuse <> Stockay                                     | TLJ                      |                                |
| 49    | Jemeppe-sur-Meuse <> Seraing                                     | L-V                      | Ligne scolaire                 |
| 50    | Herstal <> Visé                                                  | TLJ                      |                                |
| 56    | Jemeppe-sur-Meuse <> Rocourt                                     | L-V                      |                                |
| 62    | Aywaille <> Theux (ext. Spa)                                     | L-V                      | Ligne scolaire                 |
| 66    | Herstal <> Chênée                                                | L-V                      | Ligne scolaire                 |
| 86    | Jemeppe-sur-Meuse <> St-Georges <> Verlaine                      | L-V                      |                                |
| 87    | Ans <> Liers                                                     | L-V                      |                                |
| 91    | Flémalle <> Seraing <> Neuville                                  | L-V                      | Ligne scolaire                 |
| 92    | Warzée <> Comblain-au-Pont                                       | Jeudi                    | Ligne de marché                |
| 93    | Esneux <> Ouffet (ext. Warzée)                                   | L-V                      |                                |
| 95    | Plainevaux <> Rotheux <> Neuville                                | L-V                      | Ligne scolaire                 |
| 96    | Warzée <> Ocquier <> Ouffet                                      | L-V                      | Ligne scolaire                 |
| 97    | Huy <> Tinlot <> Hamoir (ext. St-Roch)                           | L-S                      |                                |
| 98    | Huy <> Wanze                                                     | L-V                      | Ligne scolaire                 |
| 99    | Ocquier <> Durbuy <> Bomal                                       | L-V                      | Ligne scolaire                 |
| 101   | Glons <> Bassenge <> Emael                                       | L-V                      | Bus local de Bassenge          |
| 102   | Huy                                                              | L-S                      | Cit'Huy Bus - Bus local de Huy |
| 103   | Huy <> Tihange                                                   | L-S                      | Bus local de Huy               |
| 104   | Juprelle                                                         | L-V                      | Bus local de Juprelle          |
| 105   | Grand-Rechain <> Xhendrelessee <> Herve                          | L-V                      | Ligne scolaire                 |
| 106   | Grand-Rechain <> Nessonvaux<> Herve                              | L-V                      | Ligne scolaire                 |
| 107   | Herve <> Saive (ext. Housse)                                     | L-V                      | Ligne scolaire                 |
| 108   | Herve <> Blégny <> Mortroux                                      | L-V                      | Ligne scolaire                 |
| 109   | Herve <> Micheroux <> Saive                                      | L-V                      | Ligne scolaire                 |
| 110   | Herve <> Blégny <> Barchon                                       | L-V                      | Ligne scolaire                 |
| 111   | Seraing                                                          | L-V                      | Bus local de Seraing           |
| 122   | Montegnée <> Tilleur <> St-Nicolas                               | L-V                      | Ligne scolaire                 |
| 127   | Huy <> Hannut <> Landen                                          | TLJ                      |                                |
| 128   | Hannut <> Waremme                                                | L-S                      |                                |
| 139   | Visé <> Aubel <> Montzen (ext. Welkenraedt)                      | L-S                      |                                |
| 142   | Comblain-au-Pont <> Trois-Ponts <> Gouvy                         | TLJ                      |                                |
| 143   | Huy <> Couthuin <> Andenne                                       | TLJ                      |                                |
| 144   | Huy <> Burdinne (ext. Hannut)                                    | TLJ                      |                                |
| 145   | Huy <> Omal <> Waremme                                           | TLJ                      |                                |
| 146   | Huy <> Antheit                                                   | TLJ                      |                                |
| 147   | Waremme <> Oreye                                                 | L-V                      |                                |
| 149   | Huy <> Fize-Fontaine (ext. Seraing-le-Château)                   | L-S                      |                                |
| 150   | Villers-le-Bouillet <> Warnant-Dreye                             | L-V                      | Ligne scolaire                 |
| 156   | St-Nicolas <> Tilleur                                            | L-V                      | Ligne scolaire                 |
| 158   | Chênée <> Sart-Tilman                                            | L-V                      |                                |
| 160   | Bressoux <> Jupille                                              | L-V                      | Ligne scolaire                 |
| 165   | Aywaille <> Hamoir                                               | L-S                      |                                |
| 173   | Visé <> Hermée <> Slins                                          | L-V                      | Ligne scolaire                 |
| 174   | Wihogne <> Rocourt (ext. Liège St-Lambert)                       | L-V                      | Ligne scolaire                 |
| 175   | Liège St-Lambert <> Alleur <> Oreye                              | TLJ                      |                                |
| 185   | Chapon-Seraing <> Flône                                          | L-V                      | Ligne scolaire                 |
| 238   | Charneux <> Herve                                                | L-V                      | Ligne scolaire                 |
| 242   | Lierneux <> Trois-Ponts                                          | L-V                      | Ligne scolaire                 |
| 245   | Waremme <> Verlaine (ext. Bodegnée)                              | L-V                      |                                |
| 247   | Oreye <> Otrange                                                 | L-V                      | Ligne scolaire                 |
| 248   | Liège-Guillemins <> Sart-Tilman                                  | L-V                      |                                |
| 249   | Huy <> Amay <> Flône                                             | L-V                      | Ligne scolaire                 |
| 265   | Aywaille <> Chevron <> Verleumont                                | L-S                      |                                |
| 268   | Fléron <> Soumagne                                               | TLJ                      |                                |
| 275   | Oreye <> Tongeren                                                | Jeudi                    | Ligne de marché                |
| 283   | Waremme <> Geer <> Hannut                                        | TLJ                      |                                |
| 284   | Waremme <> Fize                                                  | L-V                      | Ligne scolaire                 |
| 285   | Neuville <> Hermalle <> Flône                                    | L-V                      | Ligne scolaire                 |
| 286   | Verlaine <> St-Georges                                           | L-V                      | Ligne scolaire                 |
| 339   | Aubel <> St-Martens-Voeren                                       | L-V                      | Ligne scolaire                 |
| 342   | Combain-au-Pont <> Géromont                                      | L-V                      | Ligne scolaire                 |
| 362   | Aywaille <> Theux (ext. Spa)                                     | L-V                      | Ligne scolaire                 |
| 378   | Neuville <> Rotheux <> Esneux                                    | L-V                      | Ligne scolaire                 |
| 385   | Eupen <> Monschau <> Kalterherberg                               | Week-end et jours fériés |                                |
| 387   | Theux <> Jehanster                                               | L-V                      | Ligne scolaire                 |
| 389   | Beaufays <> Trooz <> Nessonvaux                                  | L-V                      | Ligne scolaire                 |
| 394   | Eupen <> Elsenborn <> St-Vith                                    | TLJ                      | Vennliner                      |
| 396   | Eupen <> Hergenrath <> Vaals                                     | TLJ                      |                                |
| 397   | Malmedy <> Xhoffraix                                             | L-S                      |                                |
| 398   | St-Vith <> Recht                                                 | L-V                      | Ligne scolaire                 |
| 399   | Spa <> Creppe                                                    | L-V                      | Ligne scolaire                 |
| 400   | St-Vith <> Sourbrodt                                             | L-V                      |                                |
| 401   | Vielsalm <> St-Vith <> Manderfeld (ext. Gd-Halleud)              | L-V                      |                                |
| 402   | St-Vith <> Lanserath                                             | L-V                      | Ligne scolaire                 |
| 403   | Amel <> Mirfeld                                                  | L-V                      | Ligne scolaire                 |
| 404   | Amel <> Medell                                                   | L-V                      | Ligne scolaire                 |
| 405   | Burnenville <> Masta                                             | L-V                      | Ligne scolaire                 |
| 406   | Rocherath <> Büllingen (ext. St-Vith)                            | L-V                      |                                |
| 439   | St-Martens-Voeren <> Veurs <> Moelingen                          | L-V                      | Ligne scolaire                 |
| 442   | Comblain-au-Pont <> Poulseur                                     | L-V                      | Ligne scolaire                 |
| 445   | Waremme <> Bettincourt                                           | L-V                      | Ligne scolaire                 |
| 465   | La Reid <> Aywaille (ext. Barvaux)                               | L-V                      | Ligne scolaire                 |
| 485   | Bierset <> Stockay                                               | L-V                      | Ligne scolaire                 |
| 488   | Spa                                                              | L-S                      | Ligne urbaine de Spa           |
| 495   | Reuland <> Lascheid <> St-Vith                                   | L-V                      | Ligne scolaire                 |
| 496   | Reuland <> Ouren <> St-Vith                                      | L-V                      | Ligne scolaire                 |
| 683   | Omal <> Hollogne <> Ligney                                       | L-V                      | Ligne scolaire                 |
| 684   | Noville <> Crisnée                                               | L-V                      | Ligne scolaire                 |
| 685   | Huy <> Flône                                                     | L-V                      | Ligne scolaire                 |
| 694   | Warzée <> Tinlot                                                 | L-V                      | Ligne scolaire                 |
| 695   | Bellevaux <> Stavelot                                            | L-V                      | Ligne scolaire                 |
| 710   | Kelmis <> Plombières <> Welkenraedt <> Eupen                     | TLJ                      |                                |
| 711   | Kelmis <> Moresnet <> Welkenraedt                                | L-S                      |                                |
| 712   | Thimister-Clermont <> Welkenraedt                                | L-V                      | Ligne scolaire                 |
| 713   | Henri-Chapelle <> Kelmis                                         | L-V                      | Ligne scolaire                 |
| 715   | Kelmis <> Lontzen <> Welkenraedt                                 | L-V                      |                                |
| 716   | Bilstain <> Membach <> Welkenraedt                               | L-V                      | Ligne scolaire                 |
| 722   | Eupen <> Raeren <> Köpfchen                                      | L-S                      |                                |
| 723   | Eupen <> Welkenraedt                                             | TLJ                      |                                |
| 728   | Heuset <> Hergenraedt <> Kelmis                                  | L-V                      |                                |
| 744   | Spa <> Sart <> Stavelot                                          | L-V                      | Ligne scolaire                 |
| 745   | Trois-Ponts <> Waimes <> Büllingen                               | TLJ                      |                                |
| 746   | Büllingen <> Manderfeld (ext. Holzheim)                          | L-V                      |                                |
| 747   | Recht <> St-Vith                                                 | L-V                      | Ligne scolaire                 |
| 748   | Sourbrodt <> Waimes <> St-Vith                                   | L-V                      |                                |
| 749   | Waimes <> Hepenbach                                              | L-V                      | Ligne scolaire                 |
| 750   | Spa <> Francorchamps <> Trois-Ponts                              | L-V                      | Ligne scolaire                 |
| 751   | Sart <> Francorchamps <> Stavelot                                | L-V                      | Ligne scolaire                 |
| 752   | Solwaster <> Francorchamps <> Trois-Ponts                        | L-V                      | Ligne scolaire                 |
| 753   | Stavelot <> Wanne                                                | L-V                      | Ligne scolaire                 |
| 795   | Malmedy <> Ligneuville                                           | L-V                      | Ligne scolaire                 |
| 825   | Eupen <> Nispert                                                 | TLJ                      | Ligne urbaine d'Eupen          |
| 845   | Bütgenbach <> Sourbrodt <> Malmedy (ext. Stavelot)               | L-V                      |                                |
| 848   | St-Vith <> Gouvy                                                 | L-V                      |                                |
| 948   | St-Vith <> Rödgen                                                | L-V                      | Ligne scolaire                 |

### Lignes Express
| Ligne | Caractéristiques | Caractéristiques                                                                                | Caractéristiques                                                                                | Caractéristiques                                                                                | Caractéristiques                                                                                  | Caractéristiques                                                                                | Caractéristiques                                                                                | Caractéristiques                                                                                | Caractéristiques                                                                                |
| E20   | Liège ⥋ Marloie | Liège ⥋ Marloie                                                                                 | Liège ⥋ Marloie                                                                                 | Liège ⥋ Marloie                                                                                 | Liège ⥋ Marloie                                                                                   | Liège ⥋ Marloie                                                                                 | Liège ⥋ Marloie                                                                                 | Liège ⥋ Marloie                                                                                 | Liège ⥋ Marloie                                                                                 |
| ----- | --- | ----------------------------------------------------------------------------------------------- | ----------------------------------------------------------------------------------------------- | ----------------------------------------------------------------------------------------------- | ------------------------------------------------------------------------------------------------- | ----------------------------------------------------------------------------------------------- | ----------------------------------------------------------------------------------------------- | ----------------------------------------------------------------------------------------------- | ----------------------------------------------------------------------------------------------- |
| E20   | Ouverture / Fermeture 29 avril 2019 / 1er octobre 2020 | Longueur 62,526 km                                                                              | Durée 1h20 min                                                                                  | Nb. d’arrêts 15                                                                                 | Matériel Neoplan Tourliner Iveco Crossway                                                         | Jours de fonctionnement L, Ma, Me, J, V                                                         | Jour / Soir / Nuit / Fêtes O / N / N / N                                                        | Voy. / an —                                                                                     | Dépôt Cie des Autobus Liégeois                                                                  |
| E20   | Desserte : Liège-Guillemins - Sart Tilman - Tinlot terminus partiel - Marloie |                                                                                                 |                                                                                                 |                                                                                                 |                                                                                                   |                                                                                                 |                                                                                                 |                                                                                                 |                                                                                                 |
| E20   | Autre : Numérotée ligne WEL W04 jusqu'au 30/09/2020. |                                                                                                 |                                                                                                 |                                                                                                 |                                                                                                   |                                                                                                 |                                                                                                 |                                                                                                 |                                                                                                 |
| E20   | Dernière actualisation : — |                                                                                                 |                                                                                                 |                                                                                                 |                                                                                                   |                                                                                                 |                                                                                                 |                                                                                                 |                                                                                                 |
| E21   | Z.I. Les Plénesses - Verviers Gare Centrale (SNCB) ⥋ Malmedy Gare terminus partiel - Butgenbach | Z.I. Les Plénesses - Verviers Gare Centrale (SNCB) ⥋ Malmedy Gare terminus partiel - Butgenbach | Z.I. Les Plénesses - Verviers Gare Centrale (SNCB) ⥋ Malmedy Gare terminus partiel - Butgenbach | Z.I. Les Plénesses - Verviers Gare Centrale (SNCB) ⥋ Malmedy Gare terminus partiel - Butgenbach | Z.I. Les Plénesses - Verviers Gare Centrale (SNCB) ⥋ Malmedy Gare terminus partiel - Butgenbach   | Z.I. Les Plénesses - Verviers Gare Centrale (SNCB) ⥋ Malmedy Gare terminus partiel - Butgenbach | Z.I. Les Plénesses - Verviers Gare Centrale (SNCB) ⥋ Malmedy Gare terminus partiel - Butgenbach | Z.I. Les Plénesses - Verviers Gare Centrale (SNCB) ⥋ Malmedy Gare terminus partiel - Butgenbach | Z.I. Les Plénesses - Verviers Gare Centrale (SNCB) ⥋ Malmedy Gare terminus partiel - Butgenbach |
| E21   | Ouverture / Fermeture 1er octobre 2020 / — | Longueur —                                                                                      | Durée 65 min                                                                                    | Nb. d’arrêts 10                                                                                 | Matériel —                                                                                        | Jours de fonctionnement L, Ma, Me, J, V                                                         | Jour / Soir / Nuit / Fêtes O / N / N / N                                                        | Voy. / an —                                                                                     | Dépôt —                                                                                         |
| E21   | Desserte : Z.I. Les Plénesses - Verviers - Sart-lez-Spa - Malmedy - Waimes - Butgenbach |                                                                                                 |                                                                                                 |                                                                                                 |                                                                                                   |                                                                                                 |                                                                                                 |                                                                                                 |                                                                                                 |
| E21   | Autre : |                                                                                                 |                                                                                                 |                                                                                                 |                                                                                                   |                                                                                                 |                                                                                                 |                                                                                                 |                                                                                                 |
| E21   | Dernière actualisation : — |                                                                                                 |                                                                                                 |                                                                                                 |                                                                                                   |                                                                                                 |                                                                                                 |                                                                                                 |                                                                                                 |
| E22   | Huy ⥋ Waremme | Huy ⥋ Waremme                                                                                   | Huy ⥋ Waremme                                                                                   | Huy ⥋ Waremme                                                                                   | Huy ⥋ Waremme                                                                                     | Huy ⥋ Waremme                                                                                   | Huy ⥋ Waremme                                                                                   | Huy ⥋ Waremme                                                                                   | Huy ⥋ Waremme                                                                                   |
| E22   | Ouverture / Fermeture 1er septembre 2021 / — | Longueur —                                                                                      | Durée 39 min                                                                                    | Nb. d’arrêts 7                                                                                  | Matériel Mercedes Sprinter Setra S415 LE Business MAN Lion's Intercity MAN Lion's Intercity LE 12 | Jours de fonctionnement L, Ma, Me, J, V, S                                                      | Jour / Soir / Nuit / Fêtes O / N / N / N                                                        | Voy. / an —                                                                                     | Dépôt Gohy & Cie                                                                                |
| E22   | Desserte : Huy - Villers-le-Bouillet - Waremme |                                                                                                 |                                                                                                 |                                                                                                 |                                                                                                   |                                                                                                 |                                                                                                 |                                                                                                 |                                                                                                 |
| E22   | Autre : |                                                                                                 |                                                                                                 |                                                                                                 |                                                                                                   |                                                                                                 |                                                                                                 |                                                                                                 |                                                                                                 |
| E22   | Dernière actualisation : — |                                                                                                 |                                                                                                 |                                                                                                 |                                                                                                   |                                                                                                 |                                                                                                 |                                                                                                 |                                                                                                 |
| E69   | E69 Liège - Bastogne - Arlon | E69 Liège - Bastogne - Arlon                                                                    | E69 Liège - Bastogne - Arlon                                                                    | E69 Liège - Bastogne - Arlon                                                                    | E69 Liège - Bastogne - Arlon                                                                      | E69 Liège - Bastogne - Arlon                                                                    | E69 Liège - Bastogne - Arlon                                                                    | E69 Liège - Bastogne - Arlon                                                                    | E69 Liège - Bastogne - Arlon                                                                    |
| E69   | Liège-Guillemins ⥋ Gare d'Arlon |                                                                                                 |                                                                                                 |                                                                                                 |                                                                                                   |                                                                                                 |                                                                                                 |                                                                                                 |                                                                                                 |
| E69   | Ouverture / Fermeture 1er septembre 2020 / — | Longueur —                                                                                      | Durée 2h15 min                                                                                  | Nb. d’arrêts 22                                                                                 | Matériel —                                                                                        | Jours de fonctionnement —                                                                       | Jour / Soir / Nuit / Fêtes — / — / — / —                                                        | Voy. / an —                                                                                     | Dépôt —                                                                                         |
| E69   | Desserte : Liège - Remouchamps - Manhay - Fraiture - Bastogne - Martelange - Arlon |                                                                                                 |                                                                                                 |                                                                                                 |                                                                                                   |                                                                                                 |                                                                                                 |                                                                                                 |                                                                                                 |
| E69   | Évolution : Le 23 avril 2019, l'OTW met en place des lignes express sous l’appellation Wallonia Easy Line (WEL). La ligne W02 est mise en place entre Bastogne et Arlon. Au 1er octobre 2020, le réseau évolue et la ligne est renumérotée E69, toujours avec le trajet Bastogne - Arlon. Le 1er septembre 2021, la ligne 1011 Liège - Athus est fusionnée à la E69, devenant ainsi la ligne E69 Liège - Bastogne - Arlon. Le trajet entre Arlon et Athus est abandonné au profit d'une ligne régulière du TEC Namur-Luxembourg. Autre : La ligne est exploitée par le TEC Namur-Luxembourg. |                                                                                                 |                                                                                                 |                                                                                                 |                                                                                                   |                                                                                                 |                                                                                                 |                                                                                                 |                                                                                                 |
| E69   | Dernière actualisation : — |                                                                                                 |                                                                                                 |                                                                                                 |                                                                                                   |                                                                                                 |                                                                                                 |                                                                                                 |                                                                                                 |
| E84   | Namur Gare (SNCB) ⥋ Waremme Gare (SNCB) | Namur Gare (SNCB) ⥋ Waremme Gare (SNCB)                                                         | Namur Gare (SNCB) ⥋ Waremme Gare (SNCB)                                                         | Namur Gare (SNCB) ⥋ Waremme Gare (SNCB)                                                         | Namur Gare (SNCB) ⥋ Waremme Gare (SNCB)                                                           | Namur Gare (SNCB) ⥋ Waremme Gare (SNCB)                                                         | Namur Gare (SNCB) ⥋ Waremme Gare (SNCB)                                                         | Namur Gare (SNCB) ⥋ Waremme Gare (SNCB)                                                         | Namur Gare (SNCB) ⥋ Waremme Gare (SNCB)                                                         |
| E84   | Ouverture / Fermeture — / — | Longueur —                                                                                      | Durée —                                                                                         | Nb. d’arrêts 13                                                                                 | Matériel —                                                                                        | Jours de fonctionnement L, Ma, Me, J, V, S, D                                                   | Jour / Soir / Nuit / Fêtes O / N / N / N                                                        | Voy. / an —                                                                                     | Dépôt —                                                                                         |
| E84   | Desserte : Namur - Burdinne - Hannut - Waremme |                                                                                                 |                                                                                                 |                                                                                                 |                                                                                                   |                                                                                                 |                                                                                                 |                                                                                                 |                                                                                                 |
| E84   | Autre : La ligne est exploitée par le TEC Namur-Luxembourg |                                                                                                 |                                                                                                 |                                                                                                 |                                                                                                   |                                                                                                 |                                                                                                 |                                                                                                 |                                                                                                 |
| E84   | Dernière actualisation : — |                                                                                                 |                                                                                                 |                                                                                                 |                                                                                                   |                                                                                                 |                                                                                                 |                                                                                                 |                                                                                                 |

## Lignes de pénétration desservant la province de Liège

### Lignes exploitées par le TEC Namur-Luxembourg
| Ligne | Caractéristiques                                                                                                | Caractéristiques                                       | Caractéristiques                                       | Caractéristiques                                       | Caractéristiques | Caractéristiques                                       | Caractéristiques                                       | Caractéristiques                                       | Caractéristiques                                       |
| 10    | Manhay Dépôt ⥋ Aywaille                                                                                         | Manhay Dépôt ⥋ Aywaille                                | Manhay Dépôt ⥋ Aywaille                                | Manhay Dépôt ⥋ Aywaille                                | Manhay Dépôt ⥋ Aywaille                                                                                              | Manhay Dépôt ⥋ Aywaille                                | Manhay Dépôt ⥋ Aywaille                                | Manhay Dépôt ⥋ Aywaille                                | Manhay Dépôt ⥋ Aywaille                                |
| ----- | --- | ------------------------------------------------------ | ------------------------------------------------------ | ------------------------------------------------------ | --- | ------------------------------------------------------ | ------------------------------------------------------ | ------------------------------------------------------ | ------------------------------------------------------ |
| 10    | Ouverture / Fermeture — / —                                                                                     | Longueur —                                             | Durée 63 min                                           | Nb. d’arrêts —                                         | Matériel — | Jours de fonctionnement L, Ma, Me, J, V, S             | Jour / Soir / Nuit / Fêtes O / N / N / N               | Voy. / an —                                            | Dépôt Manhay                                           |
| 10    | Desserte : Manhay Dépôt TEC - Ferrières - Xhoris - Aywaille gare                                                |                                                        |                                                        |                                                        | |                                                        |                                                        |                                                        |                                                        |
| 10    | Autre : |                                                        |                                                        |                                                        | |                                                        |                                                        |                                                        |                                                        |
| 10    | Dernière actualisation : —                                                                                      |                                                        |                                                        |                                                        | |                                                        |                                                        |                                                        |                                                        |
| 10/2  | Remouchamps ⥋ Barvaux-sur-Ourthe / Bomal                                                                        | Remouchamps ⥋ Barvaux-sur-Ourthe / Bomal               | Remouchamps ⥋ Barvaux-sur-Ourthe / Bomal               | Remouchamps ⥋ Barvaux-sur-Ourthe / Bomal               | Remouchamps ⥋ Barvaux-sur-Ourthe / Bomal                                                                             | Remouchamps ⥋ Barvaux-sur-Ourthe / Bomal               | Remouchamps ⥋ Barvaux-sur-Ourthe / Bomal               | Remouchamps ⥋ Barvaux-sur-Ourthe / Bomal               | Remouchamps ⥋ Barvaux-sur-Ourthe / Bomal               |
| 10/2  | Ouverture / Fermeture — / —                                                                                     | Longueur —                                             | Durée 75 min                                           | Nb. d’arrêts —                                         | Matériel — | Jours de fonctionnement L, Ma, Me, J, V                | Jour / Soir / Nuit / Fêtes O / N / N / N               | Voy. / an —                                            | Dépôt Manhay                                           |
| 10/2  | Desserte : Remouchamps - Aywaille - Xhoris - Hamoir - Verlaine-sur-Ourthe - Durbuy - Barvaux-sur-Ourthe / Bomal |                                                        |                                                        |                                                        | |                                                        |                                                        |                                                        |                                                        |
| 10/2  | Autre : Cette ligne a un itinéraire différent en fonction du jour et de l'heure.                                |                                                        |                                                        |                                                        | |                                                        |                                                        |                                                        |                                                        |
| 10/2  | Dernière actualisation : —                                                                                      |                                                        |                                                        |                                                        | |                                                        |                                                        |                                                        |                                                        |
| 10/3  | Manhay Dépôt ⥋ Bomal                                                                                            | Manhay Dépôt ⥋ Bomal                                   | Manhay Dépôt ⥋ Bomal                                   | Manhay Dépôt ⥋ Bomal                                   | Manhay Dépôt ⥋ Bomal                                                                                                 | Manhay Dépôt ⥋ Bomal                                   | Manhay Dépôt ⥋ Bomal                                   | Manhay Dépôt ⥋ Bomal                                   | Manhay Dépôt ⥋ Bomal                                   |
| 10/3  | Ouverture / Fermeture — / —                                                                                     | Longueur —                                             | Durée 79 min                                           | Nb. d’arrêts —                                         | Matériel — | Jours de fonctionnement L, Ma, Me, J, V                | Jour / Soir / Nuit / Fêtes O / N / N / N               | Voy. / an —                                            | Dépôt Manhay                                           |
| 10/3  | Desserte : Manhay - Ferrières - Werbomont -Barvaux                                                              |                                                        |                                                        |                                                        | |                                                        |                                                        |                                                        |                                                        |
| 10/3  | Autre : |                                                        |                                                        |                                                        | |                                                        |                                                        |                                                        |                                                        |
| 10/3  | Dernière actualisation : —                                                                                      |                                                        |                                                        |                                                        | |                                                        |                                                        |                                                        |                                                        |
| 12    | Namur ⥋ Andenne terminus partiel / Huy                                                                          | Namur ⥋ Andenne terminus partiel / Huy                 | Namur ⥋ Andenne terminus partiel / Huy                 | Namur ⥋ Andenne terminus partiel / Huy                 | Namur ⥋ Andenne terminus partiel / Huy                                                                               | Namur ⥋ Andenne terminus partiel / Huy                 | Namur ⥋ Andenne terminus partiel / Huy                 | Namur ⥋ Andenne terminus partiel / Huy                 | Namur ⥋ Andenne terminus partiel / Huy                 |
| 12    | Ouverture / Fermeture — / —                                                                                     | Longueur —                                             | Durée 58 min                                           | Nb. d’arrêts —                                         | Matériel Jonckheere S2000T Vanhool A330 Vanhool New A330 Jonckheere Transit 2000 Volvo S-Charge Mercedes Citaro G II | Jours de fonctionnement L, Ma, Me, J, V                | Jour / Soir / Nuit / Fêtes O / O / N / O               | Voy. / an —                                            | Andenne, Ohey, Forville, Havelange —                   |
| 12    | Desserte : Namur - Sclayn - Andenne - Ben-Ahin - Huy                                                            |                                                        |                                                        |                                                        | |                                                        |                                                        |                                                        |                                                        |
| 12    | Autre : Cette ligne a un itinéraire différent en fonction du jour et de l'heure.                                |                                                        |                                                        |                                                        | |                                                        |                                                        |                                                        |                                                        |
| 12    | Dernière actualisation : —                                                                                      |                                                        |                                                        |                                                        | |                                                        |                                                        |                                                        |                                                        |
| 14    | Manhay ⥋ Vielsalm                                                                                               | Manhay ⥋ Vielsalm                                      | Manhay ⥋ Vielsalm                                      | Manhay ⥋ Vielsalm                                      | Manhay ⥋ Vielsalm | Manhay ⥋ Vielsalm                                      | Manhay ⥋ Vielsalm                                      | Manhay ⥋ Vielsalm                                      | Manhay ⥋ Vielsalm                                      |
| 14    | Ouverture / Fermeture — / —                                                                                     | Longueur —                                             | Durée 46 min                                           | Nb. d’arrêts —                                         | Matériel — | Jours de fonctionnement L, Ma, Me, J, V                | Jour / Soir / Nuit / Fêtes O / N / N / N               | Voy. / an —                                            | Dépôt Manhay, Satracom                                 |
| 14    | Desserte : Manhay - Lierneux - Vielsalm                                                                         |                                                        |                                                        |                                                        | |                                                        |                                                        |                                                        |                                                        |
| 14    | Autre : Cette ligne a un itinéraire différent en fonction du jour et de l'heure.                                |                                                        |                                                        |                                                        | |                                                        |                                                        |                                                        |                                                        |
| 14    | Dernière actualisation : —                                                                                      |                                                        |                                                        |                                                        | |                                                        |                                                        |                                                        |                                                        |
| 14/1  | Chevron ⥋ Manhay                                                                                                | Chevron ⥋ Manhay                                       | Chevron ⥋ Manhay                                       | Chevron ⥋ Manhay                                       | Chevron ⥋ Manhay | Chevron ⥋ Manhay                                       | Chevron ⥋ Manhay                                       | Chevron ⥋ Manhay                                       | Chevron ⥋ Manhay                                       |
| 14/1  | Ouverture / Fermeture — / —                                                                                     | Longueur —                                             | Durée 54 min                                           | Nb. d’arrêts —                                         | Matériel — | Jours de fonctionnement L, Ma, Me, J, V                | Jour / Soir / Nuit / Fêtes O / N / N / N               | Voy. / an —                                            | Dépôt Manhay, Satracom                                 |
| 14/1  | Desserte : Chevron - Werbomont - Harre - Manhay                                                                 |                                                        |                                                        |                                                        | |                                                        |                                                        |                                                        |                                                        |
| 14/1  | Autre : Cette ligne a un itinéraire différent en fonction du jour et de l'heure.                                |                                                        |                                                        |                                                        | |                                                        |                                                        |                                                        |                                                        |
| 14/1  | Dernière actualisation : —                                                                                      |                                                        |                                                        |                                                        | |                                                        |                                                        |                                                        |                                                        |
| 14/3  | Manhay ⥋ Lierneux                                                                                               | Manhay ⥋ Lierneux                                      | Manhay ⥋ Lierneux                                      | Manhay ⥋ Lierneux                                      | Manhay ⥋ Lierneux | Manhay ⥋ Lierneux                                      | Manhay ⥋ Lierneux                                      | Manhay ⥋ Lierneux                                      | Manhay ⥋ Lierneux                                      |
| 14/3  | Ouverture / Fermeture — / —                                                                                     | Longueur —                                             | Durée —                                                | Nb. d’arrêts —                                         | Matériel — | Jours de fonctionnement L, Ma, Me, J, V                | Jour / Soir / Nuit / Fêtes O / N / N / N               | Voy. / an —                                            | Dépôt Satracom                                         |
| 14/3  | Desserte : Manhay Athénée - Bra-sur-Lienne - Odrimont - Lierneux École                                          |                                                        |                                                        |                                                        | |                                                        |                                                        |                                                        |                                                        |
| 14/3  | Autre : Cette ligne a un itinéraire différent en fonction du jour et de l'heure.                                |                                                        |                                                        |                                                        | |                                                        |                                                        |                                                        |                                                        |
| 14/3  | Dernière actualisation : —                                                                                      |                                                        |                                                        |                                                        | |                                                        |                                                        |                                                        |                                                        |
| 815   | Forville ⥋ Hannut                                                                                               | Forville ⥋ Hannut                                      | Forville ⥋ Hannut                                      | Forville ⥋ Hannut                                      | Forville ⥋ Hannut | Forville ⥋ Hannut                                      | Forville ⥋ Hannut                                      | Forville ⥋ Hannut                                      | Forville ⥋ Hannut                                      |
| 815   | Ouverture / Fermeture 1er septembre 2012 / —                                                                    | Longueur —                                             | Durée 45 min                                           | Nb. d’arrêts 38                                        | Matériel — | Jours de fonctionnement L, Ma, Me, J, V, S             | Jour / Soir / Nuit / Fêtes O / N / N / N               | Voy. / an —                                            | Dépôt Forville, Mehaigne, Cintra                       |
| 815   | Desserte : Hannut - Meeffe - Forville                                                                           |                                                        |                                                        |                                                        | |                                                        |                                                        |                                                        |                                                        |
| 815   | Autre : Cette ligne a un itinéraire différent en fonction du jour et de l'heure.                                |                                                        |                                                        |                                                        | |                                                        |                                                        |                                                        |                                                        |
| 815   | Dernière actualisation : —                                                                                      |                                                        |                                                        |                                                        | |                                                        |                                                        |                                                        |                                                        |
| 816   | Namur ⥋ Meeffe                                                                                                  | Namur ⥋ Meeffe                                         | Namur ⥋ Meeffe                                         | Namur ⥋ Meeffe                                         | Namur ⥋ Meeffe | Namur ⥋ Meeffe                                         | Namur ⥋ Meeffe                                         | Namur ⥋ Meeffe                                         | Namur ⥋ Meeffe                                         |
| 816   | Ouverture / Fermeture 1er septembre 2012 / —                                                                    | Longueur —                                             | Durée 45 min                                           | Nb. d’arrêts 45                                        | Matériel Jonckheere S2000T Vanhool A330 Mercedes Citaro G C2 Vanhool New A330                                        | Jours de fonctionnement L, Ma, Me, J, V, S, D          | Jour / Soir / Nuit / Fêtes O / N / N / O               | Voy. / an —                                            | Dépôt Andenne, Forville, Autobus Latour, Cintra        |
| 816   | Desserte : Namur - Forville - Meeffe                                                                            |                                                        |                                                        |                                                        | |                                                        |                                                        |                                                        |                                                        |
| 816   | Autre : |                                                        |                                                        |                                                        | |                                                        |                                                        |                                                        |                                                        |
| 816   | Dernière actualisation : —                                                                                      |                                                        |                                                        |                                                        | |                                                        |                                                        |                                                        |                                                        |
| 17    | Namur ⥋ Acosse                                                                                                  | Namur ⥋ Acosse                                         | Namur ⥋ Acosse                                         | Namur ⥋ Acosse                                         | Namur ⥋ Acosse | Namur ⥋ Acosse                                         | Namur ⥋ Acosse                                         | Namur ⥋ Acosse                                         | Namur ⥋ Acosse                                         |
| 17    | Ouverture / Fermeture — / —                                                                                     | Longueur —                                             | Durée —                                                | Nb. d’arrêts —                                         | Matériel Jonckheere S2000T Vanhool A330 Jonckheere Transit 2000 G Mercedes Citaro G C2 Vanhool New A330              | Jours de fonctionnement L, Ma, Me, J, V, S             | Jour / Soir / Nuit / Fêtes O / N / N / N               | Voy. / an —                                            | Dépôt Andenne, Forville                                |
| 17    | Desserte : Namur - Burdinne - Acosse                                                                            |                                                        |                                                        |                                                        | |                                                        |                                                        |                                                        |                                                        |
| 17    | Autre : |                                                        |                                                        |                                                        | |                                                        |                                                        |                                                        |                                                        |
| 17    | Dernière actualisation : —                                                                                      |                                                        |                                                        |                                                        | |                                                        |                                                        |                                                        |                                                        |
| 18    | Forville ⥋ Huy                                                                                                  | Forville ⥋ Huy                                         | Forville ⥋ Huy                                         | Forville ⥋ Huy                                         | Forville ⥋ Huy | Forville ⥋ Huy                                         | Forville ⥋ Huy                                         | Forville ⥋ Huy                                         | Forville ⥋ Huy                                         |
| 18    | Ouverture / Fermeture — / —                                                                                     | Longueur —                                             | Durée —                                                | Nb. d’arrêts —                                         | Matériel Jonckheere S2000T Vanhool A330 Vanhool New A330 Jonckheere Transit 2000 Volvo S-Charge                      | Jours de fonctionnement L, Ma, Me, J, V, S             | Jour / Soir / Nuit / Fêtes O / O / N / N               | Voy. / an —                                            | Dépôt Forville                                         |
| 18    | Desserte : Huy-Statte-Wanze-Moha- Forville                                                                      |                                                        |                                                        |                                                        | |                                                        |                                                        |                                                        |                                                        |
| 18    | Autre : Cette ligne a un itinéraire différent en fonction du jour et de l'heure.                                |                                                        |                                                        |                                                        | |                                                        |                                                        |                                                        |                                                        |
| 18    | Dernière actualisation : —                                                                                      |                                                        |                                                        |                                                        | |                                                        |                                                        |                                                        |                                                        |
| 19    | Andenne ⥋ Landenne terminus partiel / Forville                                                                  | Andenne ⥋ Landenne terminus partiel / Forville         | Andenne ⥋ Landenne terminus partiel / Forville         | Andenne ⥋ Landenne terminus partiel / Forville         | Andenne ⥋ Landenne terminus partiel / Forville                                                                       | Andenne ⥋ Landenne terminus partiel / Forville         | Andenne ⥋ Landenne terminus partiel / Forville         | Andenne ⥋ Landenne terminus partiel / Forville         | Andenne ⥋ Landenne terminus partiel / Forville         |
| 19    | Ouverture / Fermeture — / —                                                                                     | Longueur —                                             | Durée 29-59 min                                        | Nb. d’arrêts —                                         | Matériel Jonckheere S2000T Vanhool A330 Vanhool New A330 Jonckheere Transit 2000 Volvo S-Charge                      | Jours de fonctionnement L, Ma, Me, J, V, S             | Jour / Soir / Nuit / Fêtes O / N / N / N               | Voy. / an —                                            | Dépôt Andenne - Ohey - Forville                        |
| 19    | Desserte : Andenne - Héron - Forville                                                                           |                                                        |                                                        |                                                        | |                                                        |                                                        |                                                        |                                                        |
| 19    | Autre : Cette ligne a un itinéraire différent en fonction du jour et de l'heure.                                |                                                        |                                                        |                                                        | |                                                        |                                                        |                                                        |                                                        |
| 19    | Dernière actualisation : —                                                                                      |                                                        |                                                        |                                                        | |                                                        |                                                        |                                                        |                                                        |
| 126a  | Huy ⥋ Havelange dépôt                                                                                           | Huy ⥋ Havelange dépôt                                  | Huy ⥋ Havelange dépôt                                  | Huy ⥋ Havelange dépôt                                  | Huy ⥋ Havelange dépôt                                                                                                | Huy ⥋ Havelange dépôt                                  | Huy ⥋ Havelange dépôt                                  | Huy ⥋ Havelange dépôt                                  | Huy ⥋ Havelange dépôt                                  |
| 126a  | Ouverture / Fermeture — / —                                                                                     | Longueur —                                             | Durée —                                                | Nb. d’arrêts —                                         | Matériel Jonckheere S2000T Vanhool A330                                                                              | Jours de fonctionnement L, Ma, Me, J, V, S             | Jour / Soir / Nuit / Fêtes O / N / N / N               | Voy. / an —                                            | Dépôt Andenne - Forville - Havelange privé             |
| 126a  | Desserte : Huy - Ben-Ahin - Marchin - Clavier - Havelange                                                       |                                                        |                                                        |                                                        | |                                                        |                                                        |                                                        |                                                        |
| 126a  | Autre : |                                                        |                                                        |                                                        | |                                                        |                                                        |                                                        |                                                        |
| 126a  | Dernière actualisation : —                                                                                      |                                                        |                                                        |                                                        | |                                                        |                                                        |                                                        |                                                        |
| 126b  | Havelange dépôt ⥋ Ciney SNCB                                                                                    | Havelange dépôt ⥋ Ciney SNCB                           | Havelange dépôt ⥋ Ciney SNCB                           | Havelange dépôt ⥋ Ciney SNCB                           | Havelange dépôt ⥋ Ciney SNCB                                                                                         | Havelange dépôt ⥋ Ciney SNCB                           | Havelange dépôt ⥋ Ciney SNCB                           | Havelange dépôt ⥋ Ciney SNCB                           | Havelange dépôt ⥋ Ciney SNCB                           |
| 126b  | Ouverture / Fermeture — / —                                                                                     | Longueur —                                             | Durée —                                                | Nb. d’arrêts —                                         | Matériel Jonckheere S2000T Vanhool A330                                                                              | Jours de fonctionnement L, Ma, Me, J, V, S             | Jour / Soir / Nuit / Fêtes O / N / N / N               | Voy. / an —                                            | Dépôt Andenne - Forville - Havelange privé             |
| 126b  | Desserte : Ciney - Mohiville - Hamois- Havelange                                                                |                                                        |                                                        |                                                        | |                                                        |                                                        |                                                        |                                                        |
| 126b  | Autre : |                                                        |                                                        |                                                        | |                                                        |                                                        |                                                        |                                                        |
| 126b  | Dernière actualisation : —                                                                                      |                                                        |                                                        |                                                        | |                                                        |                                                        |                                                        |                                                        |
| 1011  | Liège Opéra ⥋ Arlon gare terminus partiel / Athus gare                                                          | Liège Opéra ⥋ Arlon gare terminus partiel / Athus gare | Liège Opéra ⥋ Arlon gare terminus partiel / Athus gare | Liège Opéra ⥋ Arlon gare terminus partiel / Athus gare | Liège Opéra ⥋ Arlon gare terminus partiel / Athus gare                                                               | Liège Opéra ⥋ Arlon gare terminus partiel / Athus gare | Liège Opéra ⥋ Arlon gare terminus partiel / Athus gare | Liège Opéra ⥋ Arlon gare terminus partiel / Athus gare | Liège Opéra ⥋ Arlon gare terminus partiel / Athus gare |
| 1011  | Ouverture / Fermeture 1949 / —                                                                                  | Longueur 151 km                                        | Durée 188 min                                          | Nb. d’arrêts —                                         | Matériel — | Jours de fonctionnement L, Ma, Me, J, V, S, D          | Jour / Soir / Nuit / Fêtes O / O / N / O               | Voy. / an —                                            | Dépôt LIM Collard-Lambert                              |
| 1011  | Desserte : Liège - Chênée - Manhay - Houffalize - Bastogne sud - Martelange - Arlon - Athus                     |                                                        |                                                        |                                                        | |                                                        |                                                        |                                                        |                                                        |
| 1011  | Autre : - Ligne express - Tarification "Horizon +"                                                              |                                                        |                                                        |                                                        | |                                                        |                                                        |                                                        |                                                        |
| 1011  | Dernière actualisation : —                                                                                      |                                                        |                                                        |                                                        | |                                                        |                                                        |                                                        |                                                        |

### Lignes exploitées par le TEC Brabant Wallon
| Ligne | Caractéristiques                                                                     | Caractéristiques   | Caractéristiques   | Caractéristiques   | Caractéristiques   | Caractéristiques                              | Caractéristiques                         | Caractéristiques   | Caractéristiques      |
| 148   | Gembloux ⥋ Landen                                                                    | Gembloux ⥋ Landen  | Gembloux ⥋ Landen  | Gembloux ⥋ Landen  | Gembloux ⥋ Landen  | Gembloux ⥋ Landen                             | Gembloux ⥋ Landen                        | Gembloux ⥋ Landen  | Gembloux ⥋ Landen     |
| ----- | ------------------------------------------------------------------------------------ | ------------------ | ------------------ | ------------------ | ------------------ | --------------------------------------------- | ---------------------------------------- | ------------------ | --------------------- |
| 148   | Ouverture / Fermeture — / —                                                          | Longueur —         | Durée —            | Nb. d’arrêts —     | Matériel —         | Jours de fonctionnement L, Ma, Me, J, V, S, D | Jour / Soir / Nuit / Fêtes O / O / N / O | Voy. / an —        | Dépôt Jodoigne Cintra |
| 148   | Desserte : Gembloux - Thorembais-Saint-Trond - Perwez - Ramillies - Hannut - Lincent |                    |                    |                    |                    |                                               |                                          |                    |                       |
| 148   | Autre : Cette ligne a un itinéraire différent en fonction du jour et de l'heure.     |                    |                    |                    |                    |                                               |                                          |                    |                       |
| 148   | Dernière actualisation : —                                                           |                    |                    |                    |                    |                                               |                                          |                    |                       |
| 339   | Hannut ⥋ Tirlemont                                                                   | Hannut ⥋ Tirlemont | Hannut ⥋ Tirlemont | Hannut ⥋ Tirlemont | Hannut ⥋ Tirlemont | Hannut ⥋ Tirlemont                            | Hannut ⥋ Tirlemont                       | Hannut ⥋ Tirlemont | Hannut ⥋ Tirlemont    |
| 339   | Ouverture / Fermeture — / —                                                          | Longueur —         | Durée 35 min       | Nb. d’arrêts —     | Matériel —         | Jours de fonctionnement L, Ma, Me, J, V, S, D | Jour / Soir / Nuit / Fêtes O / N / N / O | Voy. / an —        | Dépôt Cintra          |
| 339   | Desserte : Hannut - Lincent - Noduwez - Ezemaal - Tirlemont                          |                    |                    |                    |                    |                                               |                                          |                    |                       |
| 339   | Autre : Cette ligne a un itinéraire différent en fonction du jour et de l'heure.     |                    |                    |                    |                    |                                               |                                          |                    |                       |
| 339   | Dernière actualisation : —                                                           |                    |                    |                    |                    |                                               |                                          |                    |                       |
| 610   | Hannut ⥋ Jodoigne                                                                    | Hannut ⥋ Jodoigne  | Hannut ⥋ Jodoigne  | Hannut ⥋ Jodoigne  | Hannut ⥋ Jodoigne  | Hannut ⥋ Jodoigne                             | Hannut ⥋ Jodoigne                        | Hannut ⥋ Jodoigne  | Hannut ⥋ Jodoigne     |
| 610   | Ouverture / Fermeture — / —                                                          | Longueur —         | Durée 50 min       | Nb. d’arrêts —     | Matériel —         | Jours de fonctionnement L, Ma, Me, J, V       | Jour / Soir / Nuit / Fêtes O / N / N / N | Voy. / an —        | Dépôt Cintra          |
| 610   | Desserte : Hannut - Thisnes - Orp-le-Grand - Herbais - Jodoigne                      |                    |                    |                    |                    |                                               |                                          |                    |                       |
| 610   | Autre : Cette ligne a un itinéraire différent en fonction du jour et de l'heure.     |                    |                    |                    |                    |                                               |                                          |                    |                       |
| 610   | Dernière actualisation : —                                                           |                    |                    |                    |                    |                                               |                                          |                    |                       |

### Lignes exploitées par De Lijn
| Ligne | Caractéristiques | Caractéristiques                                    | Caractéristiques                                    | Caractéristiques                                    | Caractéristiques                                           | Caractéristiques                                    | Caractéristiques                                    | Caractéristiques                                    | Caractéristiques                                                    |
| 18    | Bilzen ⥋ Kanne | Bilzen ⥋ Kanne                                      | Bilzen ⥋ Kanne                                      | Bilzen ⥋ Kanne                                      | Bilzen ⥋ Kanne                                             | Bilzen ⥋ Kanne                                      | Bilzen ⥋ Kanne                                      | Bilzen ⥋ Kanne                                      | Bilzen ⥋ Kanne                                                      |
| ----- | --- | --------------------------------------------------- | --------------------------------------------------- | --------------------------------------------------- | ---------------------------------------------------------- | --------------------------------------------------- | --------------------------------------------------- | --------------------------------------------------- | ------------------------------------------------------------------- |
| 18    | Ouverture / Fermeture — / — | Longueur —                                          | Durée 54 min                                        | Nb. d’arrêts 57                                     | Matériel —                                                 | Jours de fonctionnement L, Ma, Me, J, V             | Jour / Soir / Nuit / Fêtes O / N / N / N            | Voy. / an —                                         | Dépôt De Lijn Limburg                                               |
| 18    | Desserte : Bilzen - Martenslinde - Riemst - Ében-Émael - Kanne - Val-Meer |                                                     |                                                     |                                                     |                                                            |                                                     |                                                     |                                                     |                                                                     |
| 18    | Autre : |                                                     |                                                     |                                                     |                                                            |                                                     |                                                     |                                                     |                                                                     |
| 18    | Dernière actualisation : — |                                                     |                                                     |                                                     |                                                            |                                                     |                                                     |                                                     |                                                                     |
| 26    | Sint-Truiden ⥋ Heers terminus partiel / Oreye Dépôt | Sint-Truiden ⥋ Heers terminus partiel / Oreye Dépôt | Sint-Truiden ⥋ Heers terminus partiel / Oreye Dépôt | Sint-Truiden ⥋ Heers terminus partiel / Oreye Dépôt | Sint-Truiden ⥋ Heers terminus partiel / Oreye Dépôt        | Sint-Truiden ⥋ Heers terminus partiel / Oreye Dépôt | Sint-Truiden ⥋ Heers terminus partiel / Oreye Dépôt | Sint-Truiden ⥋ Heers terminus partiel / Oreye Dépôt | Sint-Truiden ⥋ Heers terminus partiel / Oreye Dépôt                 |
| 26    | Ouverture / Fermeture — / — | Longueur —                                          | Durée 30 min                                        | Nb. d’arrêts 28                                     | Matériel —                                                 | Jours de fonctionnement L, Ma, Me, J, V, S, D       | Jour / Soir / Nuit / Fêtes O / N / N / N            | Voy. / an —                                         | Dépôt De Lijn Limburg                                               |
| 26    | Desserte : Oreye - Heers - Engelmanshoven - Sint-Truiden |                                                     |                                                     |                                                     |                                                            |                                                     |                                                     |                                                     |                                                                     |
| 26    | Autre : Le dimanche, ne circule que, si le lundi suivant, des cours sont organisés à Saffranberg. |                                                     |                                                     |                                                     |                                                            |                                                     |                                                     |                                                     |                                                                     |
| 26    | Dernière actualisation : — |                                                     |                                                     |                                                     |                                                            |                                                     |                                                     |                                                     |                                                                     |
| 37    | Heers ⥋ Waremme | Heers ⥋ Waremme                                     | Heers ⥋ Waremme                                     | Heers ⥋ Waremme                                     | Heers ⥋ Waremme                                            | Heers ⥋ Waremme                                     | Heers ⥋ Waremme                                     | Heers ⥋ Waremme                                     | Heers ⥋ Waremme                                                     |
| 37    | Ouverture / Fermeture — / — | Longueur —                                          | Durée 29 min                                        | Nb. d’arrêts 26                                     | Matériel —                                                 | Jours de fonctionnement L, Ma, Me, J, V             | Jour / Soir / Nuit / Fêtes O / N / N / N            | Voy. / an —                                         | Dépôt De Lijn Limburg                                               |
| 37    | Desserte : Heers - Mechelen-Bovelingen - Bettincourt - Waremme gare |                                                     |                                                     |                                                     |                                                            |                                                     |                                                     |                                                     |                                                                     |
| 37    | Autre : |                                                     |                                                     |                                                     |                                                            |                                                     |                                                     |                                                     |                                                                     |
| 37    | Dernière actualisation : — |                                                     |                                                     |                                                     |                                                            |                                                     |                                                     |                                                     |                                                                     |
| 39    | Tongeren ⥋ Vroenhoven | Tongeren ⥋ Vroenhoven                               | Tongeren ⥋ Vroenhoven                               | Tongeren ⥋ Vroenhoven                               | Tongeren ⥋ Vroenhoven                                      | Tongeren ⥋ Vroenhoven                               | Tongeren ⥋ Vroenhoven                               | Tongeren ⥋ Vroenhoven                               | Tongeren ⥋ Vroenhoven                                               |
| 39    | Ouverture / Fermeture — / — | Longueur —                                          | Durée 60 min                                        | Nb. d’arrêts 89                                     | Matériel —                                                 | Jours de fonctionnement L, Ma, Me, J, V             | Jour / Soir / Nuit / Fêtes O / N / N / N            | Voy. / an —                                         | Dépôt De Lijn Limburg                                               |
| 39    | Desserte : Tongeren - Kanne - Ében-Émael - Vroenhoven (scolaire) |                                                     |                                                     |                                                     |                                                            |                                                     |                                                     |                                                     |                                                                     |
| 39    | Autre : |                                                     |                                                     |                                                     |                                                            |                                                     |                                                     |                                                     |                                                                     |
| 39    | Dernière actualisation : — |                                                     |                                                     |                                                     |                                                            |                                                     |                                                     |                                                     |                                                                     |
| 39b   | Tongeren ⥋ Fouron-Saint-Martin | Tongeren ⥋ Fouron-Saint-Martin                      | Tongeren ⥋ Fouron-Saint-Martin                      | Tongeren ⥋ Fouron-Saint-Martin                      | Tongeren ⥋ Fouron-Saint-Martin                             | Tongeren ⥋ Fouron-Saint-Martin                      | Tongeren ⥋ Fouron-Saint-Martin                      | Tongeren ⥋ Fouron-Saint-Martin                      | Tongeren ⥋ Fouron-Saint-Martin                                      |
| 39b   | Ouverture / Fermeture — / — | Longueur —                                          | Durée 41 min                                        | Nb. d’arrêts 174                                    | Matériel —                                                 | Jours de fonctionnement L, Ma, Me, J, V, S, D       | Jour / Soir / Nuit / Fêtes O / O / N / O            | Voy. / an —                                         | Dépôt De Lijn Limburg                                               |
| 39b   | Desserte : Tongeren - Visé/Wezet - Fourons/Voeren |                                                     |                                                     |                                                     |                                                            |                                                     |                                                     |                                                     |                                                                     |
| 39b   | Autre : |                                                     |                                                     |                                                     |                                                            |                                                     |                                                     |                                                     |                                                                     |
| 39b   | Dernière actualisation : — |                                                     |                                                     |                                                     |                                                            |                                                     |                                                     |                                                     |                                                                     |
| 74    | Tongeren ⥋ Liège | Tongeren ⥋ Liège                                    | Tongeren ⥋ Liège                                    | Tongeren ⥋ Liège                                    | Tongeren ⥋ Liège                                           | Tongeren ⥋ Liège                                    | Tongeren ⥋ Liège                                    | Tongeren ⥋ Liège                                    | Tongeren ⥋ Liège                                                    |
| 74    | Ouverture / Fermeture — / 30/06/2023 | Longueur —                                          | Durée 41 min                                        | Nb. d’arrêts 50                                     | Matériel VDL Jonckheere Transit 2000 Mercedes Citaro C2    | Jours de fonctionnement L, Ma, Me, J, V, S, D       | Jour / Soir / Nuit / Fêtes O / O / N / O            | Voy. / an —                                         | Dépôt De Lijn Limburg Autobus Dony                                  |
| 74    | Desserte : Tongeren - Vreren - Paifve - Juprelle - Rocourt - Liège |                                                     |                                                     |                                                     |                                                            |                                                     |                                                     |                                                     |                                                                     |
| 74    | Autre : À la suite du remaniement du réseau de bus du Limbourg par De Lijn, la ligne 74 laisse place à la ligne 79, dont le tracé change légèrement. |                                                     |                                                     |                                                     |                                                            |                                                     |                                                     |                                                     |                                                                     |
| 74    | Dernière actualisation : — |                                                     |                                                     |                                                     |                                                            |                                                     |                                                     |                                                     |                                                                     |
| 79    | Tongeren ⥋ Liège | Tongeren ⥋ Liège                                    | Tongeren ⥋ Liège                                    | Tongeren ⥋ Liège                                    | Tongeren ⥋ Liège                                           | Tongeren ⥋ Liège                                    | Tongeren ⥋ Liège                                    | Tongeren ⥋ Liège                                    | Tongeren ⥋ Liège                                                    |
| 79    | Ouverture / Fermeture 01/07/2023 / — | Longueur —                                          | Durée 47 min                                        | Nb. d’arrêts 35                                     | Matériel VDL Jonckheere Transit 2000 Mercedes Citaro C2 LE | Jours de fonctionnement L, Ma, Me, J, V, S, D       | Jour / Soir / Nuit / Fêtes O / O / N / O            | Voy. / an —                                         | Dépôt De Lijn Limburg Autobus Dony De Morgenstond Garage Heidebloem |
| 79    | Desserte : Tongeren - Vreren - Wihogne - Juprelle - Rocourt - Liège |                                                     |                                                     |                                                     |                                                            |                                                     |                                                     |                                                     |                                                                     |
| 79    | Autre : À la suite du remaniement du réseau de bus du Limbourg par De Lijn, la ligne 79 prend place à la suite de la suppression de la ligne 79. Son tracé diffère entre les arrêts JUPRELLE Maison Materne et WIHOGNE Moulin Barre où l'ex ligne 74 faisait un détour dans Paifve tandis que la ligne 79 n'effectue plus ce détour |                                                     |                                                     |                                                     |                                                            |                                                     |                                                     |                                                     |                                                                     |
| 79    | Dernière actualisation : — |                                                     |                                                     |                                                     |                                                            |                                                     |                                                     |                                                     |                                                                     |
| 412   | Waremme ⥋ Waremme | Waremme ⥋ Waremme                                   | Waremme ⥋ Waremme                                   | Waremme ⥋ Waremme                                   | Waremme ⥋ Waremme                                          | Waremme ⥋ Waremme                                   | Waremme ⥋ Waremme                                   | Waremme ⥋ Waremme                                   | Waremme ⥋ Waremme                                                   |
| 412   | Ouverture / Fermeture — / — | Longueur —                                          | Durée 75 min                                        | Nb. d’arrêts 47                                     | Matériel —                                                 | Jours de fonctionnement L, Ma, Me, J, V             | Jour / Soir / Nuit / Fêtes O / N / N / N            | Voy. / an —                                         | Dépôt De Lijn Limburg                                               |
| 412   | Desserte : Waremme - Berloz - Corswarem - Rosoux-Crenwick - Jeuk - Berloz - Waremme |                                                     |                                                     |                                                     |                                                            |                                                     |                                                     |                                                     |                                                                     |
| 412   | Autre : |                                                     |                                                     |                                                     |                                                            |                                                     |                                                     |                                                     |                                                                     |
| 412   | Dernière actualisation : — |                                                     |                                                     |                                                     |                                                            |                                                     |                                                     |                                                     |                                                                     |
| 730   | Belbus Landen | Belbus Landen                                       | Belbus Landen                                       | Belbus Landen                                       | Belbus Landen                                              | Belbus Landen                                       | Belbus Landen                                       | Belbus Landen                                       | Belbus Landen                                                       |
| 730   | Landen gare ⥋ Landen gare |                                                     |                                                     |                                                     |                                                            |                                                     |                                                     |                                                     |                                                                     |
| 730   | Ouverture / Fermeture — / — | Longueur —                                          | Durée —                                             | Nb. d’arrêts —                                      | Matériel —                                                 | Jours de fonctionnement L, Ma, Me, J, V, S, D       | Jour / Soir / Nuit / Fêtes O / N / N / O            | Voy. / an —                                         | Dépôt De Lijn Limburg                                               |
| 730   | Desserte : Belbus Landen (Berloz - WE) |                                                     |                                                     |                                                     |                                                            |                                                     |                                                     |                                                     |                                                                     |
| 730   | Autre : Circule après réservation |                                                     |                                                     |                                                     |                                                            |                                                     |                                                     |                                                     |                                                                     |
| 730   | Dernière actualisation : — |                                                     |                                                     |                                                     |                                                            |                                                     |                                                     |                                                     |                                                                     |

### Ligne exploitée par ASEAG
| Ligne | Caractéristiques                      | Caractéristiques | Caractéristiques | Caractéristiques | Caractéristiques | Caractéristiques                              | Caractéristiques                         | Caractéristiques | Caractéristiques           |
| 24    | Aachen ⥋ Kelmis                       | Aachen ⥋ Kelmis  | Aachen ⥋ Kelmis  | Aachen ⥋ Kelmis  | Aachen ⥋ Kelmis  | Aachen ⥋ Kelmis                               | Aachen ⥋ Kelmis                          | Aachen ⥋ Kelmis  | Aachen ⥋ Kelmis            |
| ----- | ------------------------------------- | ---------------- | ---------------- | ---------------- | ---------------- | --------------------------------------------- | ---------------------------------------- | ---------------- | -------------------------- |
| 24    | Ouverture / Fermeture — / —           | Longueur —       | Durée 30-50 min  | Nb. d’arrêts —   | Matériel —       | Jours de fonctionnement L, Ma, Me, J, V, S, D | Jour / Soir / Nuit / Fêtes O / O / N / O | Voy. / an —      | Dépôt SADAR Autobus, ASEAG |
| 24    | Desserte : Aachen - Bildchen - Kelmis |                  |                  |                  |                  |                                               |                                          |                  |                            |
| 24    | Autre :                               |                  |                  |                  |                  |                                               |                                          |                  |                            |
| 24    | Dernière actualisation : —            |                  |                  |                  |                  |                                               |                                          |                  |                            |

## Évolution des lignes
20 Liège - Cointe
1968 : mise en service en remplacement du trolleybus 20.
Date inconnue (attesté 1970) : prolongement de la place du Batty à la rue des Jasmins.